# الحياة البرية في الشام

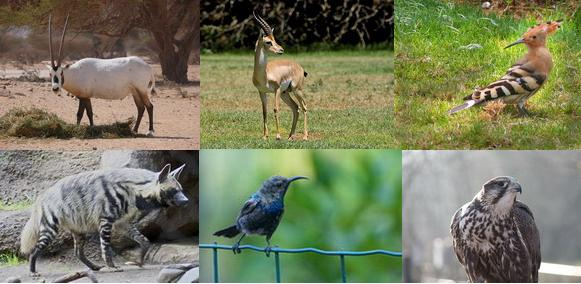
الحيوانات الوطنية لبلاد الشام: المهاة العربية (الأردن)، غزال الجبل والهدهد (فلسطين المحتلة)، الضبع المخطط (لبنان)، التمير الفلسطيني (فلسطين)، والصقر الحر (سوريا).

يُقصد بالحياة البرية في الشام مجموع أنواع النباتات والحيوانات البرية من ثدييات وطيور وزواحف وبرمائيات وأسماك مياه عذبة ومالحة، بالإضافة للافقاريات، قاطنة المنطقة المعروفة تاريخيًا باسم الشام أو بلاد الشام أو سورية الكبرى، وهي تلك المنطقة التي تضم اليوم الدول التالية: الأردن وفلسطين وسوريا (بما فيها لواء اسكندرون) ولبنان، بالإضافة لقسم من جنوب شرق تركيا، وهو القسم المعروف باسم الأقاليم السورية الشمالية، ويضيف إليها البعض قبرص وقسما من سيناء.
تتميز الحياة البرية الشاميّة بتنوعها الكبير، وذلك عائد للتنوع المناخي في المنطقة ولوقوعها في منتصف قارات العالم القديم الثلاث: آسيا وأفريقيا وأوروبا، الأمر الذي جعل منها معبرًا لهجرة أنواع عديدة من الشمال إلى الجنوب والعكس، وأضفى عليها أنماطا مناخية مختلفة ومتناقضة في بعض الأحيان، مما مكّن طائفة عظيمة من الكائنات المتنوعة من استيطانها. اندثر الكثير من أنواع الحيوانات الضخمة في الشام، أو في بعض أجزائها دون الأخرى، بفعل تدمير الموائل الطبيعية لغرض الاستيطان والاستغلال البشري، أو بسبب الصيد الجائر منذ القدم، ومنذ أواخر القرن العشرين أقيمت عدّة محميات طبيعية في كافة أنحاء الشام، بجهود محليّة تارة ودولية تارة أخرى، للحفاظ على ما تبقى من أنواع حيوانية وموائل طبيعية فريدة، وقد أصاب بعض من تلك المحميات نجاحًا باهرًا في الحفاظ على الحياة البرية ومساكنها.

## أهمية بلاد الشام في التنوع الحيوي ونشوء الزراعة
تعتبر بلاد الشام والعراق (الهلال الخصيب) مهداً لنشوء عدد من النباتات التي استؤنست وأصبحت من المحاصيل الزراعية المهمة مثل القمح (نوعين) والشعير والعدس والحمص والكرسنة والبازلاء والكتان، وهذه الثمانية تسمى المحاصيل المؤسسة للحضارة. إضافة إلى ذلك، نشأت في هذه المنطقة أشجار مثمرة مثل اللوز والزيتون والتين ونباتات طبية وعطرية ونباتات زينة.
وحسب عالم النبات جورج بوست، لا توازي أهمية بلاد الشام أية بقعة بنفس المساحة على وجه الأرض، ليس فقط بسبب الأحداث الإنسانية المهمة التي مرت عليها، وإنما أيضًا بفعل بنيتها الجيولوجية الفريدة والتنوع العظيم لتضاريسها ومناخها وحيواناتها ونباتاتها المتميزة.

## الموقع الجغرافي والتضاريس

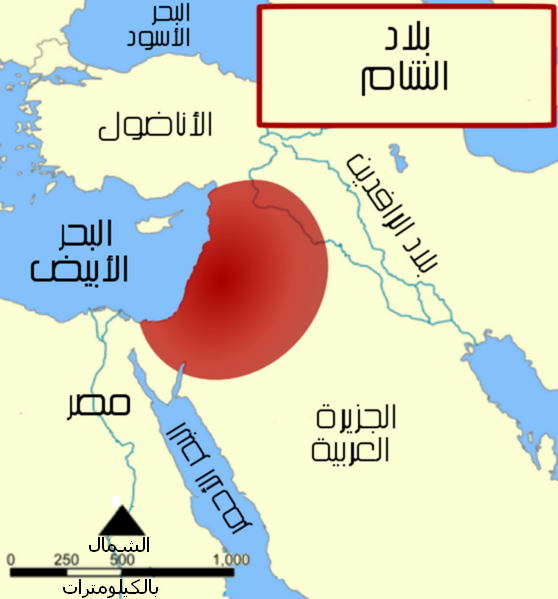
موقع بلاد الشام متوسطًا قارّات العالم القديم الثلاثة: آسيا وأوروبا وأفريقيا.

تحتل بلاد الشام الساحل الشرقي للبحر الأبيض المتوسط وتمتد شرقًا إلى حدود بلاد الرافدين. تمتد بلاد الشام من سلسلة جبال طوروس في الشمال إلى شبه جزيرة سيناء في الجنوب. تتميز هذه الأرض بسلسلتي جبال متوازيتين (غربية وشرقية) تشقانها من الشمال إلى الجنوب بالتوازي مع الخط الساحلي.
تبدأ السلسلة الغربية الساحلية شمالاً عند ملتقى جبال طوروس مع جبال الأمانوس في منطقة النهر الأبيض قرب مرعش. وتستمر سلسلة الأمانوس إلى مصب نهر العاصي في خليج السويدية، وأقصى ارتفاع لها هو 2240 م. ثم تمتد سلسلة مكملة لهذه الأولى من مصب العاصي إلى نهر الكبير الجنوبي وتعرف هذه السلسلة بسلسلة جبال النصيرية. يفصل سهل عكار جبال النصيرية عن امتدادها الجنوبي في جبل لبنان، وفي جبل لبنان يوجد سقف الشام وأعلى جبالها ليصل ذروته بارتفاع 3088 م في قرنة السودا. بالاتجاه جنوبًا تبدأ الجبال بالابتعاد عن البحر وبالانخفاض تدريجيًا، فتبلغ أعلى قمة في الجليل (جبل الجرمق) 1208 م. تبدأ جبال نابلس من جبل الكرمل في حيفا حتى تتصل بجبال الخليل في الجنوب، وتستمر مناطق التلال والجبال حتى رأس محمد في أقصى جنوب سيناء. يشكل جبل عيبال أعلى قمة في جبال نابلس (981 م) بينما تبلغ جبال الخليل أعلى نقاطها في حلحول (1020 م). يبلغ طول هذه السلسلة من مرعش إلى رأس محمد أكثر من 1100 كم.
تبدأ السلسلة الموازية بمجموعة من التلال من نفس النقطة تقريبًا عند منطقة تسمى كابو تشام (بالإنجليزية: Kapu Tcham) قرب مرعش وتمتد جنوبًا إلى صوف داغ وجبل حلب، ثم تتحول إلى سلاسل من التلال وصولاً إلى سهل حمص وسهل عكار الذين يشكلان نافذة لسورية الداخلية على البحر. تستمر السلسلة من جديد مع جبال القلمون التي تبدأ من جنوب حمص إلى دمشق وتلتقي مع هضبة الجولان عند جبل الشيخ (وأعلى قممه بارتفاع 2814 م). بعد فسحة سهلية تمتد لمسافة تقارب 60 كم عبر حوران تبدأ سلسلة جبال عجلون وتستمر السلسلة عبر جبال السلط ومؤاب والشراة إلى خليج العقبة حيث تتصل بجبال الحجاز.
إضافة إلى هاتين السلسلتين، توجد جبال أخرى داخلية متفرقة مثل جبل البلعاس وسلسلة الجبال التدمرية وجبل عبد العزيز وجبل العرب. في الداخل تبلغ أعلى القمم (في جبل العرب) حوالي 1840 متر.
بين هاتين السلسلتين الجبليتين العظيمتين، يمتد أخدود سهلي عميق يشكل الجزء السوري (الشمالي) من الشق السوري الأفريقي وفيه توجد أخفض نقطة على سطح الأرض. ينبع نهر العاصي من وسط الأخدود تقريبًا ويتجه نحو الشمال بين سلسلتي الجبال في سهل البقاع وسهل الغاب وسهل العمق ليصب في البحر المتوسط. ومن نقطة قريبة ينبع نهر الأردن ويتجه جنوبًا مارًا في سهل الحولة وأطراف سهل بيسان وغور الأردن ليصب في البحر الميت أخفض نقطة على سطح الأرض.
إلى الغرب من السلسلة الساحلية يقع شريط سهلي ساحلي يضيق ويعرض. يكون أقصى عرض للسهل الساحلي في جنوب قطاع غزة بينما يختفي تمامًا في بعض النقاط مثل الجبل الأقرع جنوب لواء اسكندرون وفي جونيه وجبل الكرمل حيث تغتسل أقدام الجبال بمياه البحر.

## تنوع المناخ والموائل الطبيعية
توجد بلاد الشام عند ملتقى قارات العالم القديم الثلاث، وعند منطقة تعد انتقالية بين مناطق الجبال ذات المناخ الإيراني الطوراني ومناطق حوض البحر الأبيض المتوسط ومناطق شبه الجزيرة العربية الصحراوي والمناخ شبه الاستوائي في إفريقيا وجنوب الجزيرة العربية. أثر هذا الموقع الفريد في الأنواع النباتية والحيوانية، فنرى تواجد بعض الأنواع النباتية والحيوانية من هذه المناطق المحيطة.
إضافة إلى تأثير الموقع الجغرافي، تتميز بلاد الشام بتنوع تضاريسي ومناخي فريد، فمناطقها يمكن أن تسمح بالتزلج على الثلوج في جبل الشيخ أو سلسلة جبال لبنان الغربية أو جبال الأمانوس وبين السباحة في البحر الميت أو البحر الأحمر في نفس اليوم. يتدرج المناخ بين الطوراني شبه الرطب في الجبال العالية إلى المتوسطي في المناطق الساحلية إلى الجاف والصحراوي في المناطق الداخلية وشبه المداري في غور الأردن. وتبعا لهذا التباين المناخي والتضاريسي، تتفاوت معدلات الهطول السنوية بشكل كبير، فتصل إلى أكثر من 1500 ملم في السنة في جبال اللاذقية وتنخفض إلى ما دون 200 ملم في بادية الشام. وتتغير كذلك درجات الحرارة لتصل أعلى قيمها في صيفًا في المناطق الصحراوية وأخفضها في المناطق الجبلية وبعض المناطق الداخلية. بينما تحافظ منطقة غور الأردن والسهل الساحلي على دفئها في الشتاء، تنخفض الحرارة في آونة كثيرة إلى ما دون الصفر المئوي في المرتفعات والمناطق الداخلية.

## التنوع النباتي

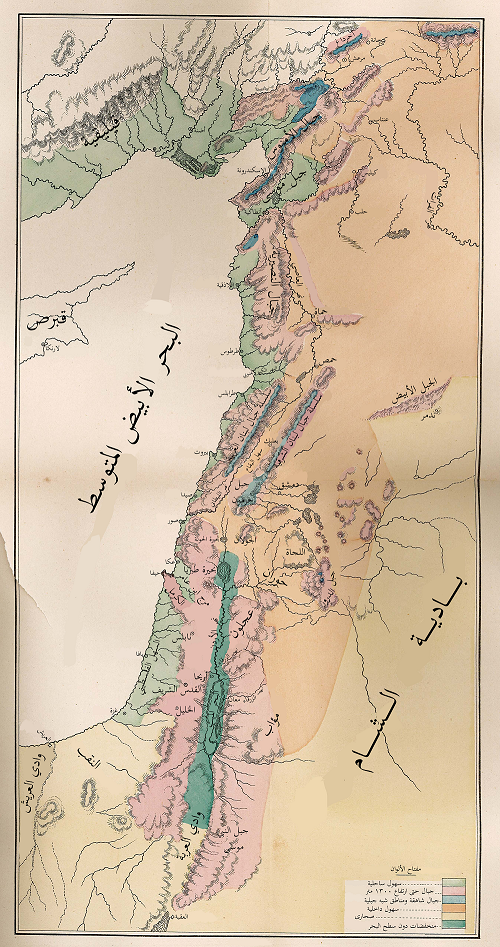
خريطة قديمة تُظهر تنوّع الموائل الطبيعية في الشام وما يصحبها من تنوّع في الغطاء النباتي.

نشر عالم النبات الفرنسي جاك لابيلارديير (بالفرنسية: Jacques Labillardière) دراسة لنباتات من جبل لبنان والقلمون ودمشق وقبرص بين عامي 1791 و1812 بعنوان (باللاتينية: Icones plantarum Syriae rariorum). بعد ذلك كانت هناك دراسات أخرى أقل شمولًا إلى أن نشر بيير إدمون بواسييه عمله الشهير نباتات المشرق (باللاتينية: Flora Orientalis) في خمسة مجلدات بين عامي 1867 و1888 سجل فيها النباتات التي وجدها خلال رحلاته بين أسوان وحلب.
نشر عالم النبات الأمريكي جورج بوست أشمل دراسة مسحية حديثة مختصة بنباتات الشام عام 1896، تحت عنوان «نباتات سورية وفلسطين وسيناء» ونشرتها الكلية السورية البروتستانتية في بيروت (التي أصبحت فيما بعد تعرف بالجامعة الأمريكية). وفي نسخة محدثة عن هذا الكتاب صدرت في بيروت عام 1932 سجل وجود حوالي 4200 نوع من 955 جنساً و142 فصيلة.
في دراسة نشرت عام 1970، أحصى عالم النبات الفرنسي موتيرد في سوريا ولبنان 3459 نوعاً، تنتمي إلى 865 جنسًا موزعة على 131 فصيلة منها حوالي 300 نوع متوطنة في سورية ولبنان ولا توجد في غيرها. وفي عام 2006، سجل في سورية 900 جنس نباتي تنتمي إلى 130 فصيلة نباتية. وحسب دراسة لوزارة الإدارة المحلية، سجل في سورية وجود 3100 نوع نباتي من مغطاة البذور من أصل 220 ألفًا معروفة حول العالم. إضافة إلى ذلك، سجل وجود اثني عشر نوعًا من عاريات البذور. تشكل الفصائل النجمية والنجيلية والبقولية أهم الفصائل الموجودة. يوجد من الفصيلة البقولية نحو 47 جنساً و450 نوعاً في سورية. يعد القتاد أكثر الأجناس تنوعًا في الشام، حيث سجل بوست وجود 115 نوعًا منه متوزعة على كل مناطق الشام وسيناء. وتتنوع النظم البيئية النباتية تبعًا للمناخ والتضاريس، وفيما يلي أهم المناطق المناخية في بلاد الشام والنباتات المنتشرة فيها.

### الطابق البيومناخي الرطب
يسود المناخ الإيراني-الطوراني الرطب في المناطق العالية من الجبال الساحلية، وخاصة الشمالية والوسطى منها (الأمانوس والنصيرية ولبنان الغربية)، بفعل معدلات الأمطار المرتفعة والحرارة الباردة شتاء والمعتدلة صيفاً. تتميز أعالي الجبال بقلة الأنواع وشدة التخصص نظراً للبرودة وشدة الرياح.
توجد في هذه المناطق ثلاث زمر من النباتات: الأولى زمرة خط الأشجار العالية، والثانية زمرة جنبات الجرد والمروج الثلجية (أو الألبية) والثالثة زمرة أشباه الجرد أو المروج تحت الألبية.
تنتشر في أعالي هذه الجبال (1800-2500 م فوق سطح البحر) غابات أنواع من المخروطيات مثل الشوح السوري والأرز اللبناني (بسبب احتياجها للبرودة)، وفي المناطق الأقل ارتفاعًا توجد غابات الصنوبر الحلبي (باللاتينية: Pinus halepensis) والصنوبر البروتي (باللاتينية: Pinus brutia).
تنتشر في هذا المناخ غابات الأشجار عريضة الأوراق مثل السنديان القرمزي (باللاتينية: Quercus coccifera) والسنديان الأشعر (باللاتينية: Quercus cerris) والسنديان الأخضر (باللاتينية: Quercus ilex) والسنديان اللبناني (باللاتينية: Quercus libani) والسنديان البرانتي (باللاتينية: Quercus brantii) والسنديان الأرزي (باللاتينية: Quercus cedrorum) وبلوط العفص (باللاتينية: Quercus infectoria) والشرد المشرقي (باللاتينية: Carpinus orientalis) وبقايا غابات السنديان الطبراني (باللاتينية: Quercus ithaburensis) (أو الرومي (باللاتينية: Quercus aegilops)) والغبيراء الممغصة (باللاتينية: Sorbus torminalis) والحور الفراتي (باللاتينية: Populus euphratica) والصفصاف الباكي والصفصاف الأبيض والدلب المشرقي والقيقب دائم الخضرة (باللاتينية: Acer sempervirens) وقيقب جبل الشيخ (باللاتينية: Acer hermoneum) والقيقب عريض الأوراق (باللاتينية: Acer obtusifolium) (أو السوري) (باللاتينية: Acer syriacum) وقيقب مونبلييه (باللاتينية: Acer monspessulanum) والنغت المشرقي (باللاتينية: Alnus orientalis) والسدر المسهل (باللاتينية: Rhamnus cathartica) والمضاض عريض الأوراق (باللاتينية: Euonymus latifolius) والقطنية الدرهمية (باللاتينية: Cotoneaster nummularia). تنتشر السراخس في الطابق الأرضي من هذه الغابات، حيث سجل في سورية وجود 22 نوعًا من السراخس.

لقطة للغابات الكثيفة في محمية الشوح والأرز.

الزمرة الثانية في هذا المناخ هي زمرة جنبات الجرد والمروج الثلجية (بالإنجليزية: Alpine and nival meadows) وتضم غطاءً نباتياً فقيراً ممثلاً بأنواع دائمة الحضور في المواقع الجبلية. تنتشر أنواع عديدة من العِصْفَلْدِين (مثل العِصْفَلْدِين الطوروسي (باللاتينية: Asphodeline taurica)) من الفصيلة الزانثوروية وأنواع الثوم (مثل الثوم المكملي (باللاتينية: Allium makmelianum) وثوم الزبداني) من الفصيلة الثومية، والقضقاض الجبلي (باللاتينية: Bassia monticola) من الفصيلة السرمقية، والقرنية الكرزية (باللاتينية: Cerastium cerastoides) والصابونية الوسادية (باللاتينية: Saponaria pulviaris) من الفصيلة القرنفلية، والحوذان الدمس (باللاتينية: Ranunculus demissus)، والحوذان أليف الثلج (باللاتينية: R. chionophilus)، وحوذان ذنب الفأر (باللاتينية: R. myosuroides) من الفصيلة الحوذانية، والخشخاش اللبناني (باللاتينية: Papaver libanoticum) من الفصيلة الخشخاشية، وأنواع الدرابا (باللاتينية: Draba)، والدريهمة (باللاتينية: Alyssum) من الفصيلة الصليبية، والبازلاء الصيغية (باللاتينية: Pisum formium)، والحمص العدسي (باللاتينية: Cicer ervoides) ضرب اللبناني، والعَنْبَرِيس الأقرن وعدد من أنواع القتاد (باللاتينية: Astragalus) من الفصيلة البقولية، والكتان اللحمي (باللاتينية: Linum carnulosum)، والفربيون الأرومي (باللاتينية: Euphorbia caudiculosa)، والبنفسج اللبناني (باللاتينية: Viola libanotica) وزهرة الحواشي الحريرية (باللاتينية: Veronica bombycina) وزهرة الحواشي المعنقدة (باللاتينية: V. caespitosa). تنتشر أيضًا أنواع من الزعفران مثل الزعفران الحرموني وزعفران كوتشي.
أما زمرة جنبات أشباه الجرد أو المروج تحت الألبية (باللاتينية: Subalpine) فتضم نباتات وسادية الشكل في طليعتها قتاد بيت لحم (باللاتينية: Astragalus bethlehiticus) والقتاد الحرموني (باللاتينية: A. hermonis) والصر النقطي (باللاتينية: Noaea mucronata) والغملول اللبناني (باللاتينية: Acantholimon libanoticum) وأنواع من الشبرق (باللاتينية: Ononis) والعنبريس (البندوسي والجبلي وطويل الأشواك والمخملي ومدري الأوراق).

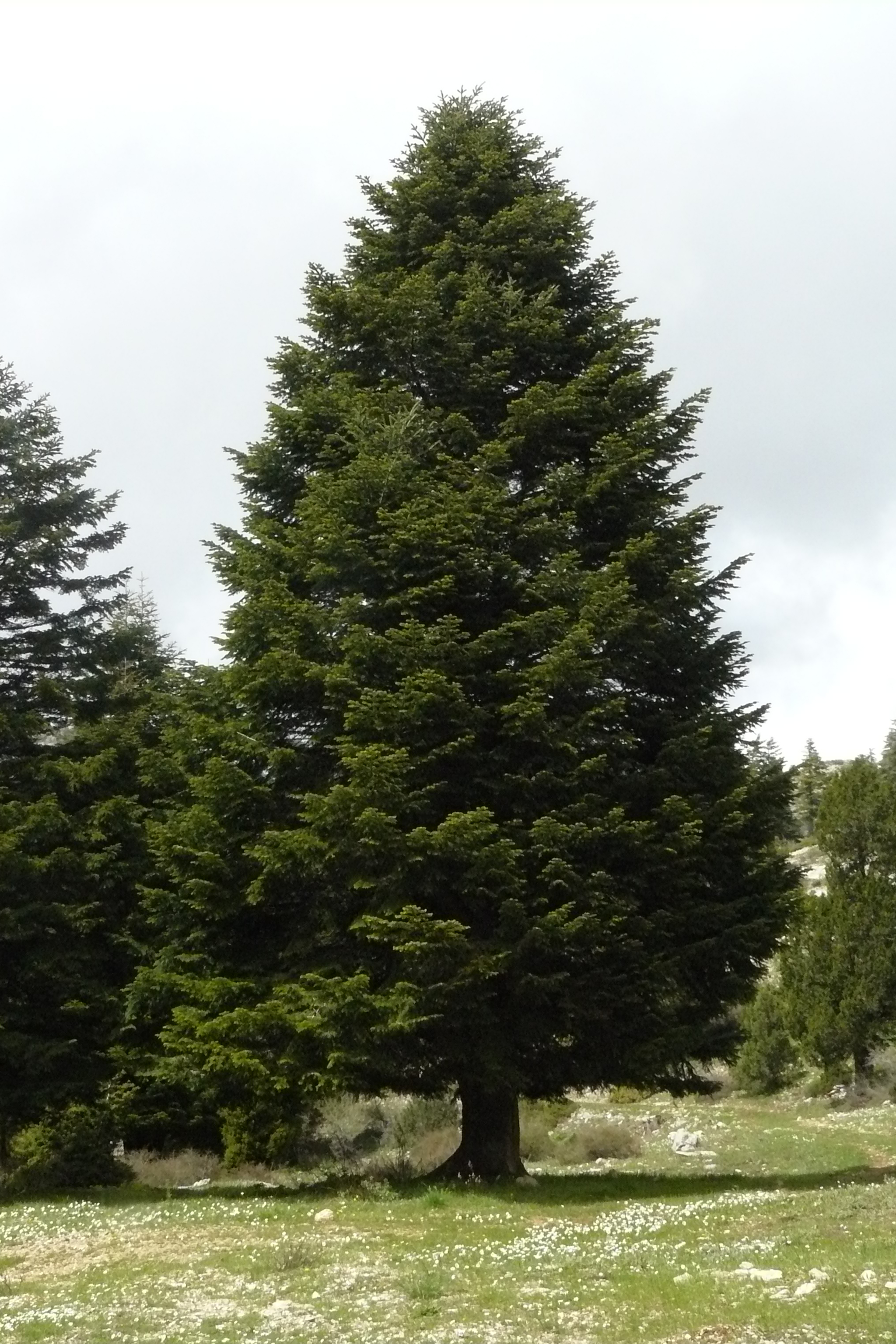
شجرة شوح سوري في شمال لبنان.

أقيمت في هذه المناطق عدة محميات للحفاظ على النباتات البرية مثل محمية الشوح والأرز في صلنفة ومحمية أرز الشوف الطبيعية ومحمية الفرنلق. ظهرت في محمية الشوح والأرز نباتات لم يكن يعتقد بوجودها في الشام، مثل السفندر لامع الظهر أو التزييني (باللاتينية: Ruscus hypoglossum) وهو نبات عشبي معمر. وهذا دليل إضافي على أهمية المحميات في الحفاظ على الحياة البرية.

### الطابق البيومناخي شبه الرطب

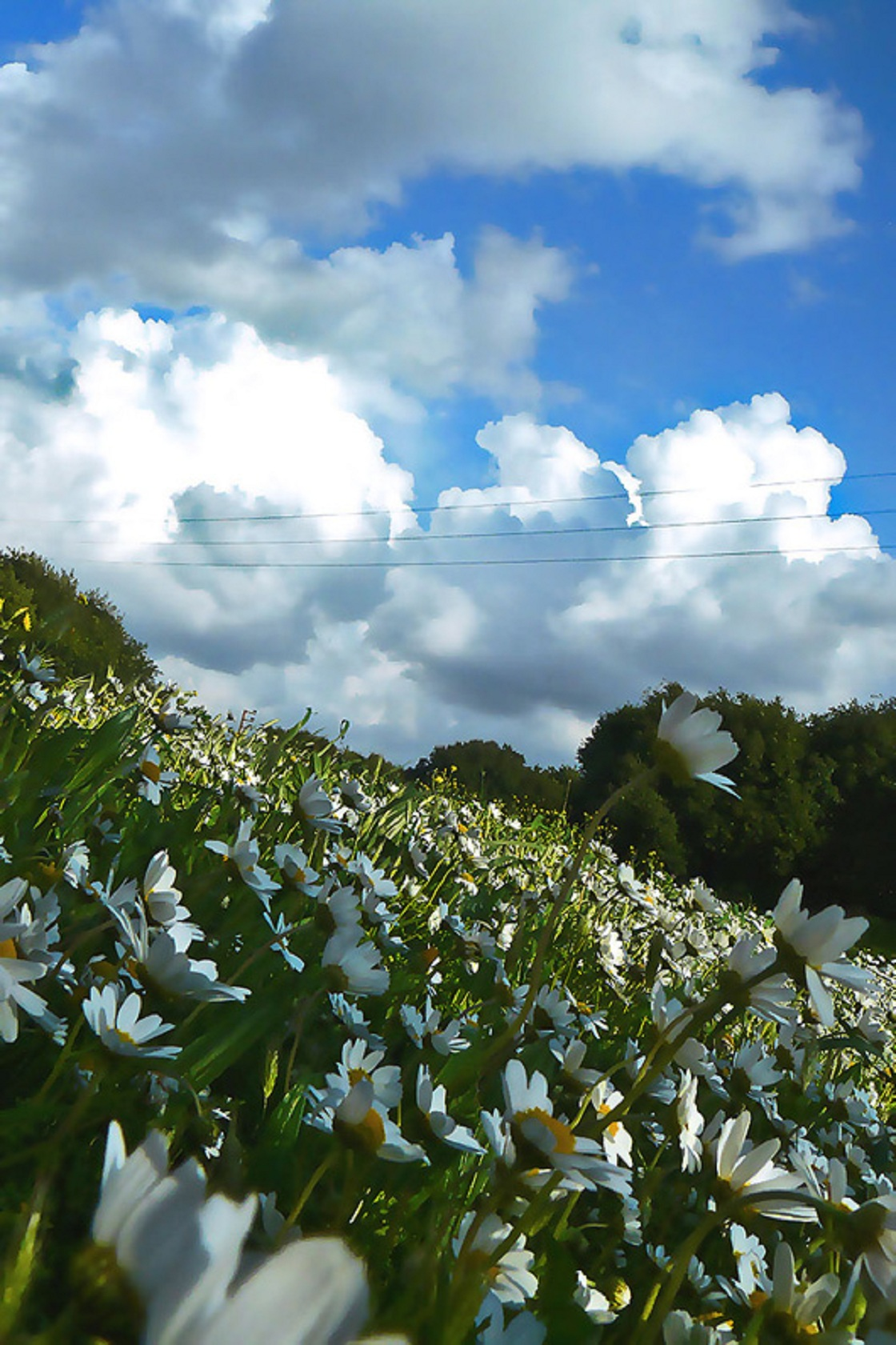
حقلٌ من الزهور البيضاء في جبل لبنان.

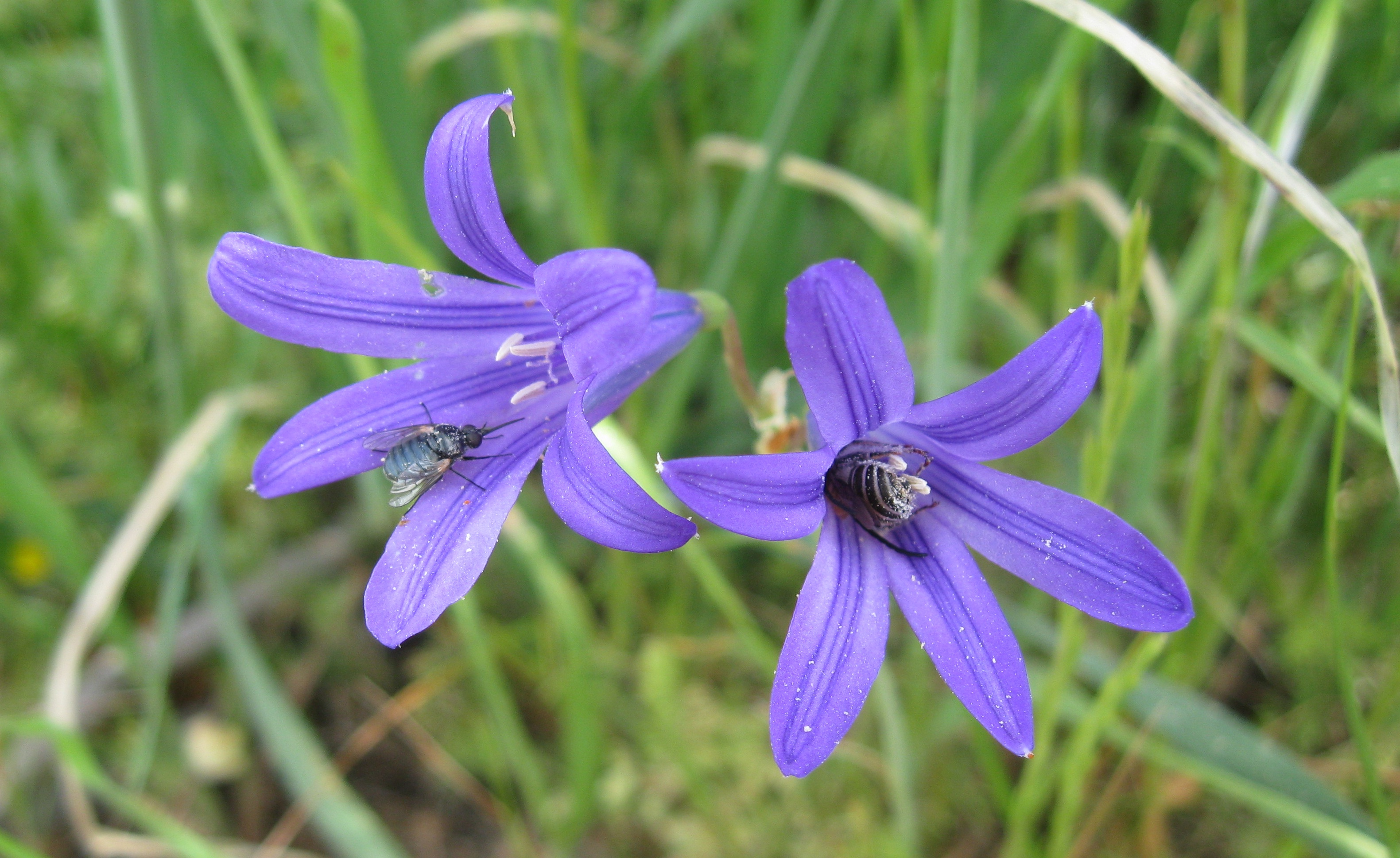
نبات الزعيتمان التتري في جبال الخليل

يوجد هذا الطابق المناخي في مناطق الجبال الساحلية متوسطة الارتفاع (أعلى من 800 م فوق سطح البحر) والجبال الداخلية على ارتفاع يفوق 900 م فوق سطح البحر.
تقع هذه المنطقة إلى الشرق والجنوب قليلاً من المنطقة الأولى، وتشمل هذه المناطق معظم الجبال الوسطى في سورية وجبل حلب (عفرين) وجبل الزاوية وأقسام من جبال لبنان الشرقية وقمم جبال جنوب لبنان وجبال الجليل وجبل عجلون وجبال نابلس وجبال الخليل.
مناخ هذه الجبال أقل رطوبة من قمم الجبال الساحلية العالية، وتنتشر فيها النباتات الممثلة لحوض البحر الأبيض المتوسط وإن كان بشكل أقل كثافة من الجبال الساحلية نظرًا لقلة الرطوبة. ويتمثل الغطاء النباتي للغابة المتوسطية بأشجار وشجيرات دائمة الخضرة ومتأقلمة مع الصيف الجاف. يشكل الصنوبر البروتي القسم الأكبر من المساحة الغابية في هذه المناطق. إضافة إلى هذا النوع، تنتشر أنواع مخروطية أخرى مثل الصنوبر الحلبي وسرو المتوسط (باللاتينية: Cupressus sempervirens) وعدد من أنواع العرعر (عرعر المرتفعات أو اللذاب (باللاتينية: Juniperus excelsa) والعرعر الشربيني (باللاتينية: J. oxycedrus) والعرعر السوري (باللاتينية: J. drupacea) والعرعر المنتن (باللاتينية: J. foetidissima)). من بين الأنواع عريضة الأوراق نجد الخروب والبيلسان والبطم الفلسطيني (باللاتينية: Pistacia palaestina) والبطم الأطلسي (باللاتينية: P. atlantica) والبطم التربنتيني (باللاتينية: P. terebinthus) والبطم العدسي (باللاتينية: P. lentiscus) والبلوط القلبريني (أو البلوط الفلسطيني) (باللاتينية: Quercus calliprinos) والمران الرمادي والمران السوري (باللاتينية: Fraxinus syriaca) والزيتون البري وأنواع الزعرور (باللاتينية: Crataegus) والأجاص السوري (باللاتينية: Pyrus syriaca) والياسمين الدرهمي (باللاتينية: Jasminium nummularia) والسويد الفلسطيني (باللاتينية: Rhamnus palaestina) وأنواع من اللوز البري (اللوز المشرقي واللوز العربي ولوز كورشنسكي (باللاتينية: Prunus korshinskyi)) واللوز الشائع والمحلب (باللاتينية: Prunus mahaleb) والآس والنسرين وأنواع من التوت البري. توجد أيضًا شجيرات مثل خوخ الدب وقيقب جبل الشيخ (باللاتينية: Acer hermoneum) والقطنية الدرهمية (باللاتينية: Cotoneaster nummularia) والزرود عريض الأوراق (باللاتينية: Phillyrea latifolia) والقطلب العثكولي (باللاتينية: Arbutus andrachne) توجد في أعالي هذه الجبال بعض الأنواع المعمرة من العنبريس (الجبلي وطويل الأشواك وكوتشي والبندوسي). تنتشر في سفوح هذه الجبال أيضًا أنواع عديدة من النباتات العشبية الحولية والمعمرة من الفصائل البقولية والنجيلية والنجمية والحوذانية والخشخاشية والسوسنية. أبرز أنواع الفصيلة البقولية تواجدًا في الشام (مختلف البيئات) هي النفل (أكثر من ستين نوعا) والقتاد (حوالي خمسة وأربعين نوعا) والفصة (أكثر من أربعين نوعا) والبيقية (أكثر من أربعين نوعا) والعنبريس (حوالي العشرين). من الفصيلة السوسنية، ينتشر أكثر من ثلاثين نوعاً من السوسن في مناطق مختلفة من بلاد الشام ومثلها تقريباً من أنواع الحوذان (الفصيلة الحوذانية) وعدة أنواع من الشقّار تنتشر في مناطق المناخ الرطب وشبه الرطب. ينتشر في جبال بلاد الشام ثمانية عشر نوعًا على الأقل من اللحلاح (الفصيلة اللحلاحية من أحاديات الفلقة).
تبدأ في هذه المناطق النظم الزراعية بالظهور، فنجد بساتين الزيتون واللوزيات والكرمة والتين.
من المحميات الطبيعية الموجودة في هذه المنطقة محمية اللذاب.

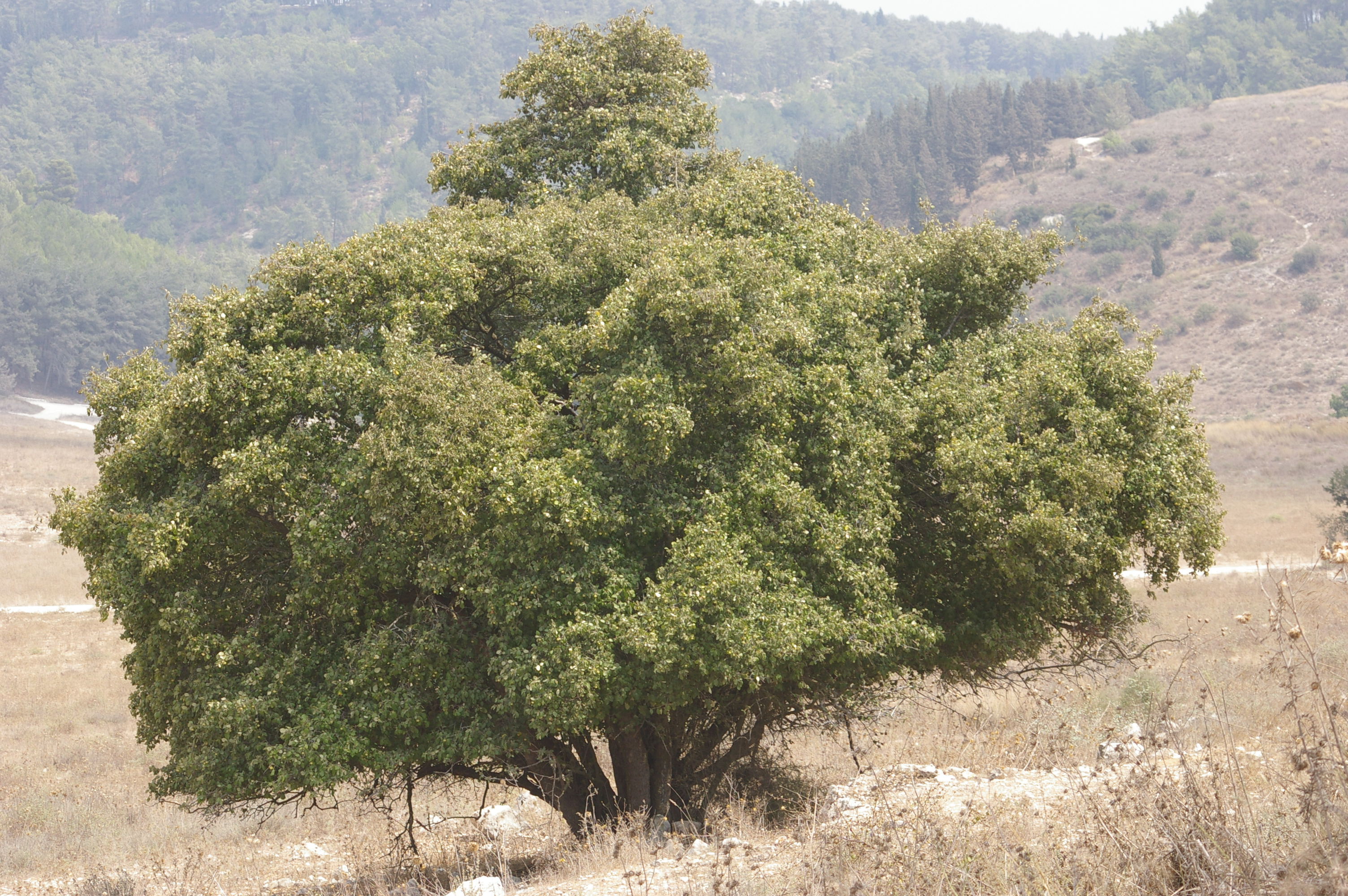
شجرة لبنى (إصطرك طبي) على مشارف غابة في الجليل الأسفل.

### مناطق السهول والتلال الساحلية ذات المناخ المتوسطي
تتشارك هذه المناطق في كثير من نباتات المنطقة السابقة، فنجد في مناطق التلال الغابة المتوسطية المكونة من أحد نوعي الصنوبر أو كليهما معا، إضافة إلى أنواع أخرى مثل الخروب. تزيد في هذه المنطقة نسبة النباتات الشجيرية والأعشاب المعمرة والحولية. من الأنواع العشبية تتواجد أنواع الترمس والقتاد والبيقية.

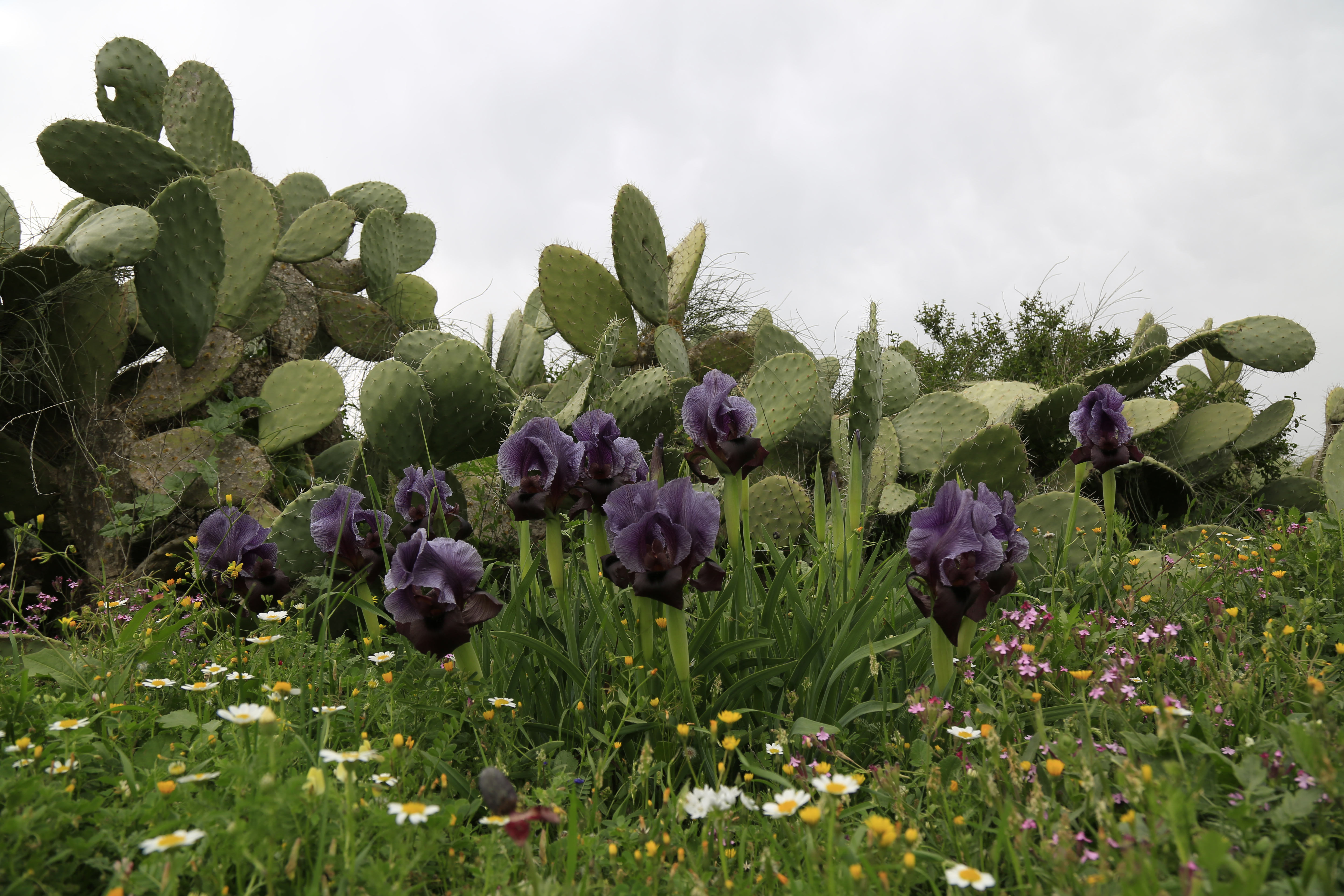
سوسن فقوعة.

### مناطق السهوب والسهول الداخلية ذات المناخ المتوسطي إلى شبه الجاف
تشمل هذه المناطق منطقة الهلال الخصيب الممتدة من شمال العراق والجزيرة العليا إلى سهول حلب وحماة وسهل حوران وسهل بيسان.
توجد على الأطراف الشمالية (الجزيرة العليا وأقدام جبال طوروس) والغربية من هذه المناطق (عند منحدرات الجبال الغربية) غابات سهبية متدهورة تتألف من البطم الأطلسي وأنواع الزعرور وأنواع اللوز البري (جنس البرقوق) والأعشاب والبقوليات. وفي سهول الجزيرة توجد في هذه المنطقة النباتات المميزة للمناخ شبه الصحراوي مثل شجيرات الطلح والأثل ونباتات عشبية معمرة مثل الشيح والقبأ والروثا والقتاد.
تنتشر في هذه المناطق زراعة الحبوب بعلا وريا في المناطق التي تتوفي فيها المياه الجوفية أو قنوات الري مثل سهول الفرات وشرق حلب.

### مناطق الأنهار والمجاري المائية الداخلية
توجد على ضفاف نهر الفرات ونهر الخابور ومجرى نهر الأردن وفي الجزر النهرية بقايا من غابات أليفة الرطوبة مؤلفة من الحور الفراتي والصفصاف الأبيض والأثل. أما مجرى نهر الأردن الأسفل فتسود فيه نباتات ملحية مشابهة لمناطق السبخات نظراً لتملح مياه النهر والأراضي المحيطة به في هذا القسم أهمها الأثل كبير الثمار.
تنمو في مناطق المستنقعات ومجاري المياه العذبة أشجار وشجيرات مثل المران السوري (ويسمى أحيانًا الدردار السوري) (باللاتينية: Fraxinus syriaca) والكينا والغاب العملاق (باللاتينية: Arundo donax).

### مناطق السبخات والبحيرات
توجد في المناطق الداخلية سبخات ومجارٍ مائية ذات مياه مالحة، وتوجد بعض البحيرات ذات المياه العذبة. تتميز الحياة النباتية في كل واحدة من هذه البحيرات بطابعها الخاص، وخصوصا نظراً لأنها عادة ما تكون محاطة بمناطق جافة. من أمثلة السبخات سبخة الجبول شرق حلب، التي تحصل على مياهها من السيول الشتوية ومؤخرًا من عمليات الصرف الزراعي لسهول السفيرة المروية صيفًا. توجد بحيرات مثل طبريا وبحيرة الخاتونية وقطينة ومناطق مستنقعات مثل الحولة والأزرق والعمق في لواء اسكندرون.
ينمو أكثر من 50 نوعاً من النباتات الملحية في سبخة الجبول وعلى شواطئها وفي الجزر داخلها، وهذا أكبر عدد من الأنواع في أي سبخة سورية. معظم هذه الأنواع عشبية، وقليل منها شجيري. بينت دراسات أولية وجود عدد من الأنواع غير المسجلة ضمن الفلورا السورية مثل القلام الثمري (باللاتينية: Arthrocnemum fruiticosum) والخرزة (باللاتينية: Halopeplis perfoliata) والعكرش القصير (باللاتينية: Aeluropus lagopoides) إضافة إلى شجيرات الأثل كبير الثمار (باللاتينية: Tamarix macrocarpa) على أطراف البحيرة. تنمو حول البحيرة أدغال الغاب العملاق.
تشكل النباتات الموجودة على أطراف السبخة مصداً للغذاء للطيور المهاجرة والمستوطنة في منطقة السبخة.

### مناطق الجبال الشرقية ذات المناخ شبه الجاف
تشمل هذه المناطق جبل عبد العزيز وجبل أبو رجمان وجبل الحص وجبل شبيث والجبال التدمرية وبعض السفوح المحيطة بغور الأردن.
يقل عدد النباتات في هذه المنطقة عن المناطق الساحلية نظراً لقلة الأمطار وتدهور التربة. سجل في جبل عبد العزيز وجود 407 أنواع نباتية تعود إلى 47 فصيلة و210 أجناس. وعلى تخوم بادية حلب، ينخفض العدد في جبلي الحص وشبيث إلى 235 نوعاً تنتمي إلى 41 فصيلة و132 جنسًا.
تنتشر في هذه المناطق الأنواع الحولية بشكل رئيسي، وبعض الشجيرات والنباتات المعمرة بشكل أقل. توجد في مناطق متفرقة وبشكل متناثر أشجار وشجيرات مثل البطم الأطلسي وبطم كينجوك واللوز البري والتين البري والزعرور وخروب الخنزير. إن منطقة الجبال الشرقية هي المنطقة الوحيدة في بلاد الشام التي يوجد فيها بطم كينجوك، الذي ينتشر عبر تركيا والقوقاز وصولاً إلى آسيا الوسطى. توجد أيضاً نباتات ذات قيمة رعوية مثل أنواع الروثا والقطف والصر والحليان والحرمل والسلماس والحنيطة. من النباتات الطبية المستوطنة في هذه الجبال وما حولها الزعتر البري والدعجة والنعناع البري والشيح والقبار. تنمو أيضاً أزهار ونباتات برية جميلة مثل شقائق النعمان وأنواع الحوذان والبنفسج والختمية والبختري والزعيتمان.

### مناطق بادية الشام والواحات

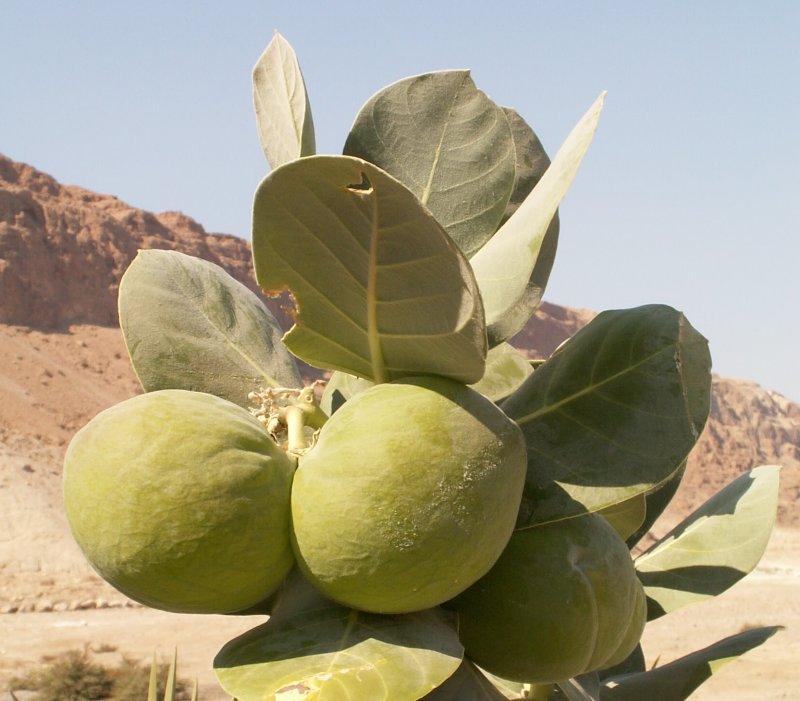
نبات العشار الباسق في النقب.

توجد فيه هذه المناطق نباتات عشبية حولية أو معمرة وجنبات صغيرة متحملة للجفاف، حيث لا يتجاوز معدل الأمطار السنوي 200 ملم.
من الأجناس النباتية العشبية الممثلة في هذه البيئة القيصوم (عدة أنواع) والأربيان والقتاد والحذا والحنظل والمليح (باللاتينية: Aizoon) والفدر (باللاتينية: Ephedra) والشويعرة والكماش (باللاتينية: Andrachne) والعاقول والزعيتمان. ومن نباتات الجنبات أجناس الرغل والحمادة والرمث والشنان والشيح والصر والحرمل والأرطاة.

### مناطق غور الأردن والنقب
تعيش في هذه البيئات أنواع عشبية حولية ومعمرة. توجد كثير من الأنواع البصيلية والدرنية مثل العنصل والبلفية (باللاتينية: Bellevalia) من الفصيلة الهليونية والعصفلدين من الفصيلة الزانثورية. توجد عدة أنواع من الحثرة (باللاتينية: Boerhavia) ومن الصدح (باللاتينية: Commicarpus) من الفصيلة الشّبّيّة (باللاتينية: Nyctaginaceae).
تتميز مناطق غور الأردن (من بحيرة الحولة جنوباً إلى جنوب البحر الميت) عن غيرها بالمناخ شبه المداري وقلة حدوث الصقيع، مما يسمح لنباتات استوائية وشبه استوائية بالنمو. أدخلت نباتات مثل النخيل والموز والحمضيات. من أمثلة النباتات البرية في هذه المناطق الغاب العملاق في مناطق المجاري المائية والوديان. تتميز منطقة النقب ببعض الأنواع التي تعد امتداداً للغطاء النباتي في إفريقيا. من هذه الأنواع العشار الباسق (باللاتينية: Calotropis procera) وأربعة أنواع من السنط أحدها السنط الملتوي (باللاتينية: Acacia tortilis).
كذلك، توجد أجناس نباتية تتواجد في معظم البيئات الشامية المذكورة أعلاه مثل السوسن الذي ينتشر منه أكثر من ثلاثين نوعًا تتوزع على مختلف مناطق الشام حسب تأقلم كل نوع منها. كذلك ينتشر أكثر من خمسين نوعًا من جنس الثوم (الفصيلة الثومية) وأربعين من القنطريون (الفصيلة النجمية) في مناطق الشام المختلفة من مرعش إلى سيناء. هناك أيضًا أكثر من ستين نوعًا من جنس السيلينة من الفصيلة القرنفلية تنتشر في مختلف المناطق وسبعة وثلاثون نوعا من الأربيان من الفصيلة النجمية.

## تآكل الغطاء النباتي

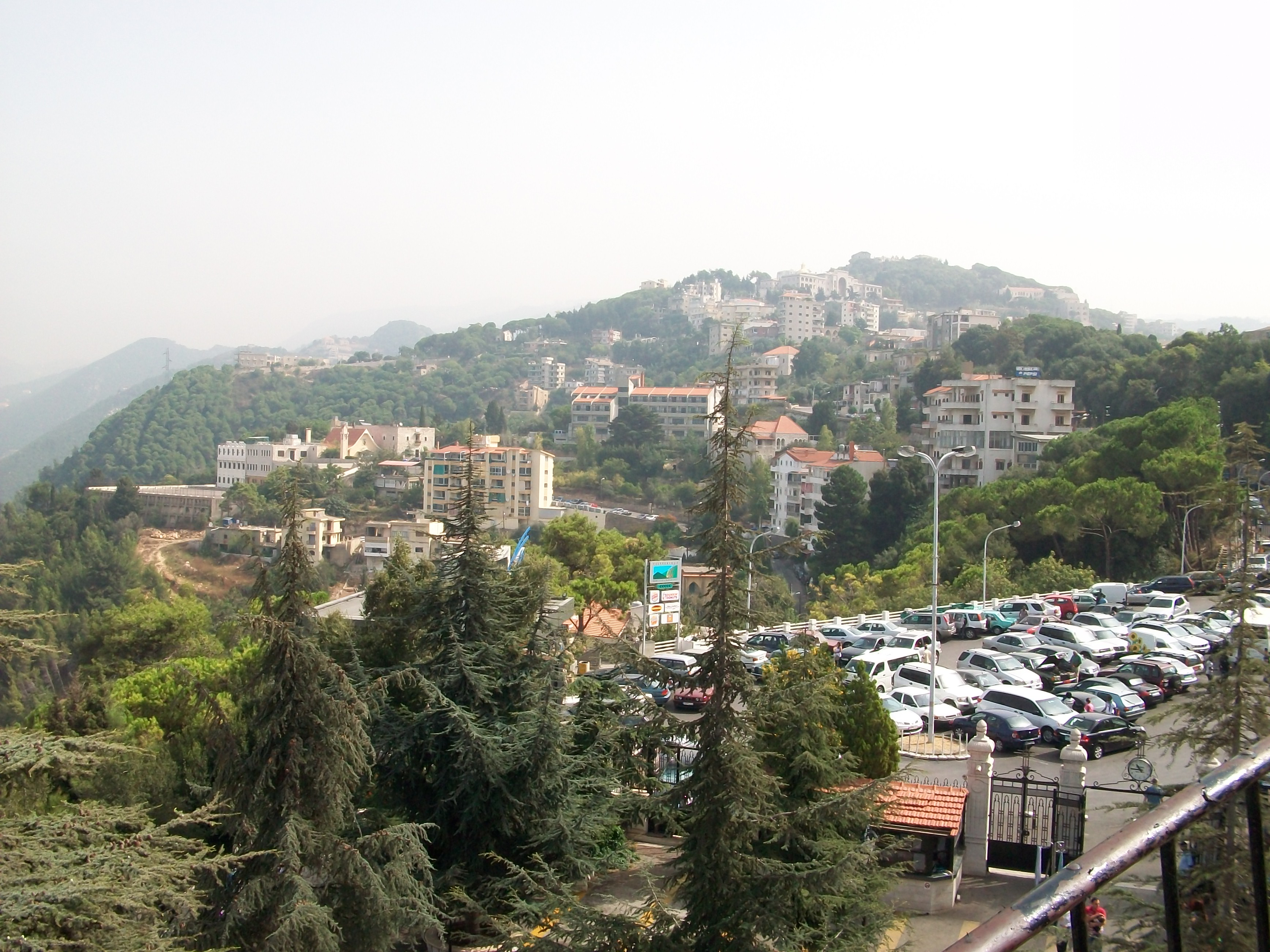
الزحف العمراني على مناطق الغابات كما هو الحال هنا في حريصا.

تدهور الغطاء النباتي في بلاد الشام بفعل عوامل بشرية وطبيعية عديدة. في أواخر الوجود العثماني في الشام قطعت مساحات واسعة من غابات وأحراش التلال وأقدام الجبال بهدف استعمال الأخشاب في إنشاء السكك الحديدية ولتشغيل القطارات البخارية وبخاصة مناطقها الجنوبية والداخلية نظرًا لمرور سكة حديد الحجاز ونشوب معارك الحرب العالمية الأولى. أدى قطع الغابات إلى انجراف التربة واختفاء عدد من الأنواع النباتية الموجودة.
يتعرض التنوع الحيوي النباتي في الشام للتدهور مما قد يؤدي إلى انقراض بعض النباتات. ومن المؤشرات المتبعة للدلالة على خطر الانقراض نسبة عدد الأنواع إلى عدد الأجناس. بلغت هذه النسبة 3.3 في فلسطين و3.8 في سورية ولبنان و3.6 في الأردن و2.2 في مصر. وحسب دراسة حديثة قامت بها منظمات بيئية ونشرت عام 2011، تتمثل أهم الأخطار المحيقة بالنباتات البرية في التوسع العمراني وإزالة الغابات بشكل كبير لجمع الحطب كوقود وتطوير السياحة وتكثيف الزراعة الحقلية وجمع النباتات غير المستدام. وفي سوريا يؤثر الجمع غير المستدام للأعشاب الطبية والعطرية بهدف بيعها على 91% من المناطق النباتية الهامة، وكذلك الأمر بالنسبة إلى فلسطين.

شعار حملة المليون شجرة لإعادة زراعة الأشجار التي اقتلعتها إسرائيل في فلسطين.

عانت الحياة البرية في فلسطين والجولان من تداعيات الاحتلال الإسرائيلي إضافة إلى الممارسات الضارة للمزارعين والرعاة والمصطافين. أقيمت كثير من المستعمرات الإسرائيلية في مناطق غابات وأحراج مثل مستعمرات عيلي وأريئيل وقدوميم وألون موريه وبراخا في نابلس ومستعمرة جبل أبو غنيم في بيت لحم ومستعمرتي ميتاتياهو وكريات سيفر ومعظم مستعمرات هضبة الجولان. كانت المستعمرات مسؤولة عن 78% من الخسارة في أراضي الغابات في الضفة الغربية. إضافة إلى ذلك، تقوم إسرائيل باستغلال المناطق الطبيعية سياحيًا، مما أثر على الحياة الطبيعية فيها. على سبيل المثال، في منطقة عين الفشخة على شاطئ البحر الميت أزيلت الأشجار فلم يتبق سوى شجرة سنط سيال واحدة وانحسرت مساحة أشجار الأراك إلى 3 دونمات فقط.
توجد في بلاد الشام 226 نوعًا من النباتات محدودة الموقع (تنتشر في مساحة أقل من 100 كم2) و183 نوعًا محدودة المدى (تنتشر في مساحة أقل من 5000 كم2) و23 نوعًا مهددة بدون مدى انتشار محدد.
مع ذلك، تضع بعض جهات أخرى عددًا أكبر بكثير من الأنواع ضمن قائمة النباتات المهددة. على سبيل المثال، أصدر مركز أبحاث التنوع الحيوي في نابلس قائمة حمراء بالنباتات المهددة بالانقراض في الضفة الغربية وقطاع غزة. شملت القائمة 334 نوعًا من 222 جنسًا تنتمي إلى 81 فصيلة نباتية. من أهم النباتات التي تشملها القائمة أنواع من اللوز البري والتين والزعرور والصفصاف والحور والسدر والأراك إضافة إلى خوخ الدب والأجاص السوري والمران السوري.

## الثدييات
شكّل موقع بلاد الشام المتوسط لقارات العالم القديم الثلاثة معبرًا طبيعيًا طيلة ملايين السنين للثدييات المهاجرة جنوبًا من أوروبا وتلك المهاجرة شمالاً من أفريقيا، وقد التقت هذه الأنواع في الشام وقطنت موائلها الطبيعية المتنوعة، وقد تطوّر بعضها مع مرور الزمن ليُشكل سلالات مميزة فريدة بهذه المنطقة. انقرض العديد من الثدييات الضخمة الشاميّة لأسباب غير طبيعية في معظم الأحيان، وأبرزها الصيد وتدمير المساكن بهدف استصلاح الأراضي الخصبة، بالمقابل انقرضت أنواع أخرى لأسباب طبيعية في عصور ما قبل التاريخ، أبرزها التغيير المناخي، وعُثر على مستحثاتها في أماكن مختلفة من الشام. استقدم البشر بضعة أنواع من الثدييات إلى المنطقة، عن قصد أحيانًا، وعن غير دراية في أحيان أخرى، وأطلقوا سراحها فاستحالت وحشية. يصل عدد أنواع الثدييات في لبنان اليوم إلى 57، وفي سوريا إلى 71، وفي الأردن إلى 70، وفي إسرائيل والأراضي الفلسطينية إلى 96، الأمر الذي يعني أن الثدييات في الشام تُقارب في تنوعها ثدييات أوروبا بكاملها. هناك أيضًا بعض سلالات الثدييات المستأنسة التي تتفرد بها الشام عن غيرها، أبرزها غنم العواسي التي تعود جذورها إلى بادية الشام، والماعز الدمشقي، والغنم العسافي، وهو هجين العواسي البلدي والفريزي الشرقي الأوروبي.

### اللواحم

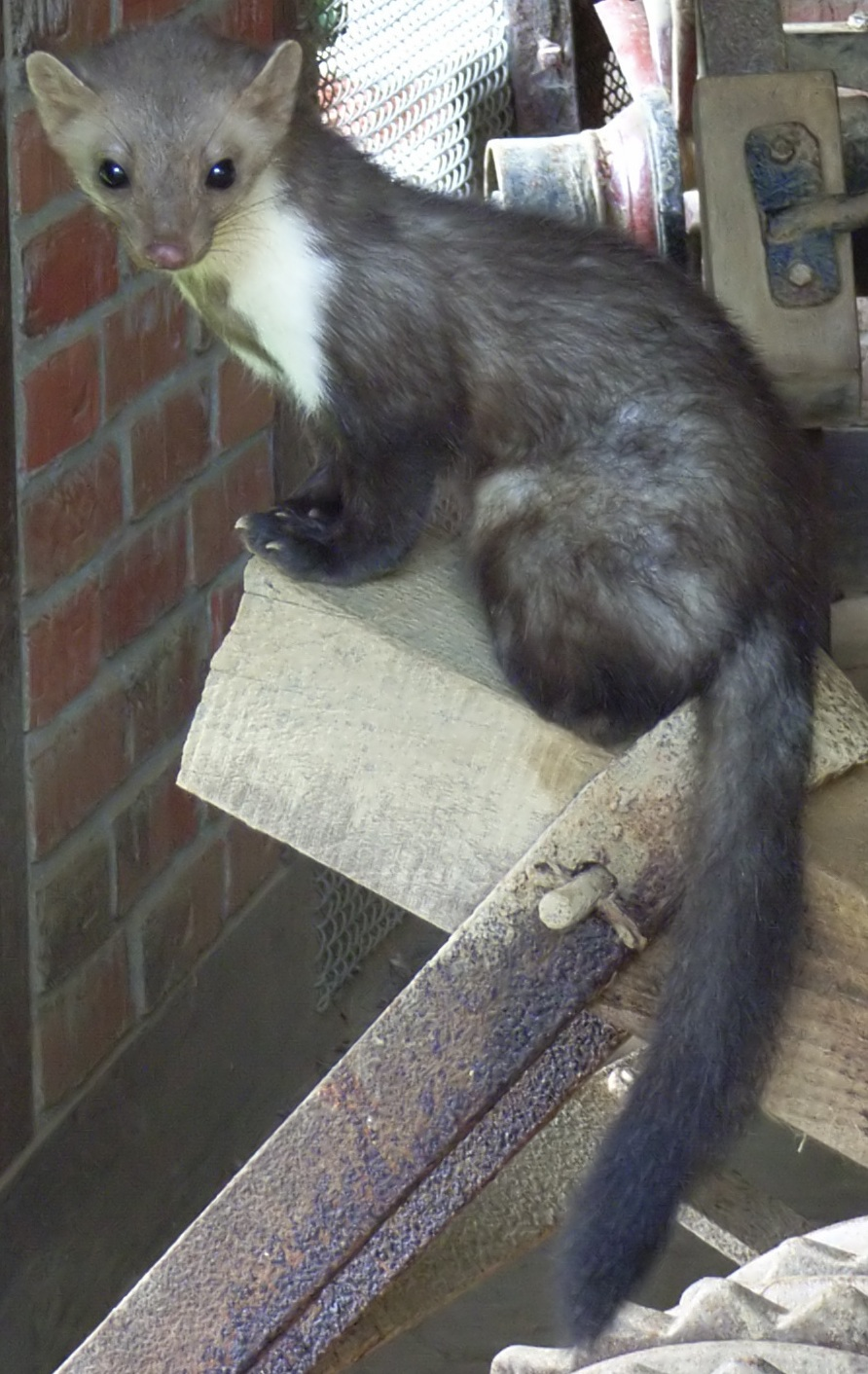
الدلق.

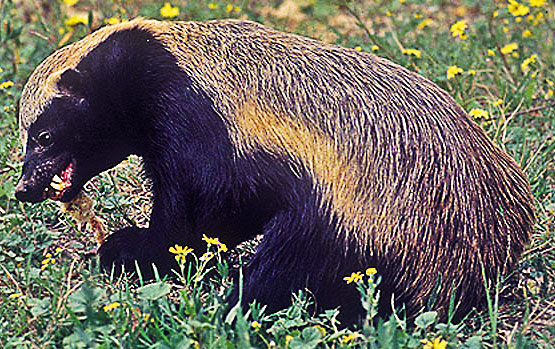
الظربان، أو غرير العسل.

تتمثل رتبة اللواحم في بلاد الشام بست فصائل حاليًا: العرسيات أو السموريات، والنمسيات، والضبعيات، والكلبيات، والسنوريات، والفقميات. يُعتبر الدلق أحد العرسيات التي لا تزال تقطن المناطق العذراء المحمية من الشام، وبعضها يعيش على مقربة من القرى والبلدات والمزارع، حيث تتسبب له عادته في الاقتيات على الدواجن والفاكهة والخضار المزروعة بمشاكل جمّة مع المزارعين، كذلك كان فرائه النفيس سببًا في اضطهاده وملاحقته في الكثير من المناطق. من العرسيات الأخرى المألوفة في الشام، ابن عرس المنتن المعرّق، أو فأر الخيل المعرّق، وهي ما تزال شائعة الوجود في المناطق الهضابية والجبلية بشكل خاص، وفي السهل الساحلي بفلسطين إلى حد أقل، وتعدّ أكثر السموريات الشامية تزوّقًا، وهي مكروهة من قبل مربي الدواجن بسبب سطوها على القنون بين الحين والآخر، بينما يقدّرها المزارعين والفلاحين كونها تقتات على الفئران والجرذان المدمرة للمحاصيل الزراعية. تنتشر القضّاعات الأوراسية، أو ثعالب الماء، في كامل القنوات ومجاري المياه الشامية، وبخاصة تلك التي لا تعاني من التلوث بقدر كبير، ومن أبرز المواقع حيث ما زال بالإمكان العثور عليها: مستنقع عمّيق في لبنان وبحيرة الحولة في فلسطين وبحيرة القرعون ونهر العاصي ونهر الزرقاء ونهر الأردن وغيرها؛ وهذه العرسيات تعتبر اليوم أكبر ثدييات المياه العذبة في المنطقة. أبرز السموريات في الشام هي ابن عرس الأصغر والغرير الأوراسي وغرير العسل أو الظربان، تستوطن الأولى الغابات والمروج والمناطق المحاذية للقرى، ووجودها محبب حيث أنها تفتك بالكثير من الفئران سنويًا، أما الثانية فشائعة في الغابات النفضية المكشوفة وفي بعض المناطق الساحلية، أما الثالثة فحيوانات صحراوية بشكل رئيسي، وتستوطن جنوب الشام من صحراء النقب حتى القدس وبعض المناطق المجاورة، وهي حيوانات شرسة غليظة قادرة على الفتك بأكثر الأفاعي سمية، ومقاومة هجوم ضوارٍ أكبر حجمًا.

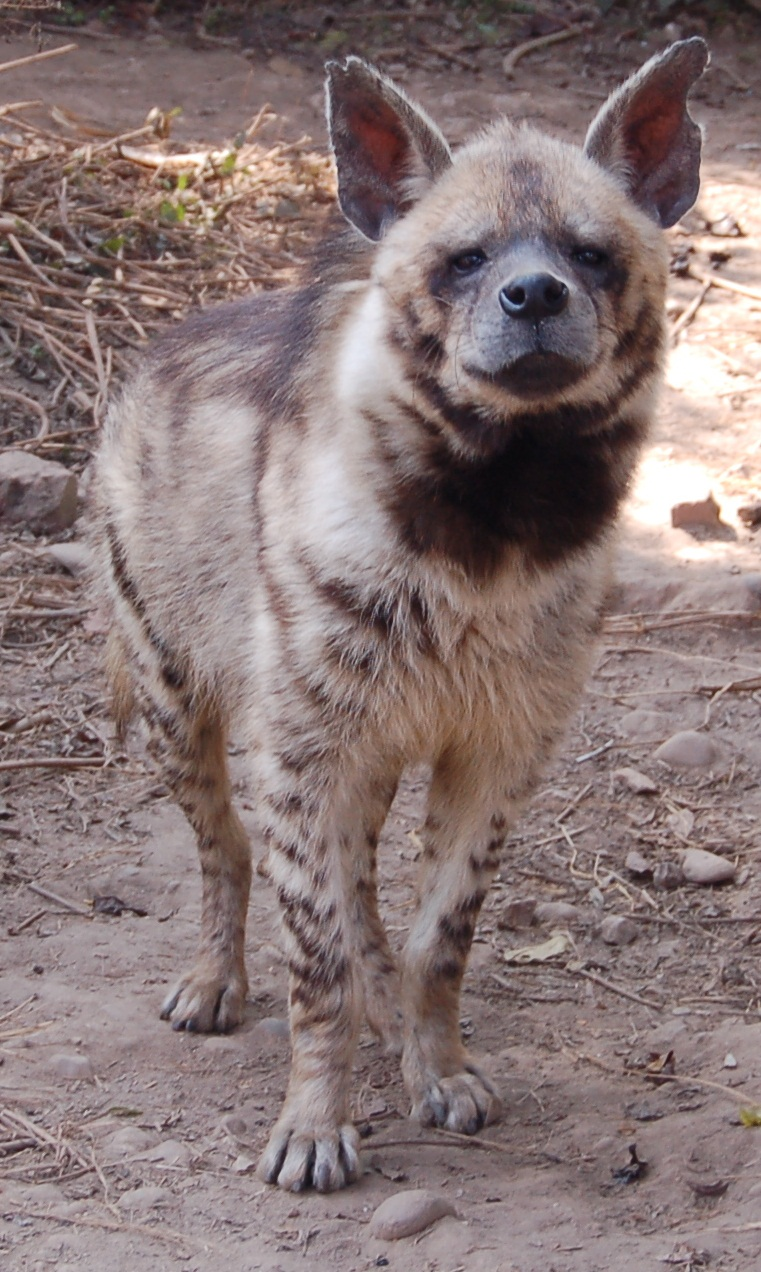
ضبع مخطط.

يعيش نوع واحد فقط من النموس في بلاد الشام، هو النمس المصري، الشهير بنقله لداء الليشمانيات الحشوي. يمتد موطن هذه النموس من جنوب أفريقيا عبر بلاد الشام وصولاً إلى تركيا، وقد أدخلت إلى إيطاليا ومدغشقر، وهي تفضل سكن الغابات والبطحاء وأراضي الأشجار القمئية بالقرب من مصدر دائم للمياه، ووضعها في الشام مماثل لوضع العرسيات: مكروهة من قبل مربي الدواجن، ومقدّرة من قبل الفلاحين لاقتياتها على الفئران والجرذان. كما في حال فصيلة النموس، فإن فصيلة الضبعيات ممثلة حاليًا بنوع واحد فقط في الشام، هو الضبع المخطط، الذي يُعتبر أكبر الضواري الباقية في بعض الدول مثل لبنان وسوريا، وتعتبر ضباع الشام من أكبر الضباع المخططة في العالم، وتتميز عن غيرها من الجمهرات بأن لون أعرافها خليط من الأسود والرمادي، عوض أن يكون أسود فقط كما في ضباع أفريقيا والهند. تقتات الضباع المخططة الشامية على فضلات الإنسان بشكل كبير، وتعتمد على جيف الحيوانات البرية والمستأنسة لتأمين قسم هام من قوتها، وقد اقترح بعض العلماء أنها قادرة على الإطاحة ببعض أنواع الطرائد الضخمة، على أنه لم يتم إثبات ذلك فعلاً. تعرضت الضباع المخططة لحملات تسميم منتظمة قام بها المزارعون اليهود خلال فترة بداية استيطانهم لفلسطين، أما الآن فإن هذه الحيوانات تحظى بحماية قانونية كاملة في إسرائيل ويحظر صيدها، غير أن التناسل الداخلي أصبح يهددها بفعل صغر حجم المحميات الطبيعية التي تقطنها. أما في الأردن فما زالت هذه الحيوانات تُصاد بشكل عادي، بما أن أغلب القرويين يعتبرونها خطرًا عليهم وعلى مواشيهم، وكذلك الحال في لبنان وسوريا.

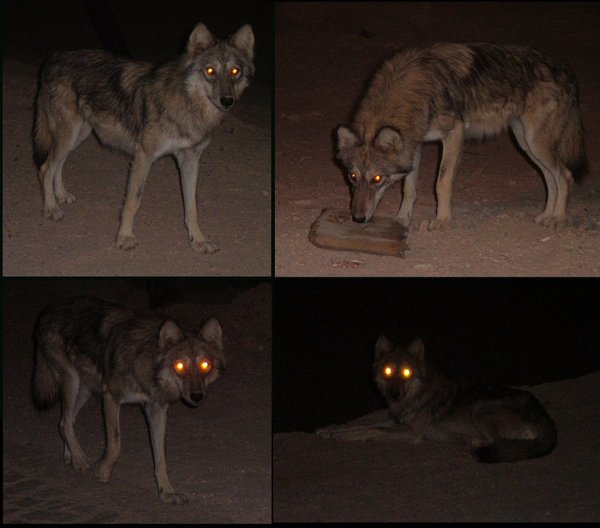
مجموعة صور لذئب عربي في كسوته الشتوية في جنوب وادي عربة.

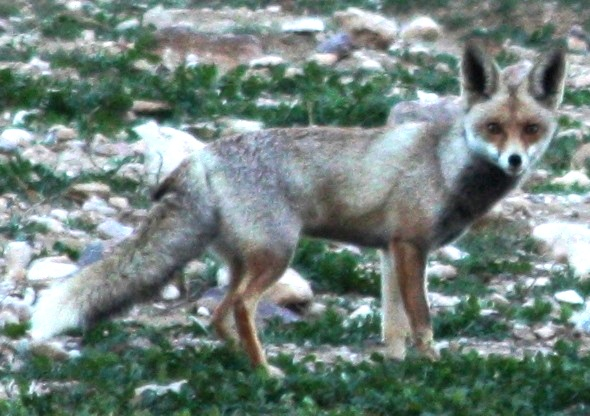
ثعلب أحمر من السلالة العربية في الأردن.

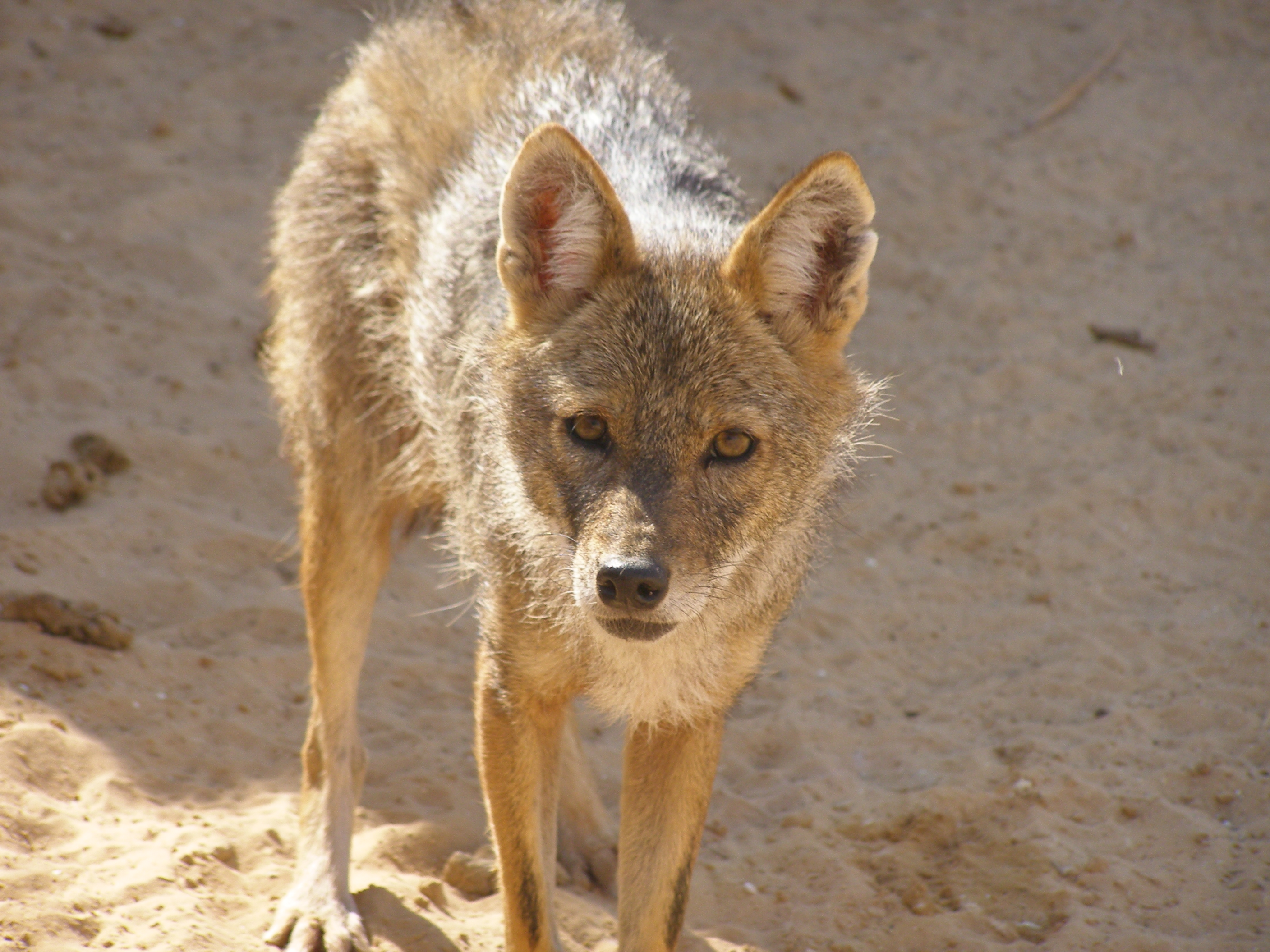
ابن آوى ذهبي من السلالة السورية أسير في إحدى مراكز إكثار الحياة البرية في إسرائيل.

تتمثل فصيلة الكلبيات في الشام بخمسة أنواع: الذئب الرمادي، وابن آوى الذهبي، والثعلب الأحمر، وثعلب روبل، والثعلب الأفغاني. تُعد الذئاب الرمادية أكبر أنواع الكلبيات بلا منازع، ومنها سلالتين في بلاد الشام: السلالة الإيرانية والسلالة العربية، تنتشر الأولى في القسم الشمالي من الإقليم، أي في شمال فلسطين والأردن مرورًا بلبنان وسوريا، أما الثانية فتنتشر في صحاري فلسطين والأردن، وهي أصغر سلالات الذئب الرمادي الباقية. تحظى الذئاب الإيرانية بالحماية القانونية في إسرائيل، ويُقدّر عددها في براريها بحوالي 150 ذئب، أما في باقي الشام فلا وجود لإحصاءات رسمية حول أعدادها، وما زالت تعاني من الصيد والاضطهاد من قبل مربي المواشي الذين يرونها خطرًا يهدد مورد رزقهم، لذا فإنه لم يتبق منها اليوم إلا في أكثر الأماكن النائية. تعتمد الذئاب الشاميّة في غذائها على بقايا الذبائح والجيف التي يرميها البشر، ومن قنائصها المألوفة: الوبران، الغزلان العفرية، غزلان الجبل، والوعول النوبية. أبرز ثعالب الشام وأكثرها شيوعًا هي الثعالب الحمراء، وهي بدورها مكروهة من قبل مربي الدواجن بسبب عادتها الاقتيات على الدجاج والحمام، وغيره من الطيور المستأنسة. من الثعالب الحمراء سلالتين في بلاد الشام: السلالة العربية قاطنة الصحراء، والسلالة الفلسطينية قاطنة الأحراج والسهول والجبال. يسهل التمييز بين السلالتين، فالأولى نحيلة باهتة اللون وأذناها ضخمتين، بينما الثانية أكثر امتلاءً وضخامةً. أما نوعا الثعالب الآخرين قاطنا بلاد الشام، فهما ثعلب روبل والثعلب الأفغاني، والأول يُعرف باسم ثعلب الرمال، وهو حيوان صحراوي بالدرجة الأولى، ينتشر من المغرب غربًا وصولاً إلى سفوح جبال أفغانستان شرقًا، ويمكن تمييزه عن الثعلب الأحمر عن طريق حجمه الأصغر ولونه الرملي. أما الثعلب الأفغاني فيُعرف أيضًا باسم ثعلب بلاندفورد وثعلب السهوب وبأسماء كثيرة أخرى، وهو شائع الوجود في جنوب الشام، من جنوب إسرائيل وصولاً إلى الضفة الغربية، وفي الأردن، وهو شبيه بباقي الثعالب الصحراوية، لكنه أكثر ميلاً للاقتيات على الفاكهة منها كلها. يعيش في الشام نوع واحد فقط من بنات آوى هو ابن آوى الذهبي، ومنه أيضًا سلالة واحدة في هذه المنطقة، هي السلالة السورية، وهي تنتشر في كافة أنحاء الشام بما فيها الصحاري والأحراج والجبال والسهول. يتراوح وزن ابن آوى الشامي بين 5 و12 كيلوغرام، وطوله بين 60 و90 سنتيمتر، وهي حيوانات مزوقة، يظهر على فرائها عدّة أنماط لونية: الأبيض والأسود والثعلبي المحمر. يُطلق الشوام على هذه الحيوانات اسم «الواوي» محليًا بسبب صوت عوائها المرتفع المألوف عند أهل القرى. يقول الخبراء أنه من الصعب تحديد حالة حفظ بنات آوى الشاميّة حاليًا، بسبب تناسلها مع الكلاب المستأنسة الشاردة منذ مئات السنين وإنتاجها أفراد هجينة عديدة.

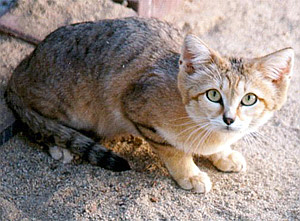
هر الرمال.

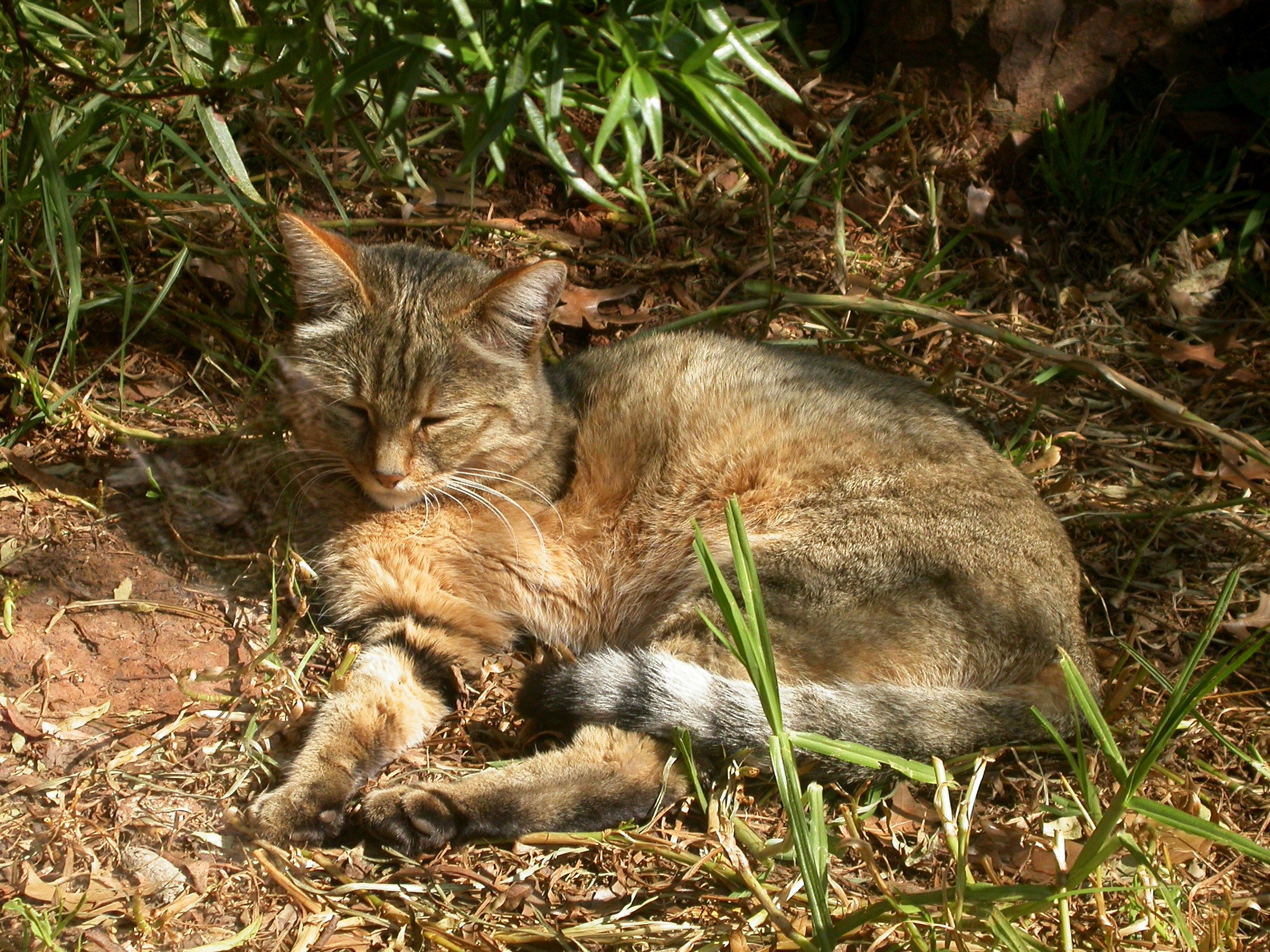
قط بري من السلالة الليبية.

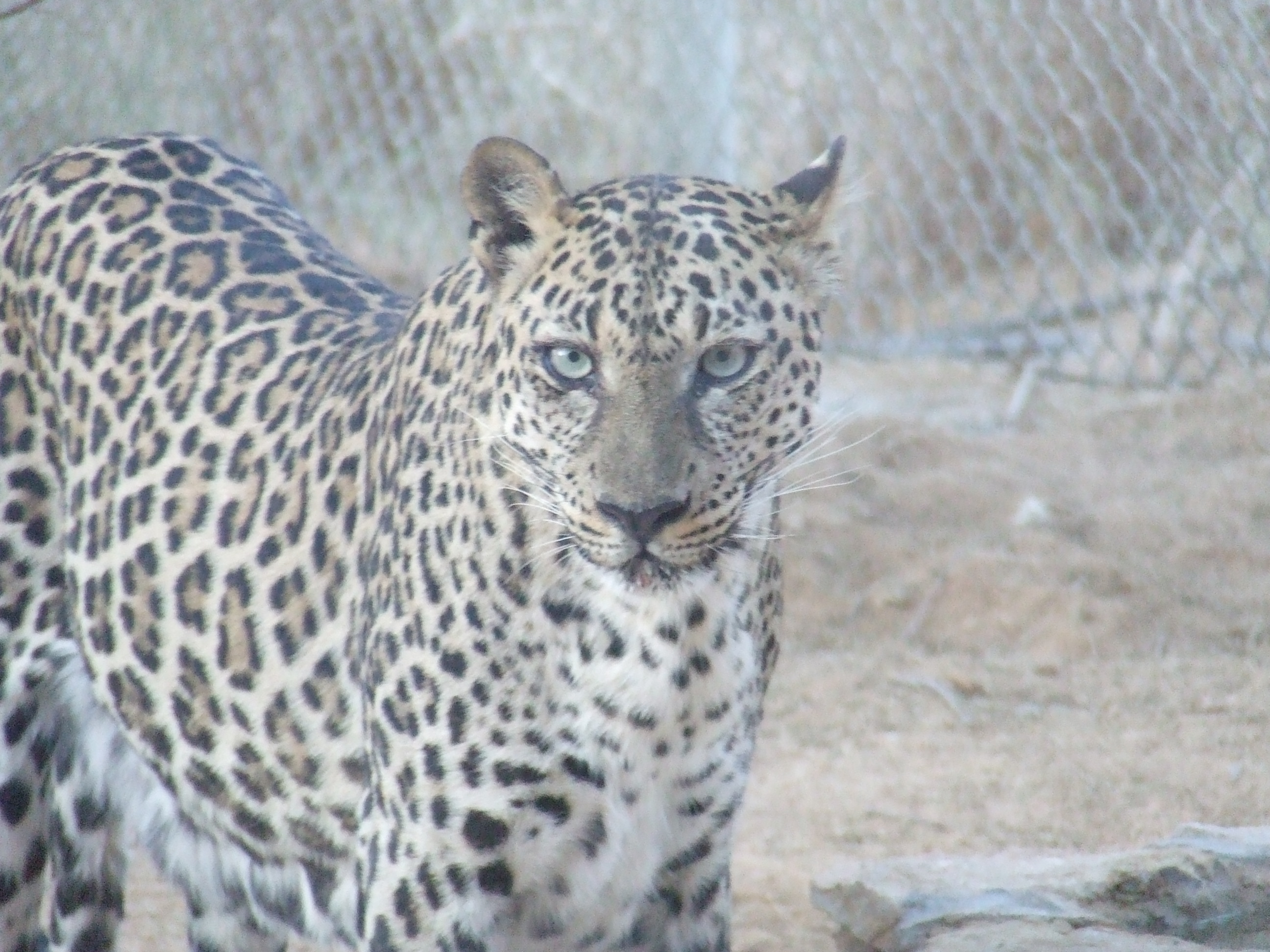
نمر عربي أسير في إسرائيل.

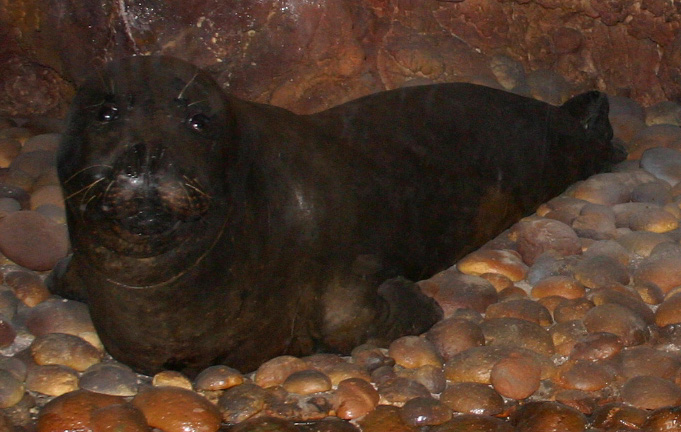
فقمة حوض المتوسط الراهبة.

لا يزال هناك 5 أنواع باقية من السنوريات في بلاد الشام هي: هر الرمال، والقط البري، وسنور الأدغال، وعنّاق الأرض، والنمر. أما هر الرمال فأصغر السنوريات الشامية على الإطلاق، إذ يتراوح طوله بين 39 و57 سنتيمتر دون احتساب الذيل، ويتراوح وزنه بين 1.4 إلى 3.4 كيلوغرامات. يمكن تمييز هذه الهررة عن غيرها عن طريق رأسها الأكثر تفلطحًا ولونها الرملي، وسكنها المناطق الصحراوية حصريًا. تعمل السلطات البيئية في إسرائيل على إكثار هذه الهررة وإطلاق سراح ما تيسر منها في وادي عربة، في محاولة لزيادة أعدادها بعد أن تراجعت بشكل ملحوظ. يُعتبر الهر البري أكثر أنواع السنوريات شيوعًا في الشام، وهو سلف الهر المستأنس، وما زال يعيش بشكل رئيسي في النقب وسلسلة جبال لبنان الغربية، وفي الأردن وعدّة نواح من سوريا، والسلالة المنتشرة في البلاد هي السلالة الليبية، التي يُعتقد أنها السلف المباشر للقطط المستأنسة. يسهل الخلط بين هذه القطط وأبناء عمومتها المستأنسة العتابية، لكنها تبقى أكبر حجمًا وأكثر اكتنازًا. من السنوريات الشاميّة أيضًا، سنور الأدغال المعروف أيضًا باسم وشق المستنقعات، ومنها سلالتين في الشام، وهي تقطن شمال غرب الأردن، وسوريا على طول نهريّ دجلة والفرات بالإضافة لغرب البلاد، ولبنان وشمال إسرائيل والضفة الغربية. لكن على الرغم من اتساع رقعة انتشارها، فإن هذه السنوريات تعتبر نادرة ومهددة في الشام، إذ أن أعدادها تراجعت تراجعًا حادًا، وما زالت، بفعل توسيع رقعة الأراضي الزراعية وتجفيف المستنقعات المحيطة ببعض الأنهر الكبير مثل اليرموك والأردن والليطاني، أضف إلى ذلك أن المزارعين يضعون لها السم ويطلقون عليها النار بحال رؤيتها بسبب عادتها في الاقتيات على الدواجن. ثالث أكبر السنوريات الباقية في الشام هو عنّاق الأرض، أو الوشق الصحراوي، الذي ينتشر عبر كامل البلاد وكافّة الموائل الطبيعية فيها، على الرغم مما هو معروف عنه بأنه حيوان صحراوي. منه سلالة واحدة فقط في الشام، وأبرز مناطق انتشاره هي النقب ومنخفض البحر الميت. أكبر السنوريات الشامية الباقية هي النمور، ومنها سلالتين: السلالة العربية والسلالة الفارسية أو الأناضولية، باختلاف العلماء. لا تزال النمور العربية تعيش في صحراء الخليل والنقب بأعداد قليلة، قُدّرت بحوالي 20 نمرًا في سبعينيات القرن العشرين، حيث تقتات على الوعول والغزلان الجبلية والوبران، والمعز المستأنسة. أما سلالة النمور الثانية في الشام، فهناك خلاف بين العلماء عمّا إذا كان يجب اعتبارها سلالة مستقلة بذاتها هي السلالة الأناضولية، أم أنها تُدرج كجمهرة غربية من السلالة الفارسية، لكن إن أدرجت كسلالة مستقلة فإن بقاء أي أفراد منها غير مؤكد. وردت آخر التقارير التي تفيد بوجود نمور في شمال إسرائيل خلال عقد الثمانينيات من القرن العشرين، وما زال البعض يزعم وجود قلة منها في الجليل والجولان، لكن الخبراء يقولون بأن هذه قد تكون نمورًا عربية. أما في سوريا ولبنان فإن هذه النمور منقرضة.
أما فصيلة الفقميات، فممثلة في الشام بنوع واحد فقط، هو فقمة حوض المتوسط الراهبة، وهي تعتبر الحيوان الثديي السادس على لائحة الأنواع المهددة بالانقراض عالميًا، وما زالت تعيش بأعداد قليلة على الساحل السوري وشمال الساحل اللبناني، وبالتحديد في محمية جزر النخيل قبالة شاطئ طرابلس، حيث تسمح لها طبيعة الساحل وجزره الصخرية ومغاوره العديدة، من اتخاذ ملجأ آمن تلد فيه صغارها.

### القوارض، الحاشرات، والأرنبيات

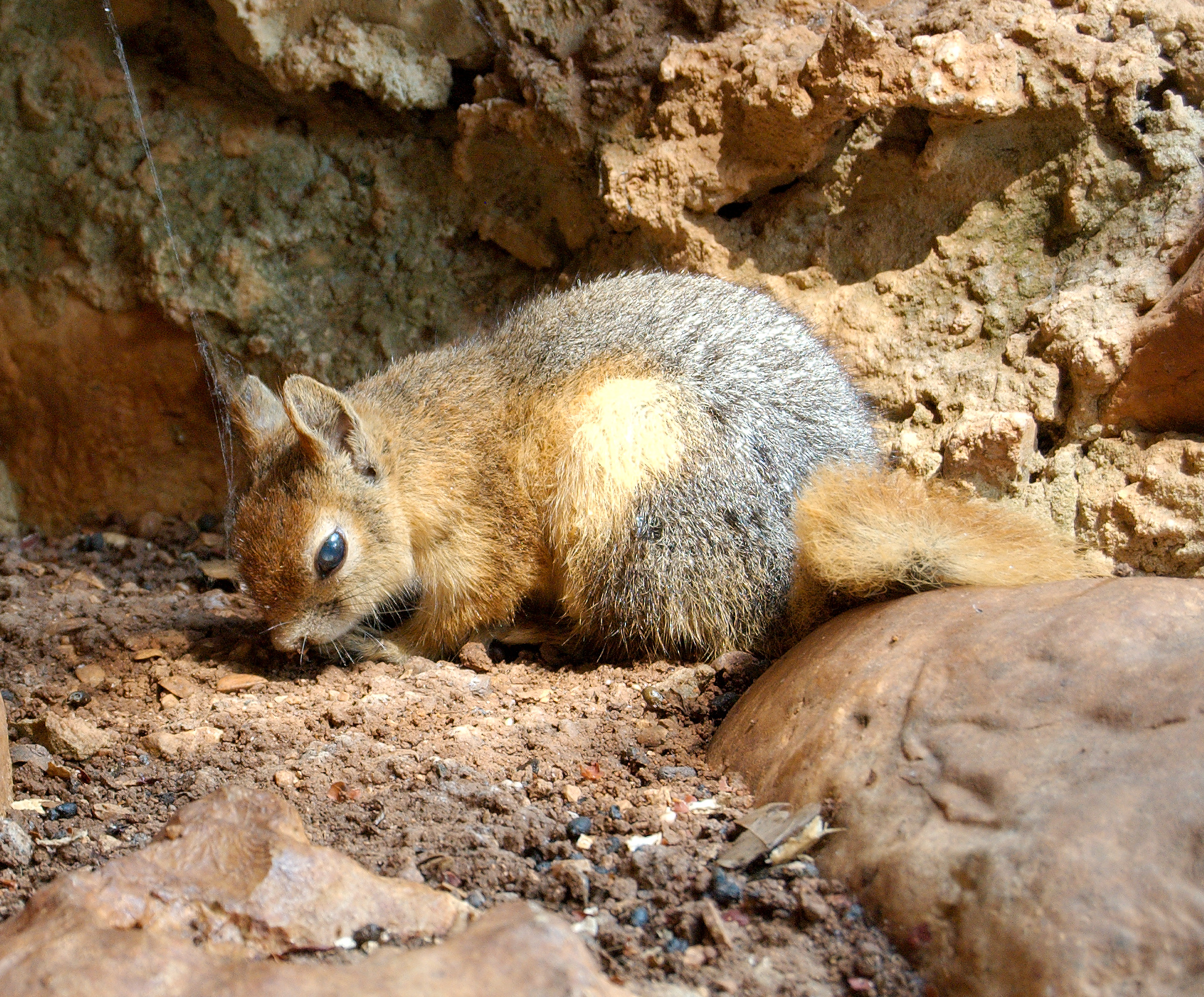
سنجاب قوقازي على مدخل مغارة جعيتا في لبنان.

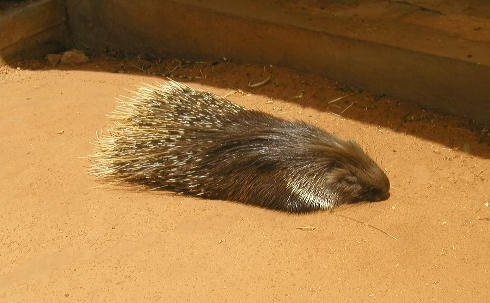
شيهم هندي متوّج أسير في فلسطين المحتلة.

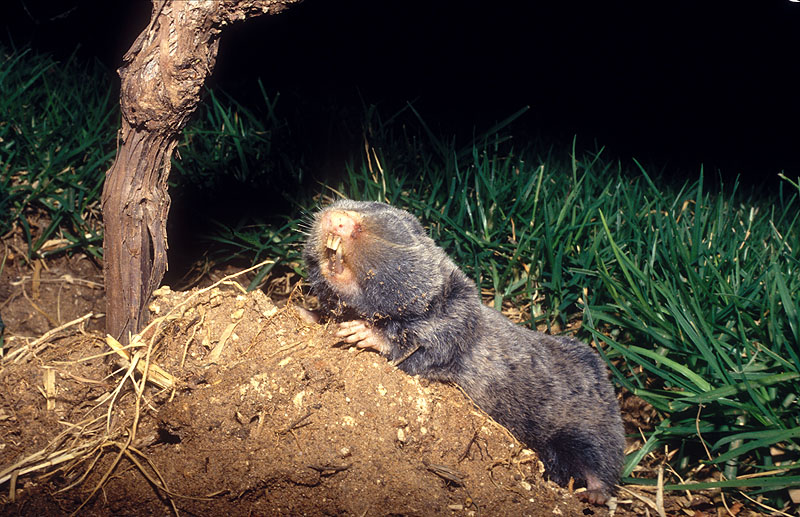
خلد فلسطيني من فلسطين المحتلة يقبع على كتلة ترابية، وقد ظهرت أسنانه الكبيرة التي يستخدمها في حفر الأنفاق.

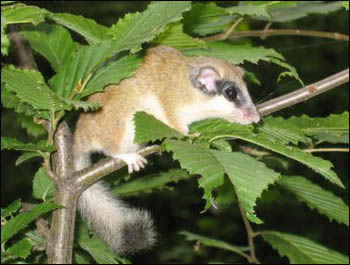
زغبة الغابات.

يعيش في الشام نوعان من السناجب: السنجاب القوقازي أو السنجاب الفارسي، وسنجاب الأرض الأناضولي. والسنجاب القوقازي قارض شجريّ صغير الحجم محمرّ اللون على قسمه السفلي ورمادي على العلوي، يُفضل العيش في الغابات المعتدلة عريضة الأوراق والمختلطة، وأغزر أعداده موجودة في غابات الساحل السوري وغابات سلسلة جبال لبنان الغربية وشمال فلسطين، وهي حيوانات نهارية النشاط أظهرت الدراسات أنها تُفضل سكن غابات السنديان والأرز في الشام. أما سنجاب الأرض الأناضولي فهو كما يوحي اسمه، قاطن للأرض، وهو يعيش في السهوب الشاميّة والمناطق شبه الصحراوية، بالإضافة للسهول والمروج الجبلية التي يتراوح ارتفاعها بين 800 و2,900 متر، وهذه السناجب مكروهة من قبل الفلاحين بسبب استيطانها الأراضي الزراعية واقتياتها على المحاصيل، ويعتبرها الخبراء من الأنواع الأساسية في النظام البيئي السهلي الشامي، ذلك لأنها تُشكل مصدر غذاء للكثير من الضواري بما فيها: البوم، السقاوات، الصقور، والثعالب الحمراء. أكبر القوارض الشاميّة هو الشيهم الهندي المتوّج، المعروف محليًا باسم «النيص» أو «الدُلدُل»، وهو ينتشر في كافة أنحاء القطر الشامي، لكنه نادرًا ما يظهر للعيان بسبب نشاطه ليلاً في أغلب الأحيان، وفي العادة فإن دليل وجوده في منطقة ما لا يتعدى بضعة أشواك متساقطة ومتناثرة. تستخدم الشياهم هذه الأشواك للدفاع عن نفسها ضد المفترسات، وهي تفضل سكن المناطق الصخرية ووديان الأنهر، وغالبًا ما يُعثر على جحورها في الشقوق الصخرية أو في الكهوف. تُعتبر هذه الحيوانات مصدر إزعاج للمزارعين بسبب ولعها ببعض المحاصيل الشبيهة لطعامها في البرية، مثل: البطاطا، البصل، والجزر. من أبرز قوارض الشام الفريدة، القارض المعروف باسم الخلد الفلسطيني، وهو كائن قاطن للجحور ويقتات على بصلات النباتات وجذورها، ويحفر مسالكه التحتأرضية باستخدام أسنانه الطويلة، الأمر الذي يسبب غالبًا ظهور كتل ترابية كبيرة في الحقول الزراعية. تقطن هذه الحيوانات أراضي الأشجار القمئية المتوسطية بصورة رئيسية، ويتهددها فقدان الموطن. يعيش في الشام نوعان فقط من الزغبات: زغبة الغابات وزغبة الحدائق الآسيوية، وكلاهما يقطن الغابات المعتدلة وأراضي الأشجار القمئية والمناطق الصخرية، أما جالية هذا القطر من الفأريات فعظيمة التنوّع، وهي تضم أنواعًا كثيرة أبرزها: فأر المنازل، والجرذ الأسود، والجرذ البني، واليربوع الفراتي، وجرذ تريسترام، والفأر المصري الشوكي، والفأر الشوكي الذهبي، وفأر الحراج أصفر العنق، وفأر الحراج عريض الأسنان، وفأر الزرع الشامي، والقداد الذهبي المعروف لدى العامة باسم الهمستر أو «أبو جراب»، المقصور في وجوده على شمال سوريا وجنوب تركيا، والقداد التركي، والقداد الرمادي، وغيرها كثير.

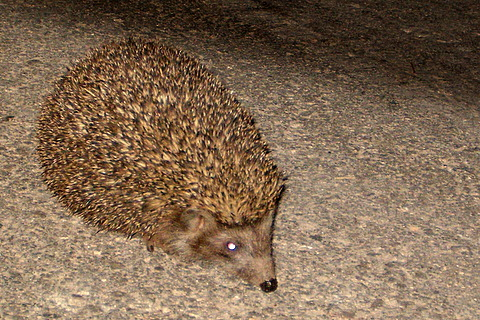
قنفذ أوروبي شرقي في فلسطين المحتلة.

تضم عائلة الحاشرات الشاميّة 5 أنواع، 3 منها تنتمي لفصيلة القنفذيات، واثنتين تنتميان لفصيلة الزبابيات. تنتشر القنافذ عبر كامل الشام، وأكثر أنواعها شيوعًا هو القنفذ الآذن الذي ينتشر من صحراء النقب جنوبًا عبر طول فلسطين مرورًا بلبنان والساحل السوري، ويمكن تمييز هذا النوع عن غيره من القنافذ عن طريق أشواكه الأقصر. وهناك أيضًا القنفذ الأوروبي الشرقي أو القنفذ الجنوبي أبيض الصدر، وهو شائع الوجود في المناطق الجبلية والهضابية حيث يعرفه العامّة باسم «كبّاب الشوك» أو «كبّابة الشوك»، وترتبط فيه بعض المعتقدات الخرافية، منها أن لدمائه قدرة شفائية. كذلك يعيش في الشام أحد أصغر أنواع القنافذ في العالم، وهو القنفذ الحبشي أو القنفذ الصحراوي، وانتشاره مقصور على جنوب فلسطين والبادية السورية. من الزبابيّات الشامية نوعان فقط هما: الزبابة مزدوجة اللون والزبابة الصغرى بيضاء الأسنان، والأخيرة أصغر الثدييات الشاميّة على الإطلاق.

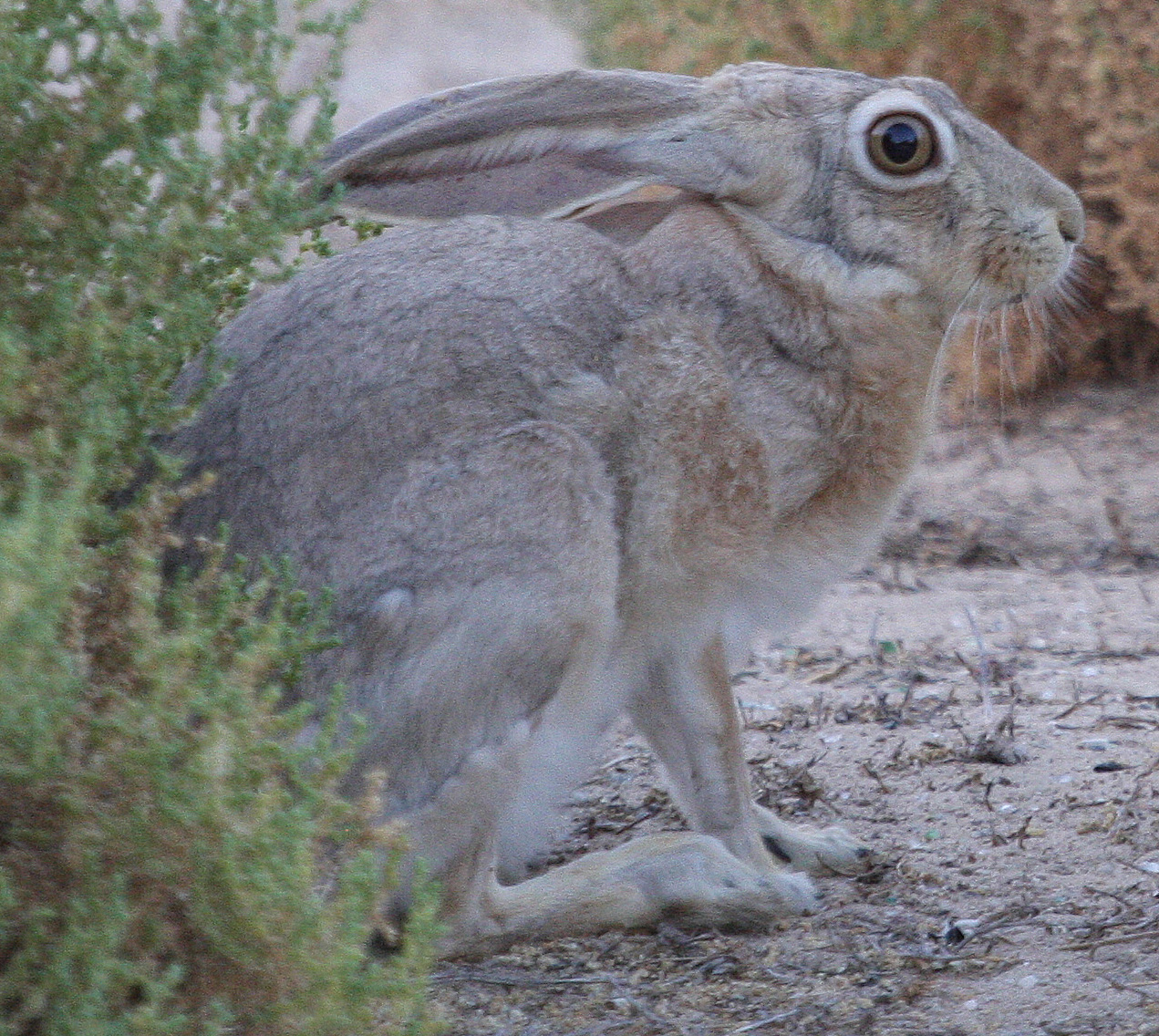
أرنب رأس الرجاء الصالح البرية.

يعيش في الشام نوعان من فصيلة الأرنبيات: الأرنب البرية الأوروبية، وأرنب رأس الرجاء الصالح البرية، وكلا النوعان يُعرف باللغة العربية أيضًا باسم «القوّاع». أما أرنب رأس الرجاء الصالح فينتشر عبر كامل الشام وجميع الموائل الطبيعية، ومنه سلالتان في الشام: السلالة السورية ساكنة المناطق المعتدلة المتوسطية، وهي شديدة الشبه بالأرنب البرية الأوروبية، والسلالة المصرية، وهي أصغر قدًا وأكثر نحولةً وتقطن صحراء النقب وغور الأردن. أما الأرنب البرية الأوروبية فتقطن السهول والمروج بصورة رئيسية، وهي أكبر حجمًا بقليل من أرانب رأس الرجاء الصالح، وبعض العلماء يقول أنه يحتمل أن تُشكلا نوعًا واحدًا، لكن الرأي الأرجح يتجه إلى اعتبارهما نوعان منفصلان، على الرغم من احتمال حصول تهجين طبيعي مستمر بينهما في البرية الشاميّة حصريًا، دون غيرها من مناطق العالم.

### شفعيات الأصابع

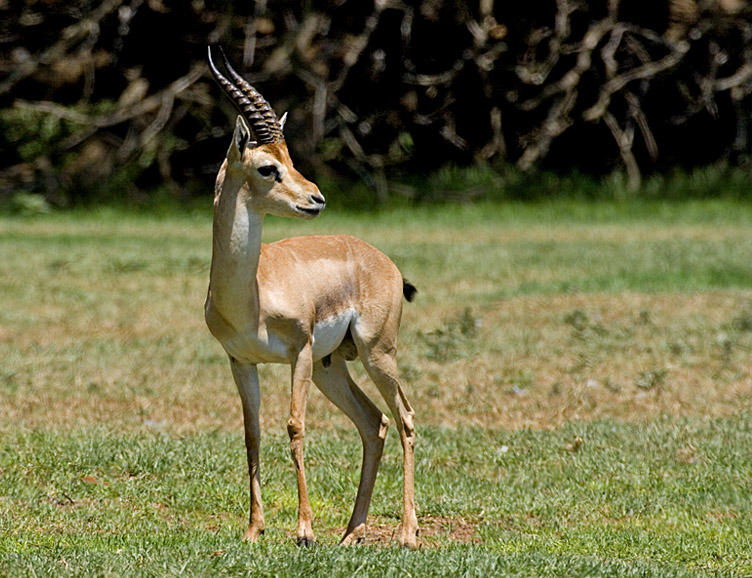
غزال جبلي في شمال إسرائيل.

كانت جالية شفعيات الأصابع في الشام عظيمة التنوع والجمال، إلا أن تسرّب الأسلحة النارية إلى أيدي البدو والقرويين في أوائل القرن العشرين أدّى إلى انقراض عدد كبير من أعضاء هذه الرتبة، حتى لم يبق منها إلا بضعة أنواع صغيرة الحجم بأغلبها. وعلى الرغم من إعادة إدخال قسم من شفعيات الأصابع المنقرضة، إلا أن الأنواع التي استمرت باقية منذ أوائل القرن العشرين وحتى الوقت الحالي تشمل: غزال الجبال، الغزال العفري، الغزال الدرقي، الخنزير البري، والوعل النوبي. يُعرف غزال الجبال محليًا باسم الآدمي أو مجرد «الغزال»، وهو واسع الانتشار في الشام، إذ يقطن جميع الموائل الطبيعية تقريبًا، حيث يمكن العثور عليه في صحاري فلسطين والأردن وسوريا، وعلى سفوح سلسلتيّ جبال لبنان الشرقية والغربية وجبال الساحل السوري، وفي السهول الساحلية. يعيش في الشام 3 سلالات من غزلان الجبال: السلالة الغزاليّة، وهي أكثر السلالات شيوعًا، إذ يصل عدد الرؤوس منها إلى ما بين 5000 و6000 رأس في شمال إسرائيل وحدها، والسلالة السنطيّة، وهي تقطن وادي عربة، وسلالة ميريل قاطنة الجبال المحيطة بمدينة القدس.

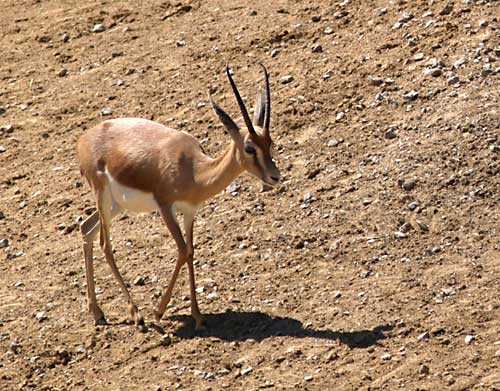
غزال عفري.

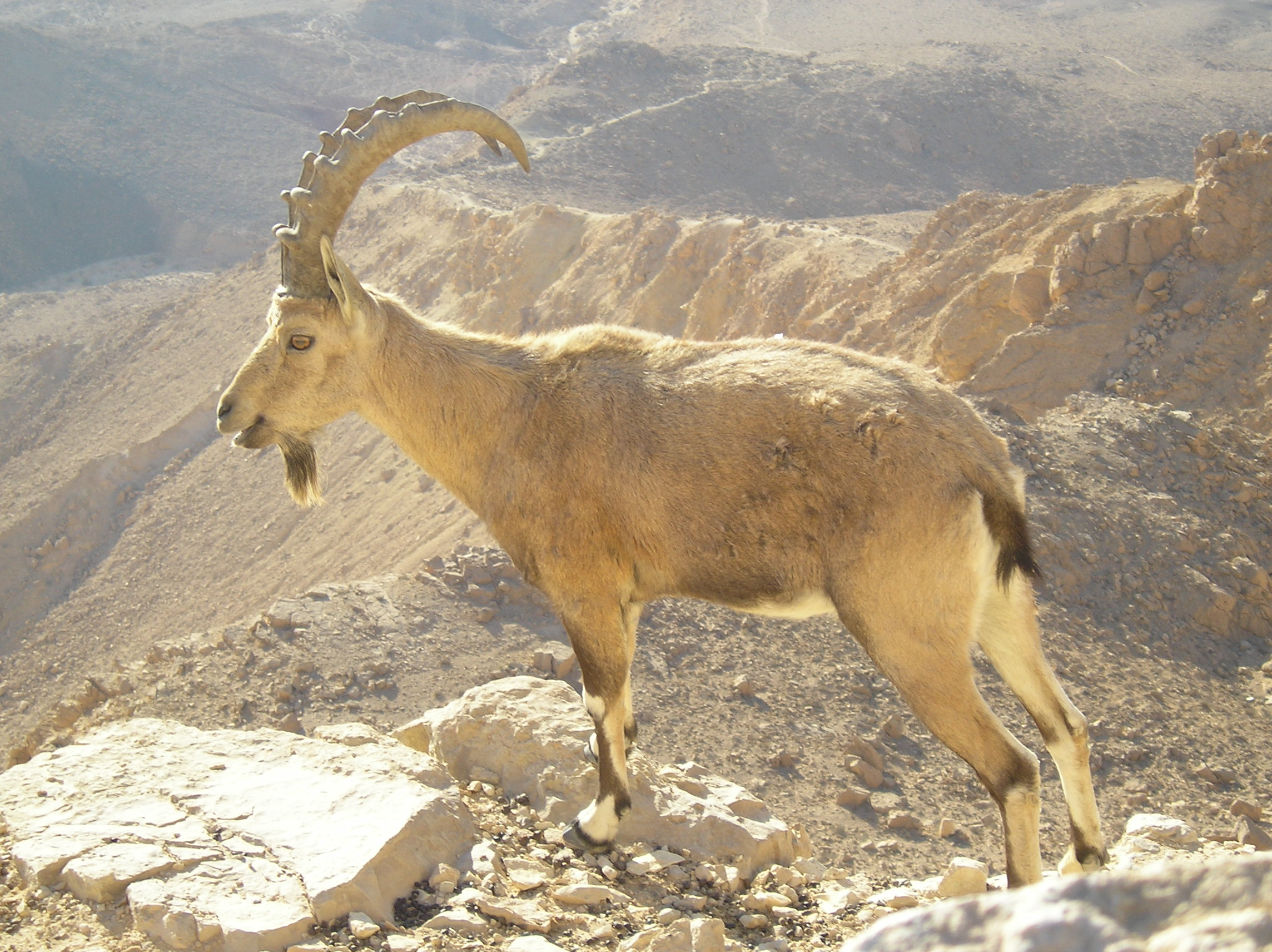
وعل نوبي في صحراء النقب.

يعتبر الغزال العفري، أو غزال دوركاس، أكثر غزلان الشام شيوعًا، وهو حيوان صحراوي بصورة رئيسية، ويحل محل الغزال الجبلي في الجنوب الشامي، حيث أنه أكثر تأقلمًا مع حياة الصحراء ونقص الماء، لكن على الرغم من ذلك فإن بعض هذه الغزلان يرتحل شمالاً في بعض الأحيان حتى يصل السهول والهضاب المتوسطية في فلسطين، غير أن ذلك يبقى حالة نادرة. تعيش هذه الحيوانات في مجاميع صغيرة تضم بين 3 و7 أفراد، أما في النقب فيمكن العثور عليها سارحة في قطعان كبيرة تضم حوالي 20 غزالاً. أما الغزال الدرقي فهو ما يُعرف باسم «الريم»، وفي الشام لا يمكن العثور عليه إلا في البادية السورية، حيث يعيش في قطعان كبيرة. تظهر هذه الغزلان في الكثير من النقوش الأثرية في تدمر والبتراء وغيرها من المواقع، بصفتها طريدة، وقد تبيّن أن صيّادوا تلك الحقبة كانوا يصطادونها باستخدام الصقور المستأنسة، وأن بعضها كان يُقدم كذبيحة للآلهة.

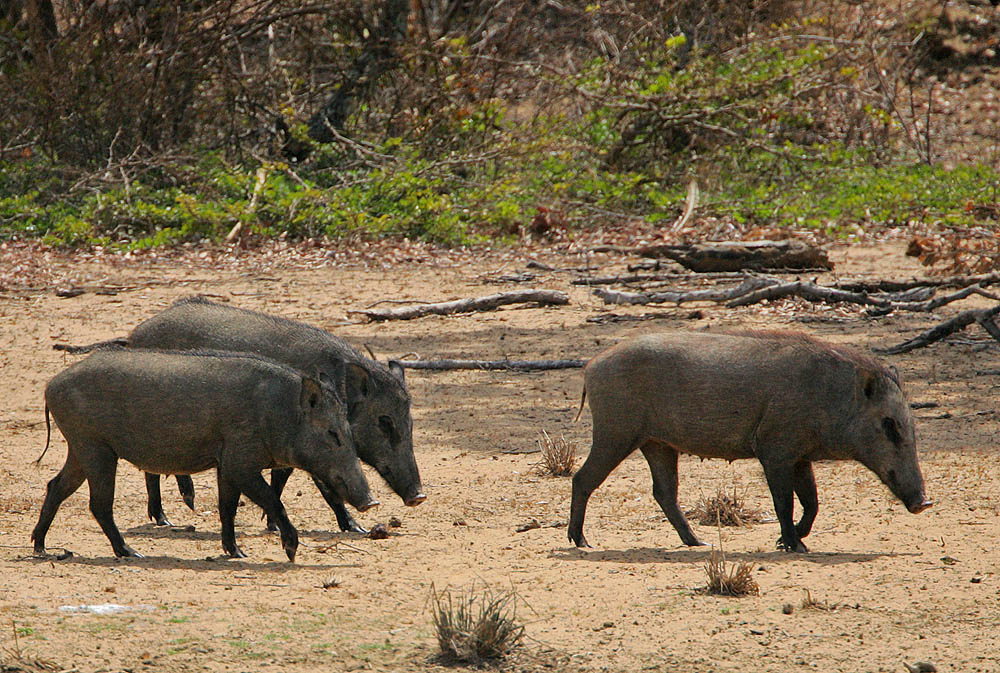
مجموعة من إناث الخنازير البرية.

تعتبر الخنازير البرية أكثر شفعيات الأصابع انتشارًا في الشام على الرغم من ملاحقة الصيادين لها باستمرار، وذلك بسبب معدل خصوبتها المرتفع، الذي يسمح لها بتعويض النقص السنوي في أعدادها بسرعة ملحوظة. تعيش في الشام سلالة واحدة من الخنازير البرية هي السلالة الليبية، وهي تفضل الغابات النفضيّة أكثر من غيرها من الموائل الطبيعية، ويمكن العثور عليها في المستنقعات وأحواض البحيرات أيضًا، وهي حيوانات أساسية في النظام البيئي الشامي، إذ أن عادتها في قلب التربة بحثًا عن الحشرات والديدان، تؤدي إلى طمر الكثير من الثمار البرية مثل البلوط والجوز واللوز، ونموها بصورة طبيعية. كما أنها تؤمن مصدر غذاء للذئاب والضباع والنمور. الخنازير البرية من أكثر الحيوانات المكروهة من قبل المزارعين الشاميين، إذ أنها تقتات على المحاصيل الزراعية بصورة منتظمة، وتفتك بالحملان والجديان والدواجن. تنتشر الوعول النوبية الباقية في الشام في جنوب فلسطين والأردن، حيث تقطن الجبال الجافة، وتعيش على رعي الأعشاب والشجيرات، وتُشكّل بدورها غذائًا للذئاب والنمور والعقبان الذهبية والنسور كاسرة العظام. للوعول النوبية أهمية رمزية في إسرائيل كونها من ضمن الحيوانات المذكورة في التوراة.

### ثدييات أخرى

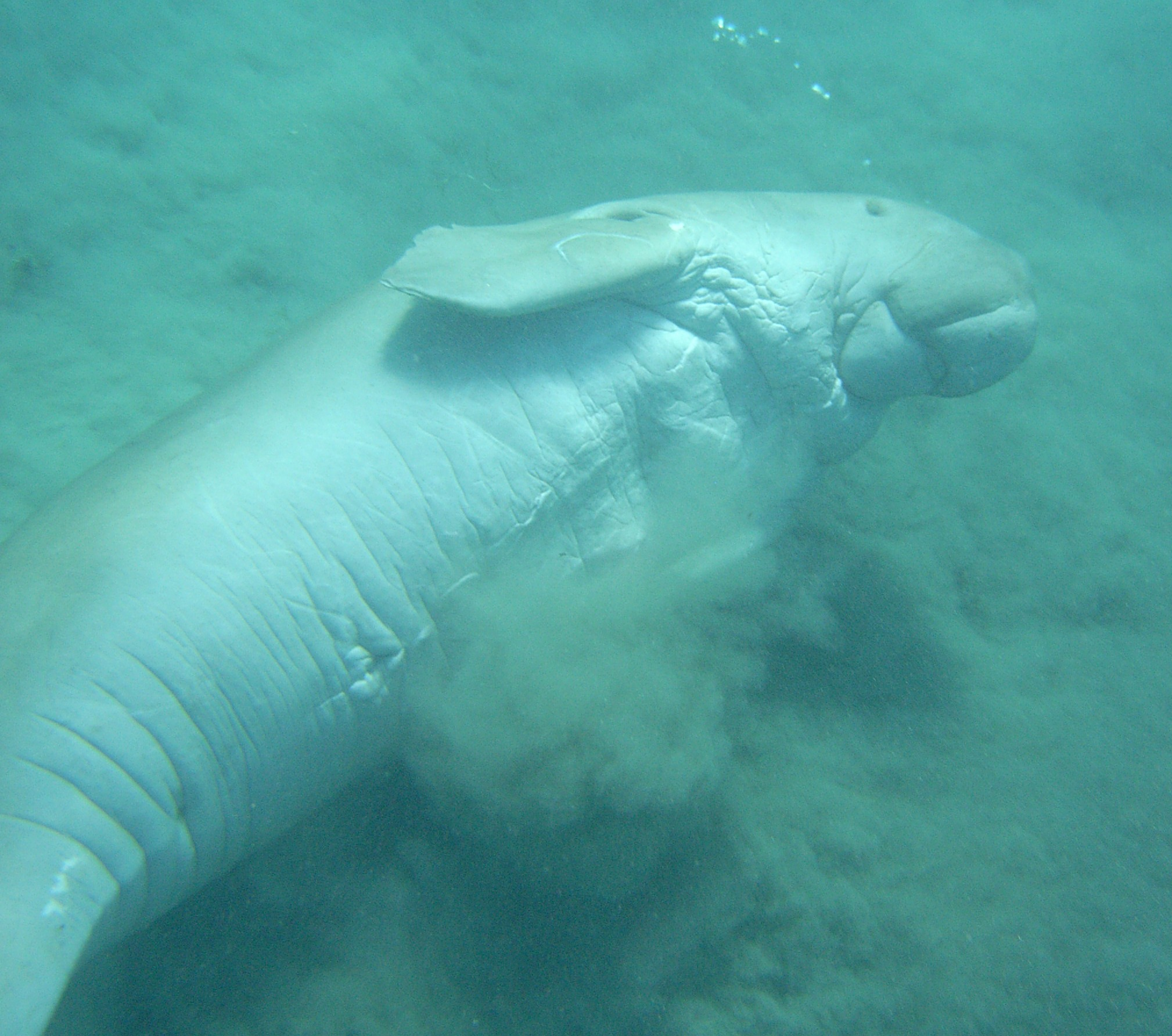
أطوم.

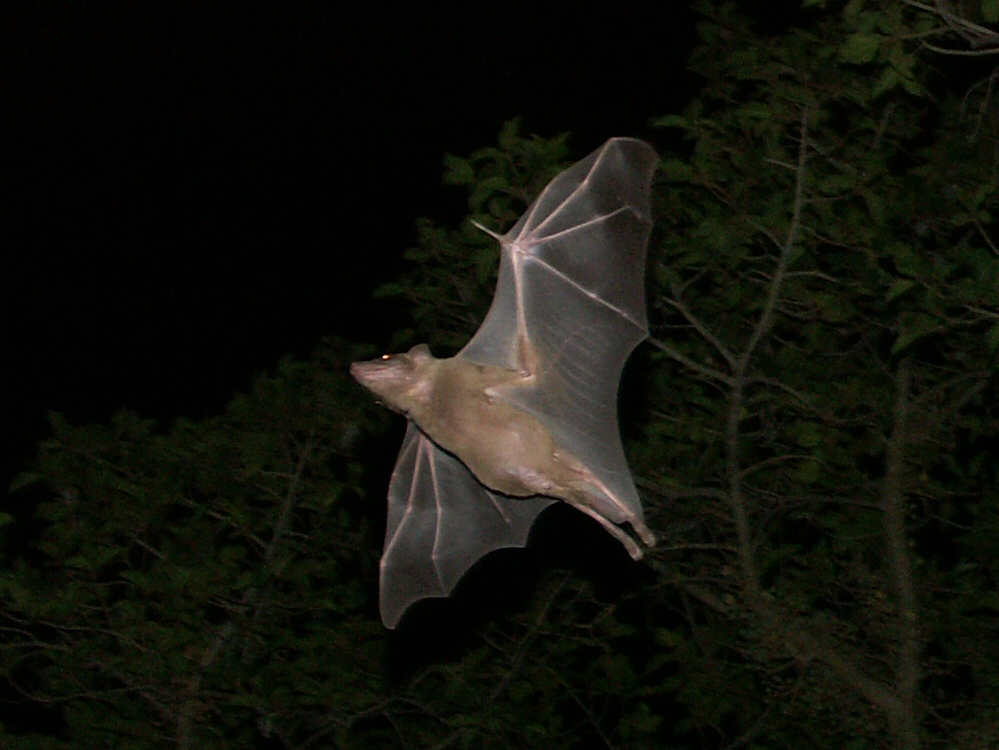
خفاش ثمار مصري يُحلّق في تل أبيب، إسرائيل.

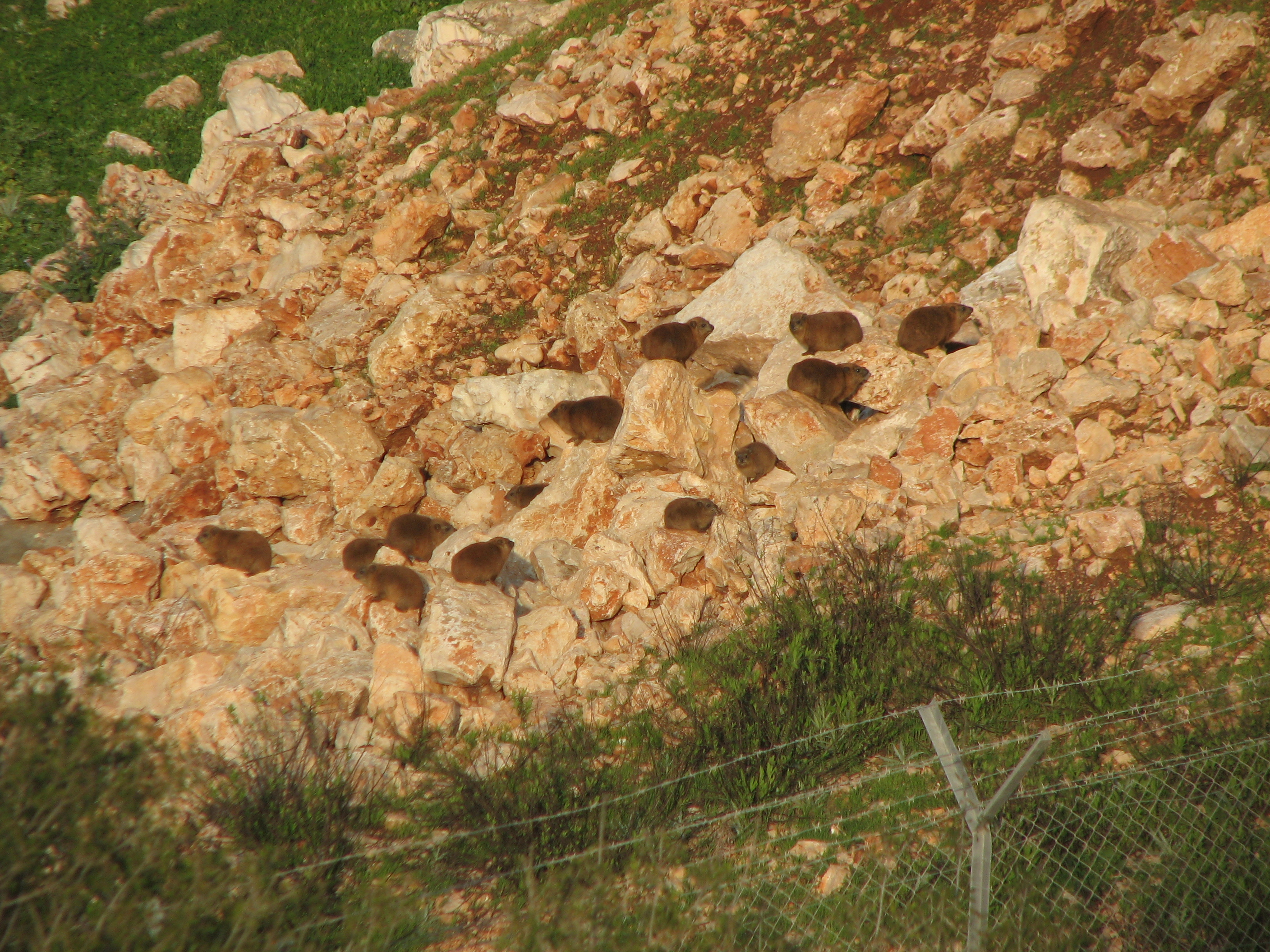
مستعمرة وبران صخرية على الحدود اللبنانية الإسرائيلية بالقرب من الشريط الحدودي.

رتبة الخفاشيّات في الشام هي أكثر رتب الثدييات تنوعًا على الإطلاق، ومنها أنواع كثيرة تنتمي إلى أجناس عديدة. أكبر خفافيش الشام هو خفّاش الثمار المصري، ويمكن تمييزها بسهولة عن الخفافيش الحاشرة عن طريق شكل وجهها طويل الخطم الشبيه بوجه الكلب المستأنس. من الخفافيش الشاميّة الأخرى الأكثر شيوعًا: الپيپسترل المألوف، خفاش الحدوة الأصغر، خفاش الحدوة الأكبر، والخفاش الآذن الرمادي. يأوي بحر الروم، وهو الفرع الشامي من البحر المتوسط، يأوي قرابة 18 نوعًا من الحيتانيات، يؤكد وجود 6 أنواع منها بصورة دائمة، هي: الدلفين قنيني الخطم، الدلفين المخطط، دلفين رِسو، الدلفين المألوف، الدلفين ضيّق الخطم، وحوت كوڤييه المنقاري. يُعتبر النوع الأول أكثر الحيتانيات شيوعًا في مياه الشام، ومما يؤكد ذلك أنه الدلفين الأكثر ألفة لدى الصيادين وأكثر الأنواع التي تعلق بشباكهم عن طريق الخطأ. تظهر قبالة الشواطئ الشامية في بعض الأحيان النادرة جيفًا طافيةً لحيتان العنبر وحيتان مزعنفة، ويقول الخبراء أن هذه قد تكون مجرد جيف لحيوانات نفقت بعيدًا وحملها الموج شرقًا، وليس هناك ما يؤكد عيشها قبالة الشواطئ الشاميّة، على الرغم من أنها شوهدت أحيانًا على مقربة من الشواطئ اليونانية. من الحيتانيات الباقية التي يُزعم عيشها في بحر الروم والبحر الأحمر: الحوت السفّاح، الحوت السفّاح المزيف، وحوت بالينڤيل المنقاري. من الثدييات البحرية المميزة في الشام، الخيلاني المعروف باسم الأطوم، وهو حيوان ضخم ينتشر قبالة سواحل البحر الأحمر الإسرائيلية والأردنية، حيث يمضي أغلب وقته يرعى بين الشعاب المرجانية. أقرب الثدييات إلى الأطوم هو الوبر الصخري، أو وبر رأس الرجاء الصالح، وهي حيوانات مكتنزة صغيرة الحجم مذكورة في التوراة، وهي تنتشر عبر كامل الشام من جنوب فلسطين والأردن وصولاً حتى جنوب تركيا، وتُشكّل جزءًا هامًا من النظام البيئي، إذ تساعد على نشر بذور الأشجار عبر اقتياتها على ثمارها وإخراجها في أماكن بعيدة، ولأنها تُشكل مصدر غذاء هام للكثير من الضواري.

### الثدييات الدخيلة

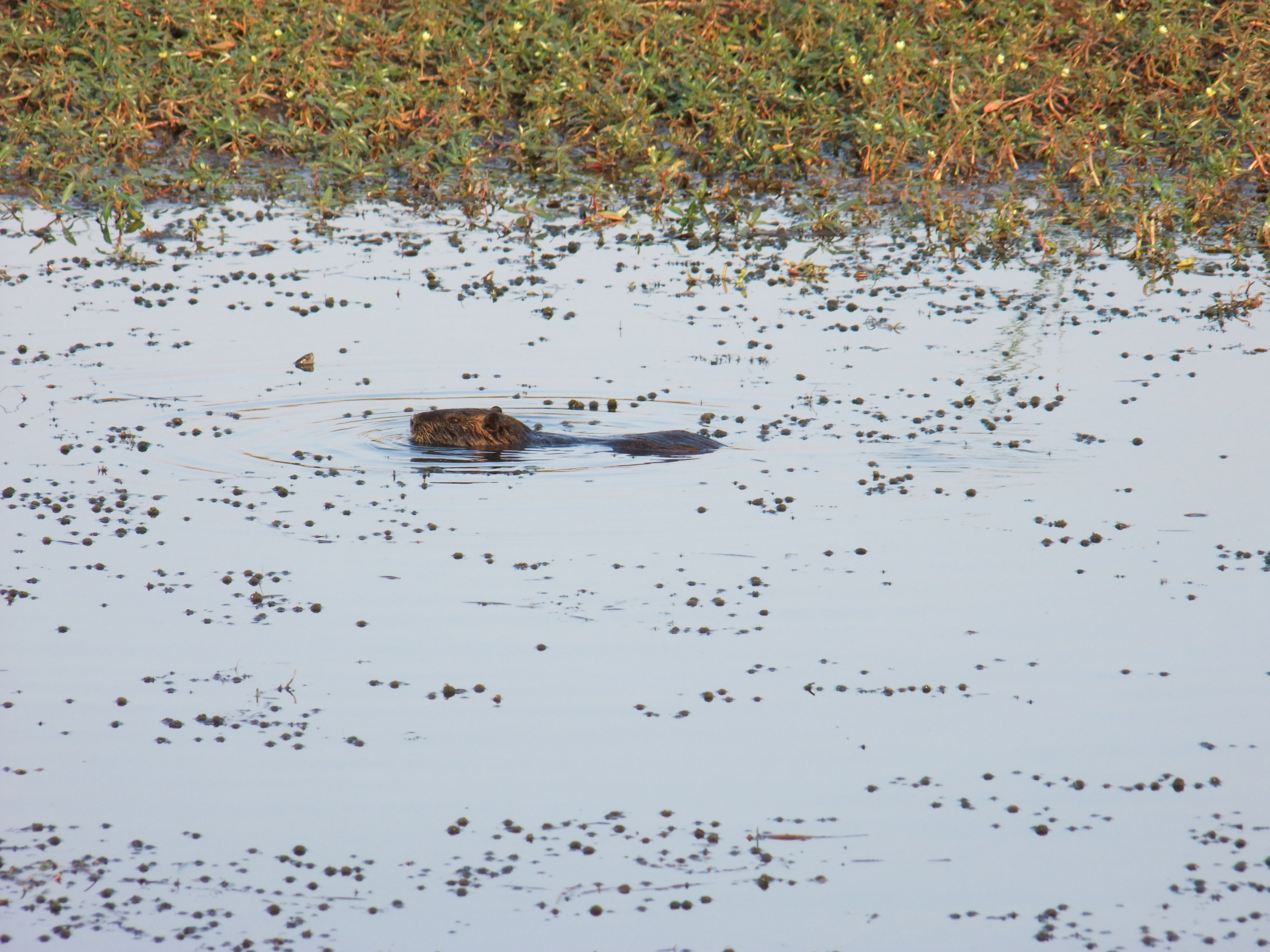
كيب في بحيرة الحولة شمال إسرائيل.

أدخل الإنسان 4 أنواع من الثدييات الأجنبية إلى بلاد الشام، اثنان منها عن طرق الخطأ، واثنان قصدًا. أُدخل الكيب، وهو أحد أنواع القوارض الأمريكية الجنوبية، إلى مزارع في شمال إسرائيل بغرض الإتجار بفرائه النفيس، وسرعان ما هربت منه بضعة أفراد إلى البرية واستقرت في بحيرة الحولة ومحيطها، حيث أصبحت تعتبر مصدر تهديد كبير للثروة النباتية المستنقعية في تلك المنطقة، ومصدر إزعاج للطيور المفرخة، إذ أن اقتياتها على النباتات حرم كثيرًا من الطيور من موائلها الطبيعية ومواقع التعشيش. كذلك أُُدخل سنجاب النخيل الهندي إلى إسرائيل خطأً عبر تجارتيّ الحيوانات الأليفة والثمار والبهار مع الهند، حيث عُثر على البعض منها عبر السنوات داخل صناديق محمّلة بالجوز والطيب، فأطلق سراحها في البرية، أو هربت بنفسها.

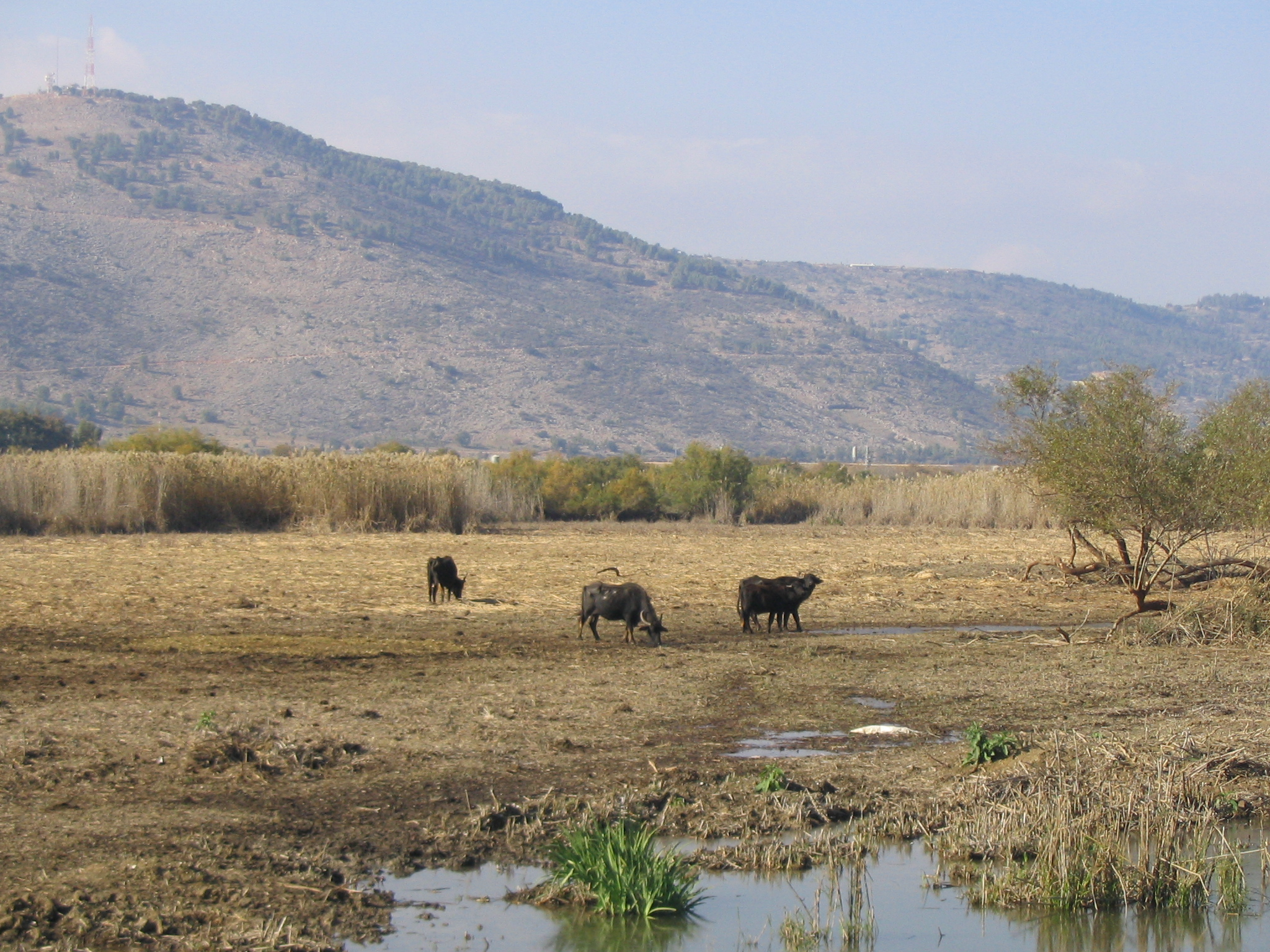
جواميس ماء برية في مستنقع الحولة، شمال إسرائيل، قرب الحدود مع لبنان.

أدخلت جواميس الماء المستأنسة إلى بلاد الشام قرابة عام 600م، بغرض توفير مصدر لحوم وألبان إضافي لجمهرة البشر المتنامية، ولاستخدامها في الحراثة والجر، وخلال منتصف القرن العشرين أطلقت الجمعيات والسلطات البيئية المختصة في الشام سراح بضعة قطعان من هذه الحيوانات إلى بضعة مستنقعات مهمة، بعما تبيّن أن تلك المستنقعات تُشكّل موقعًا مهمًا بالنسبة للطيور المهاجرة، وأن رعي الجواميس فيها ملائم جدًا لسلامتها، فهو يحث النباتات على النمو، ويخلق موائلاً جديدة على الدوام للزواحف والبرمائيات والطيور. من الثدييات التي أدخلت مؤخرًا إلى الشام، أكبر الظباء في العالم، وهي ظباء العلند الأفريقية، المعروفة أيضًا باسم «البُقّة»، وقد أدخلتها السلطات العسكرية الإسرائيلية قصدًا إلى المناطق الحدودية مع لبنان بغرض تطهير المنطقة من النباتات العريشيّة والقمئية التي تعيق رؤية المراقبين وآلات التصوير الهادفة لضبط تحركات مقاتلي حزب الله والجيش اللبناني.

### الثدييات المنقرضة والمُعاد إدخالها

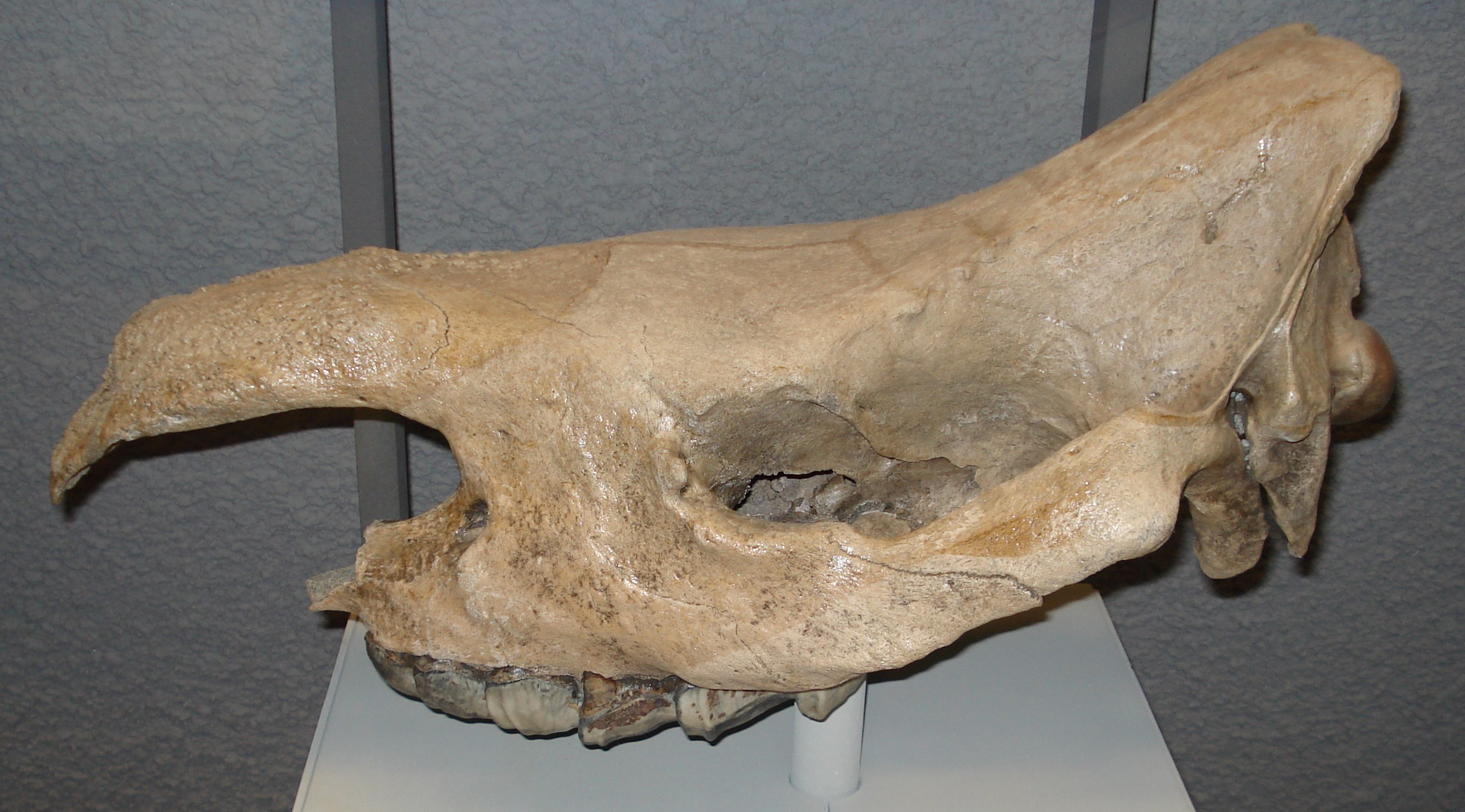
جمجمة متحجرة لوحيد قرن ميركيّ، من النوع الذي استوطن إسرائيل والأراضي الفلسطينية ولبنان بحسب الظاهر.

استوطنت الشام عدّة أنواع من الثدييات الضخمة الأوراسية والأفريقية خلال عصور ما قبل التاريخ، وبحسب الظاهر فقد عاصرها البشر الأوائل الذين استوطنوا المنطقة، واصطادوها واقتاتوا على لحمها. اندثرت الأغلبية الساحقة من هذه الحيوانات لأسباب طبيعية منذ حوالي 1.4 أو 1.8 ملايين سنة، وقد عُثر على مستحثاتها في عدّة مواقع لعلّ أبرزها هي جبال الخليل، حيث اكتشفت عظام متحجرة، بعضها قُطّع بآلات حادة بشرية الصنع، تعود لأنواع ضخمة من شاكلة: الفيلة الآسيوية، وحيد قرن ميرك، الزرافات، جواميس الماء الآسيوية، والضباع المرقطة. انقرضت جميع اللواحم الشاميّة الكبرى خلال أوائل القرن العشرين أو خلال العقود القليلة التي سبقته، وذلك لأسباب مختلفة، فمن جهة كان البشر قد اصطادوا قسمًا عظيمًا من طرائدها، فتحولت إلى الاقتيات على المواشي، مما جعلها مصدر تهديد خطير للمزارعين ومورد رزقهم، فأبادوا كل ما عثروا عليه منها، ومن جهة أخرى أدى ارتفاع الكثافة السكانية إلى زيادة عدد المستوطنات البشرية من قرى وبلدات ونموها وتعديها على الموائل الطبيعية للحيوانات، فانقرض الكثير من العواشب بعد أن فقدت مساكنها، وتبعتها اللواحم بعد أن فقد مصدر قوتها الرئيسي.

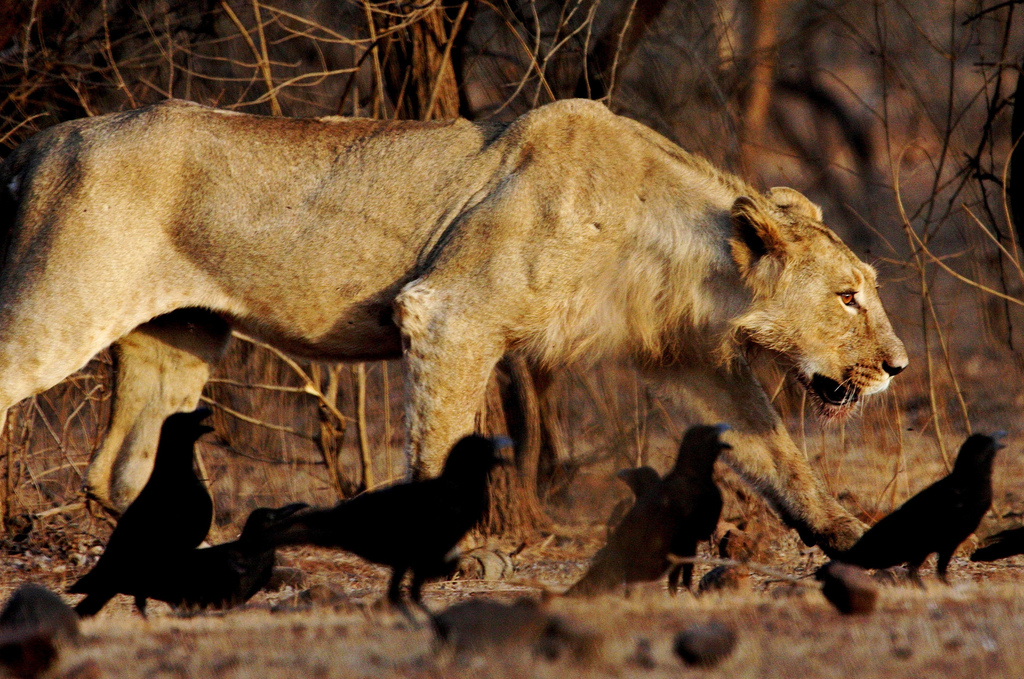
أسد آسيوي في منتزه غابة غير بالهند، الموطن الوحيد المتبقي لها.

يُعتقد أن الأسود الآسيوية، أكبر لواحم الشام، كانت شائعة الوجود في كافة نواحي هذا القطر منذ آلاف السنين، فقد ورد ذكرها في التوراة عدّة مرّات، وتحدّث عنها الكتّاب والإخباريون العبرانيون والمسلمون والإغريق وغيرهم، وظهرت في عدّة نقوش ورسوم فسيفسائية قديمة. كانت الأسود الآسيوية تفضل سكن المناطق الغابوية الساحلية والهضابية في الشام، وقد استمرت مألوفة في أرياف فلسطين ولبنان حتى ما بعد الحروب الصليبية، وكان آخر ذكر لها يتم في كتابات العلماء العرب من القرنين الثالث عشر والرابع عشر. كانت الدببة البنية السورية من اللواحم الكبرى الشائعة في شمال فلسطين ولبنان والساحل السوري طيلة قرون، وقد ورد ذكرها في التوراة، حيث جاء أن النبي داود خنق دبًا هاجم قطيع خرافه، وأن دبّان قتلا الصبية الاثنان والاربعون الذين سخروا من النبي اليسع. قُتل آخر دب بني سوري في الشام بحلول عام 1917 بحسب الظاهر، على الرغم من استمرار زعم قرويو ضواحي دمشق وسلسلة جبال لبنان الشرقية وجبل حرمون برؤية دببة تقتات في بساتينهم وكرومهم، حتى عقد الخمسينيات من القرن العشرين.

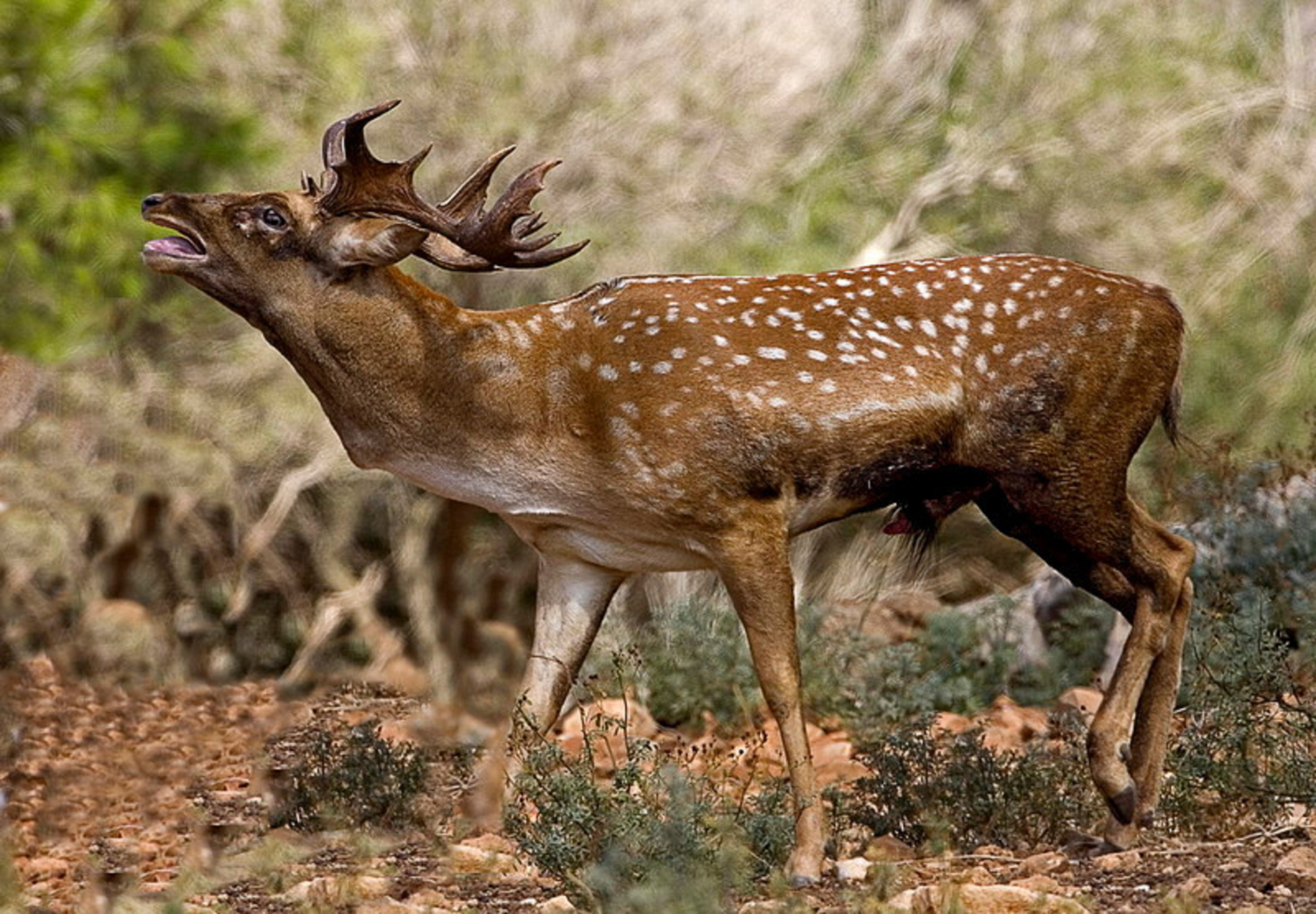
ذكر أيل أسمر فارسي في محمية جبل الكرمل الطبيعية.

يُعتبر الأيل الأسمر الفارسي أحد أشهر العواشب الكبيرة التي كانت تقطن الشام، وانقرضت بفعل الصيد المُكثّف غير المضبوط في أوائل القرن العشرين، وقد اعتُقد طيلة فترة طويلة أنها انقرضت كليًا ولم يبق منها أي رأس على قيد الحياة، حتى عُثر في عام 1956 على قطيع صغير جدًا يضم حوالي 25 رأسًا في شمال إيران، وفي عام 1978 تمّ تهريب 4 أيائل منها إلى إسرائيل، ووُضعت في محمية «حاي بار يوطڤاتا الكرمليّة» لإكثار الحياة البرية المهددة، وأضيف إليها أيلان أُحضرا من أوروبا، ومنذ ذلك الحين تكاثرت أعدادها بشكل كبير حتى وصلت حاليًا إلى حوالي 650 رأس، تعيش كلها في البرية في الجليل وجبل الكرمل ووادي سُرار. بالمقابل أقدمت الأردن على إعادة إدخال الأيل الأسمر الأوروبي بدلاً من الفارسي إلى محمية غابات عجلون، نظرًا لصعوبة الحصول على أية أفراد من الأيائل الفارسية لقلّة عددها ولعدم الرغبة بالمخاطرة بفقدان أحدها. من العواشب الأخرى التي أعيد إدخالها إلى بعض أنحاء الشام الشمالية: الماعز البري في شمال إسرائيل، والأروية الأناضولية، واليحمور الأوروبي في المنطقة سالفة الذكر، وفي الأردن أيضًا.

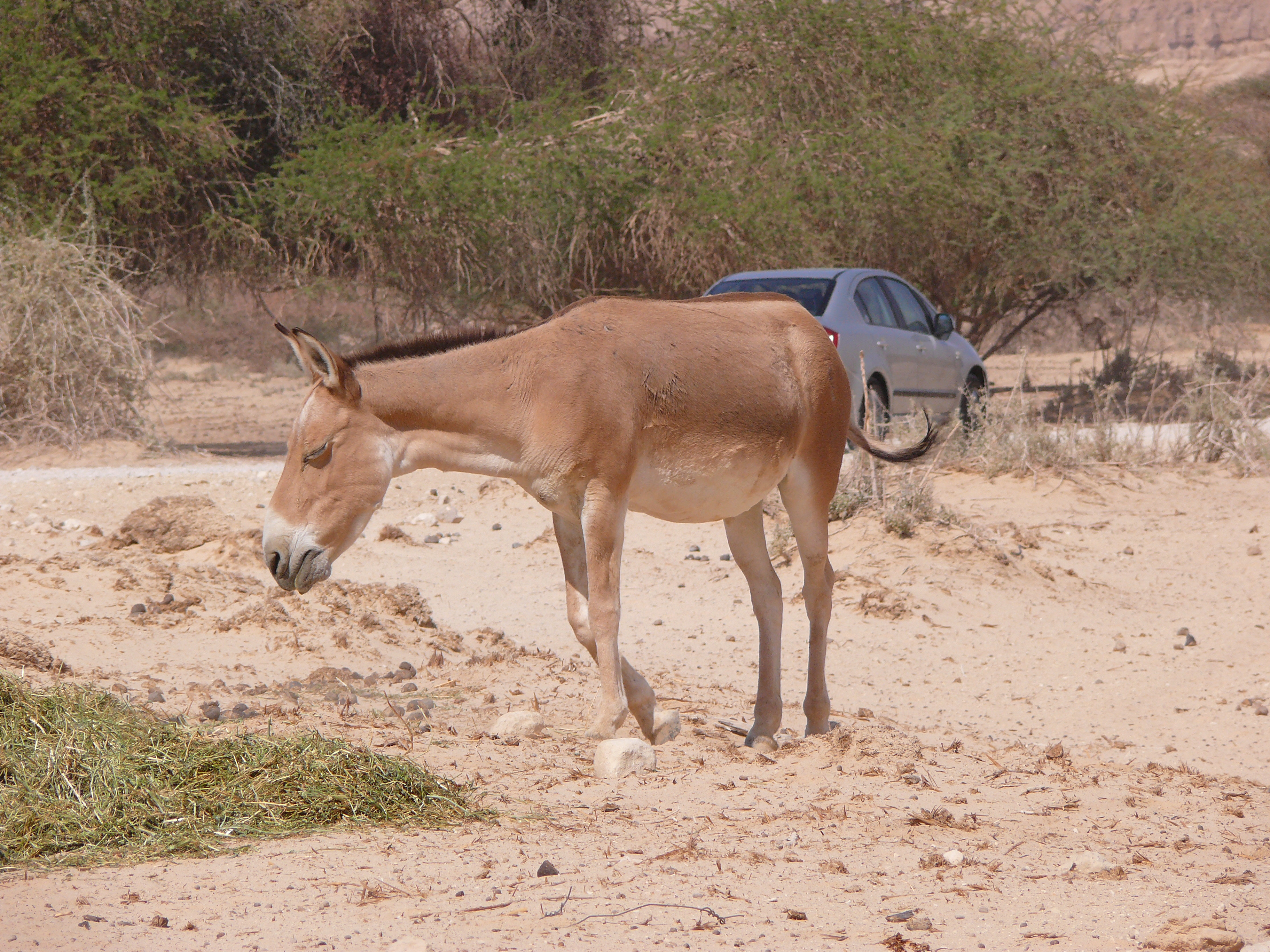
أخدر فارسي في جنوب إسرائيل.

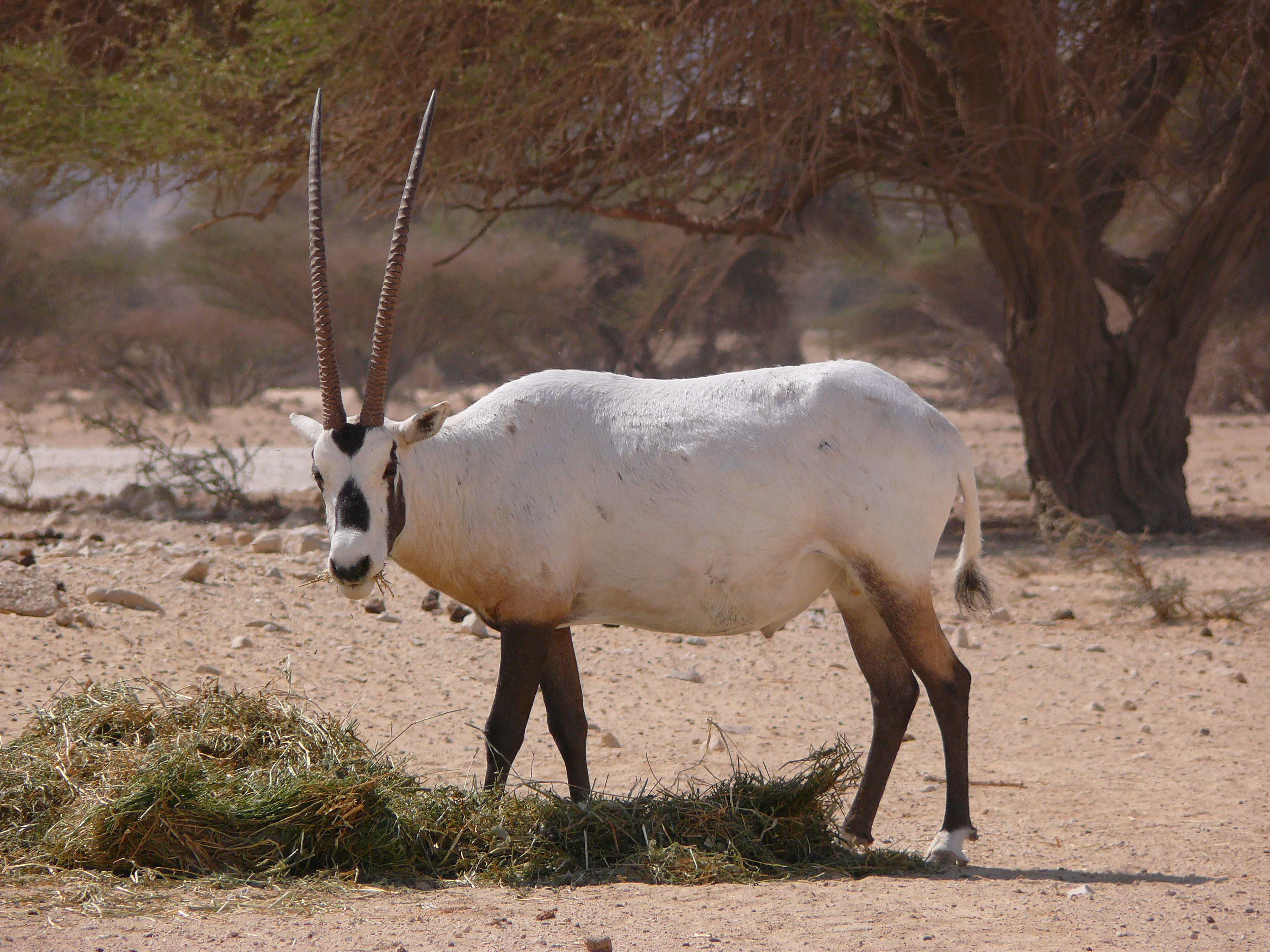
مها عربية في محمية حاي بار يوطڤاتا الصحراوية، في إسرائيل.

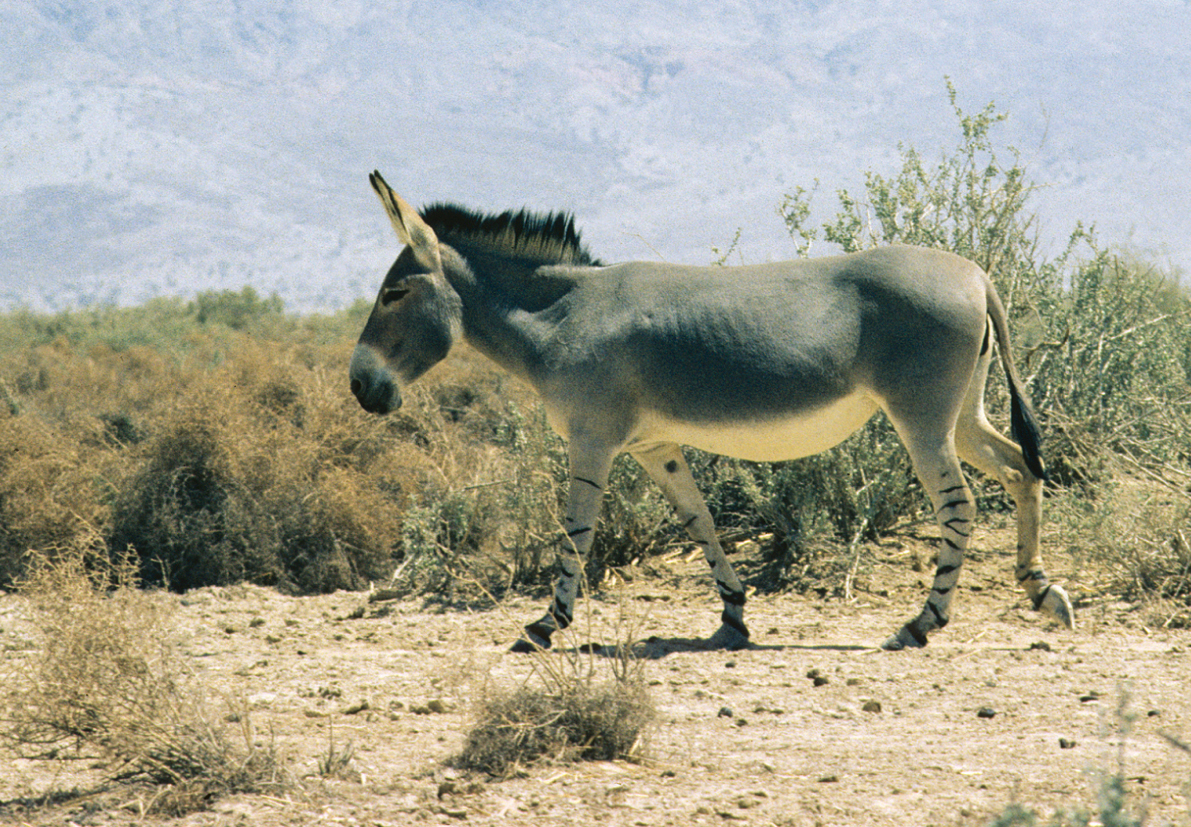
حمار بري إفريقي في محمية حاي بار يوطڤاتا الصحراوية.

اندثرت المها العربية من صحاري الشام الجنوبية ومن البادية السورية خلال القرن التاسع عشر بفعل الصيد المكثّف الذي تعرّضت له، وذبحها بلا هوادة على يد البدو وهواة الصيد الترفيهي، وبحلول عقد الثلاثينيات من القرن العشرين كانت هذه الحيوانات قد اختفت من الأردن، وأدرجت على لائحة الحيوانات المهددة بالانقراض عالميًا. أعيد إدخال المها العربية إلى إسرائيل في سنة 1978، عندما أنشأ برنامج إكثار خاص بها، وقد تكاثرت هذه الحيوانات بنجاح في الأسر حتى بلغ عدد رؤوسها 80 رأسًا عام 1996، فأطلق سراح بعضها في وادي عربة والنقب، وتكاثرت بصورة طبيعية حتى وصل عددها في البرية إلى حوالي 100 رأس عام 2004. أعيدت المها إلى الأردن عام 2009، عندما أطلق سراح 20 رأسًا منها في وادي رم، تم إحضارها من أبوظبي بالإمارات العربية المتحدة، أما في سوريا فإن هناك بضعة قطعان من هذه الحيوانات تعيش في محمية التليلة المسيجة حياةً شبه برية. كان الأخدر، أو الحمار البري الآسيوي، يعيش في البادية السورية وصحاري فلسطين بأعداد كبيرة جدًا منذ آلاف السنين، وبحلول عام 1927 كان قد اختفى كليًا من المنطقة بفعل تعرضه للصيد بلا هوادة، وكان منه سلالتين في الشام: السلالة السورية، وهي مندثرة اليوم، والسلالة الفارسية التي أعيد إدخالها إلى فلسطين خلال عقد الستينيات والثمانينيات من القرن العشرين، وأطلقت الحمر في صحراء النقب جنوبي فلسطين حيث يعيش الآن ما يزيد عن 150 أخدرًا، كذلك أطلق قطيع آخر منها في وادي عربة، كما وقد تمت إعادة إدخال هذه الحيوانات إلى سوريا والأردن. أقدمت السلطات البيئية الإسرائيلية على إدخال مها أبو عدس والحمار البري الإفريقي إلى محمية حاي بار يوطڤاتا الصحراوية المتخصصة بإكثار الحياة البرية الصحراوية المهددة، وبشكل خاص تلك المذكورة بالتوراة، بما أنه يُحتمل أن تكون هذه من ضمن الحيوانات المذكورة، والتي قيل بأنها قطنت أرض فلسطين، غير أنه لم يُطلق سراح أي من هذين النوعين في البرية إلى أن يتم التأكد بشكل قاطع من أنها فعلاً من ضمن الثدييات التي سكنت المنطقة قديمًا. من الثدييات الأخر التي انقرضت من الشام ولم يتم إعادتها إليها بعد: فرس النهر، الفهد الآسيوي، الأيل الأحمر، والضأن البربري.

## الطيور
الطيور هي أكثر طوائف الحيوانات الشاميّة تنوعًا، ويعود ذلك بشكل رئيسي إلى موقع بلاد الشام متوسط قارّات العالم القديم، الذي جعلها معبرًا سنويًا لآلاف الأنواع من الطيور المهاجرة من أوروبا إلى أفريقيا والعكس، وقد جعل التنوّع المناخي والبيئي الشامي استيطان أنواع مختلفة من الطيور في هذه البقعة من العالم أمرًا ممكنًا. هناك حوالي 511 نوعًا من الطيور في الشام، وهذا العدد يشمل تلك المهاجرة والعابرة والمقيمة، وخمس هذه الأنواع مهدد بالانقراض.

### الجوارح

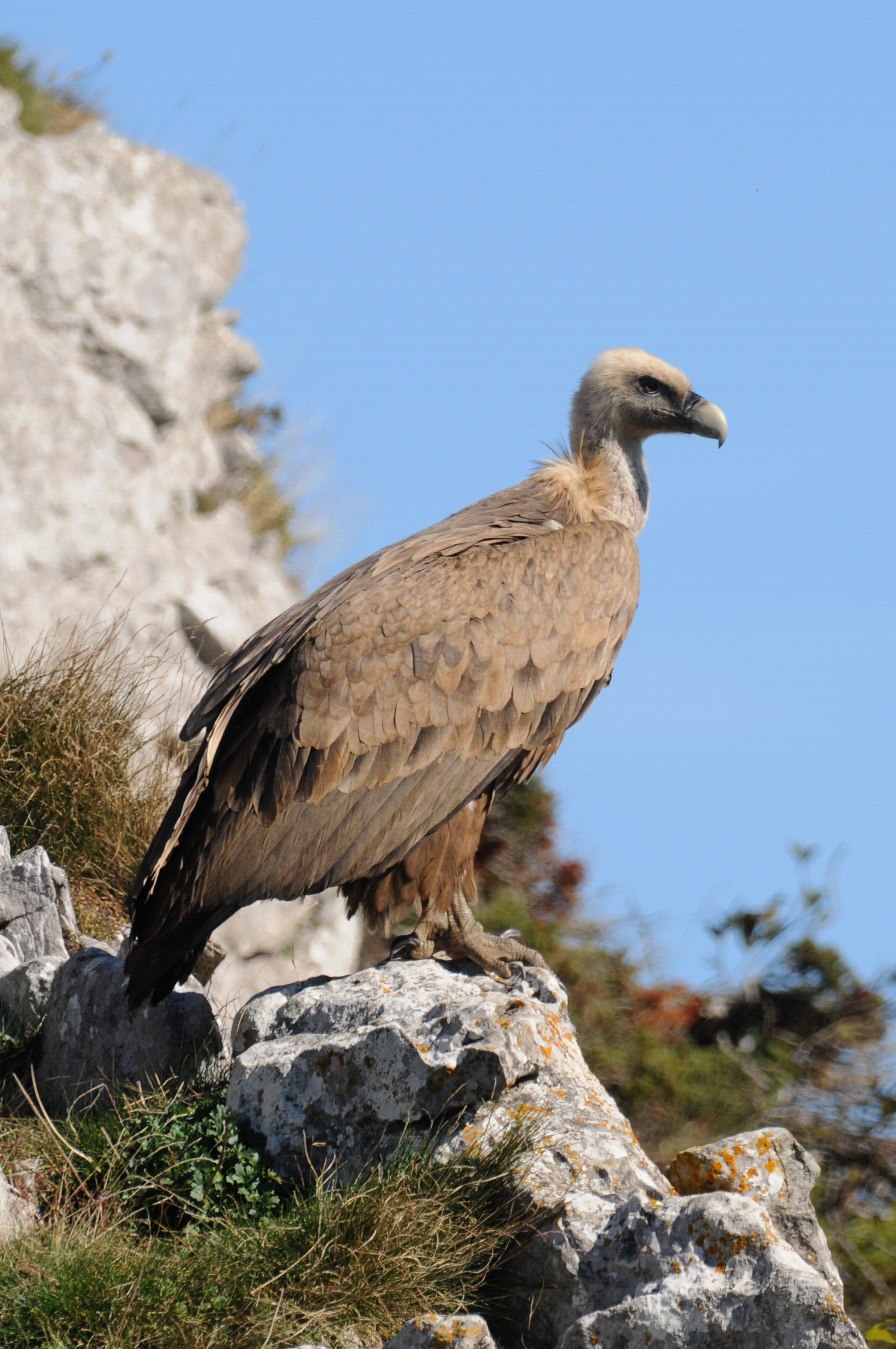
نسر فتخاء أوراسي.

تأوي بلاد الشام جالية عظيمة من العقبان والنسور والصقور والبيزان، أغلبها من الأنواع المألوفة في كتابات ومؤلفات العلماء القدماء الإغريق والعرب والرومان. كثيرٌ من الجوارح الشامية أصبح في عداد الطيور النادرة أو شبه المندثرة بفعل الصيد المكثّف غير المحدد، وبسبب عوامل أخرى مثل تلوّث الموائل الطبيعية واختفاء أنواع معينة من الطرائد. من أبرز الجوارح النادرة في الشام، النسر المعروف باسم النسر الملتحي أو كاسر العظام، وهو طائر عظيم القدّ كان يقطن جميع أنحاء الشام من جنوب فلسطين وصولاً إلى تركيا وأوروبا الجنوبية، أما اليوم فهو نادرًا ما يُرى، ومن القصص المرتبطة به قصة متعلقة بشمعون پيريز وداود بن گوريون، تاسع الرؤساء الإسرائيلين وأول رئيس وزراء إسرائيلي على التوالي، حيث قيل أنهما عثرا على عش لهذه الطيور، المدعوّة «پيريز» بالعبرية، في صحراء النقب سنة 1945، ومن شدة إعجاب الأول بها، قام بتغيير اسم عائلته من «پيرسكي» إلى «پيريز». يُعتبر نسر الفتخاء الأوراسي أحد أكثر الجوارح الشامية شهرةً، لكنه كما غيره من جوارح هذا القطر، تراجعت أعداده بشكل كبير بفعل الصيد والتسميم العمدي وغير العمدي، بواسطة شظايا الرصاص والزجاج المتناثرة في أرجاء كبيرة من موطنه. لا يزال بالإمكان مشاهدة هذه الطيور في مستعمرات متوسطة إلى ضخمة، في الجولان والكرمل والنقب والشوف وفي البادية الشامية، حيث تعيش على الاقتيات على بقايا قنائص الضواري وجيف الأغنام والأبقار التي يرميها المزارعون. وهناك عدّة محاولات لإكثار هذه الطيور وإعادة إدخالها إلى موائلها الطبيعية السابقة. تأوي الشام أيضًا أكبر نوعين في فصيلة نسور العالم القديم، ألا وهما: النسر الأجعد والنسر الرمادي، المعروف باسم النسر الراهب، والنوع الأول شائع في جنوب فلسطين ونادر في القسم الشمالي المتوسطي من الشام، ويمكن تمييزه عن غيره من النسور الشامية عن طريق الزوائد اللحمية المتدلية من وجهه. يقول بعض الخبراء الإسرائيليون أن عودة هذه النسور للتعشيش في شمال إسرائيل وبالتالي في باقي الشام، منوط بالحفاظ عليها ومنع صيدها، فمن الواضح أنها كانت تعشش في هذه الأماكن سابقًا، لكنها عدلت عن ذلك الآن بفعل قنصها المستمر غير المضبوط، وتسميمها من قبل مربي المواشي. أما النسور السوداء فما زالت أكثر شيوعًا عبر كامل الشام، وغالبًا ما يمكن العثور عليها في أسراب مشتركة مع نسور الفتخاء، وقد غطّت على إحدى الجيف لتقتات عليها. وهذه النسور طيور عابرة، والقسم الأعظم منها لا يفرخ في الشام.

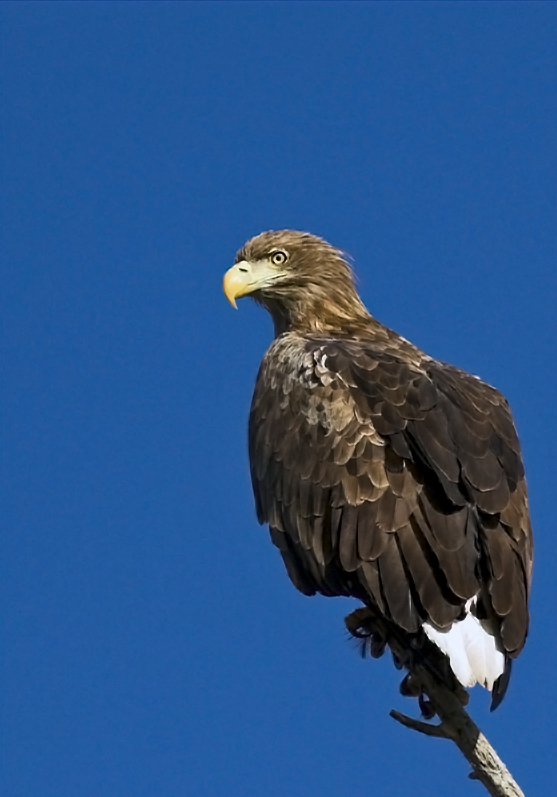
عقاب البحر بيضاء الذيل.

من الجوارح الأخرى النادرة والمميزة في الشام، عقبان البحر بيضاء الذيل، وهذه طيور ضخمة جدًا، كانت تعيش في كامل أنحاء الشام حتى عقد الخمسينيات من القرن العشرين، عندما اندثرت بفعل التسميم العمدي لها من قبل مربي المواشي والمزارعين، الذين اعتبروها مصدر تهديد لمورد رزقهم. ومنذ ذلك الحين، قام بعض الخبراء البيئيون في إسرائيل بإكثار هذه الطيور في الأسر، وأطلقوا سراح أول زوج منها في البرية بجبال الكرمل في عام 2007، لكن الطائران نفقا بعد فترة قصيرة بفعل اقتياتهما على جيفة مسممة وضعها أحد المزارعين، غير أن مشروع الإكثار وإعادة الإدخال ما زال يجري على قدم وساق. من العقبان الأخرى المألوفة في الشام، العقاب المرقطة الصغرى، التي تُقدّر أعدادها عابرة سماء القطر الشامي سنويًا بعشرات الآلاف، كذلك هناك العقبان الذهبية، وملوك العقبان الشرقية، والعقبان الخدّارية، وعقبان السهوب، وغيرها كثير.
تستوطن الشام أنواعًا أخرى عديد من الجوارح الأقل قدًا، القسم الأكبر منها مهاجر، يُشاهد في سماء البلاد في الربيع والخريف وهو يُحلّق في أسراب ضخمة يصل عدد أفرادها إلى الآلاف، وهي تلعب دورًا شديد الأهمية في الحفاظ على النظام البيئي الشامي سليمًا، إذ أنها تفتك بعدد عظيم من الآفات الزراعية من شاكلة الجرذان والأرانب البرية والحشرات والفئران، فتبقي أعدادها تحت السيطرة وتؤدي خدمة كبيرة للمزارعين. من تلك الجوارح الصغيرة: الحدآت السوداء، البواشق الشمالية، البيادق، العواسق المألوفة، الشواهين، الصقور الحرة، حوّامات النحل، وغيرها.

### الطيور البحريّة
تعيش في الشام عدّة أنواع من النوارس والخرشنات والكركرات، أغلبها طيور مهاجرة تعبر سماء القطر ولا تستقر فيه إلا لفترة قصيرة من الزمن. من أبرز الطيور البحرية الشاميّة، النورس أبيض العينين، وهو مفرخ مقيم على سواحل البحر الأحمر، ويمكن رؤيتها على مدار العام في خليج العقبة حيث تجثم أسرابها على الشواطئ. تتعرض الطيور البحرية في الشام لعدّة أخطار أبرزها نضوب الثروة السمكية في عدّة مواقع بسبب تلوّث مياه البحر.

### الطرائد والمخوضات والطيور المائية

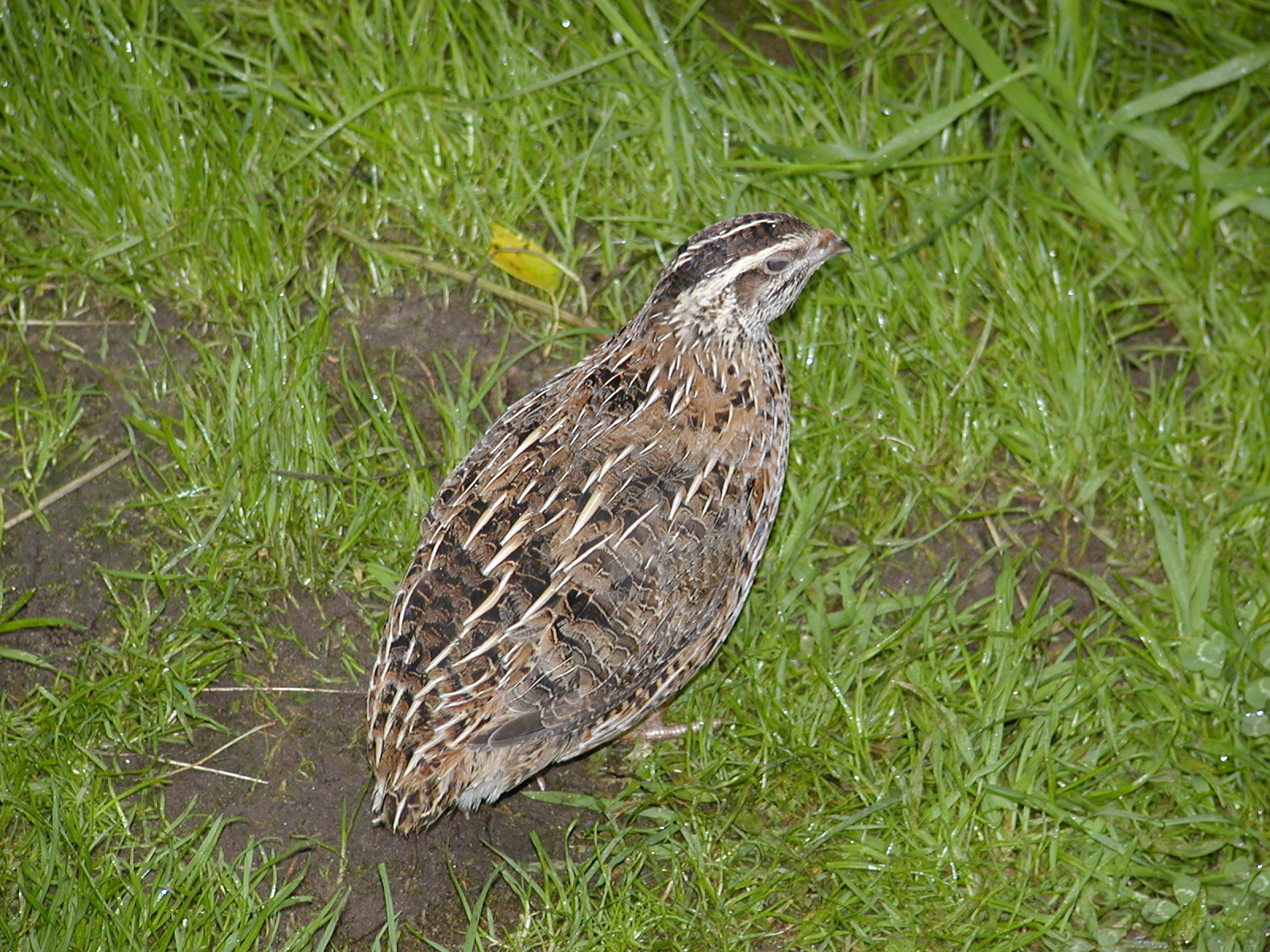
سمانى مألوفة.

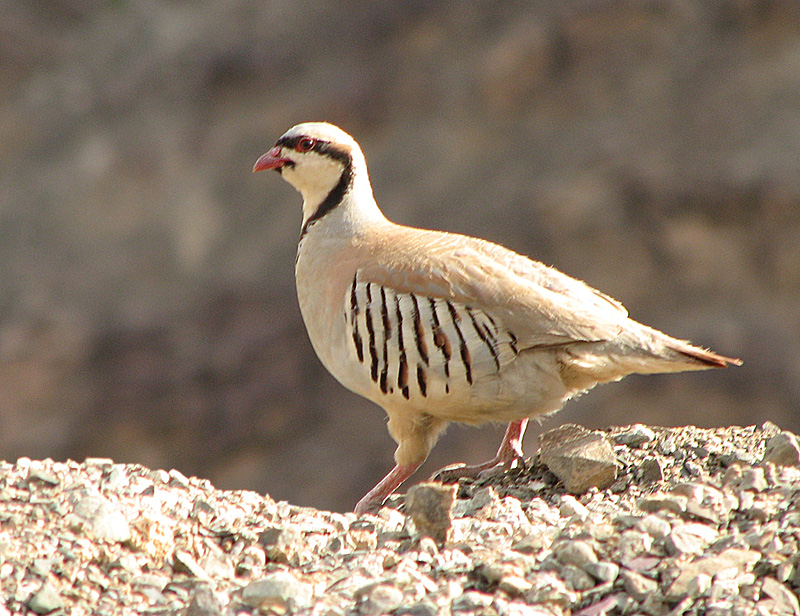
حجل شقّار.

يعيش في الشام 4 أنواع من طيور الطرائد، أو الطيور الأرضية، وقد أُُدخل نوعان آخران لغرض الصيد. من بين هذه الأنواع، يُعتبر الحجل الشقّار الأكثر شيوعًا وانتشارًا في كامل أنحاء القطر، فهو يعيش في الأراضي الزراعية بما فيها البساتين والحقول والكروم، وفي المروج الجبلية والغابات والسهوب، بل وفي الصحاري أيضًا، إلا أنه يختفي في أقصى الجنوب والشرق حيث تشح مصادر المياه بشكل كبير، ويختفي معظم الغطاء النباتي الذي تحتاجه هذه الطيور للاقتيات والتظلل. يستبدل حجل الرمال النوع سالف الذكر في المناطق الصحراوية، على الرغم من أنه ينتشر أيضًا في الأقسام الشمالية من الشام حتى الحدود التركية، ويعود سبب شيوعه في الصحراء إلى أنه أكثر تأقلمًا مع حياتها القاسية، فلونه الرملي يساعده على التخفي، وهو قادر على البقاء لفترات طويلة من دون ماء وأن يُحلّق لمسافات أبعد بحثًا عنها. ينتشر الدرّاج الأسود في القسم المتوسطي من بلاد الشام، وهو طائر مميز يسهل تمييزه عن غيره من الطيور الأرضية الشامية عن طريق اللون الأسود اللمّاع لريش صدر ورأس الذكر، ويمكن العثور عليه من حدود الشاطئ الغربي للبحر الميت عبر بحيرة الحولة، وصولاً إلى سهل البقاع وجبل لبنان وسوريا الداخلية والساحلية، غالبًا في المناطق المنبسطة ذات الأشجار القمئية بالقرب من السبخات. أما آخر أنواع الطرائد البلدية في الشام، فهي السمانى المألوفة، المعروفة محليًا باسم «السمّن» أو «السمّان» أو «السلوى»، وهي نوع الطرائد الوحيد المهاجر، وقليل منها مقيم. تُشكّل هذه الطيور هدفًا مغريًا للصيادين، بفعل أعدادها الكبيرة التي تعبر الشام سنويًا، حيث تُلاحق أسرابها على الدوام ويُقتل منها الكثير، لكنها على الرغم من ذلك تبقى وفيرة العدد، وتُشكل مصدر غذاء رئيسي للضواري الشاميّة. يُمكن العثور على هذه الطيور على سفوح الجبال والتلال وفي السهول وأراضي الأشجار القمئية. لهذه الطيور أهمية رمزية عند اليهود والمسلمين، حيث أنها ذُكرت في التوراة والقرآن وقيل بأن الله أرسلها على بني إسرائيل عندما حل بهم الجوع بعد خروجهم من مصر.

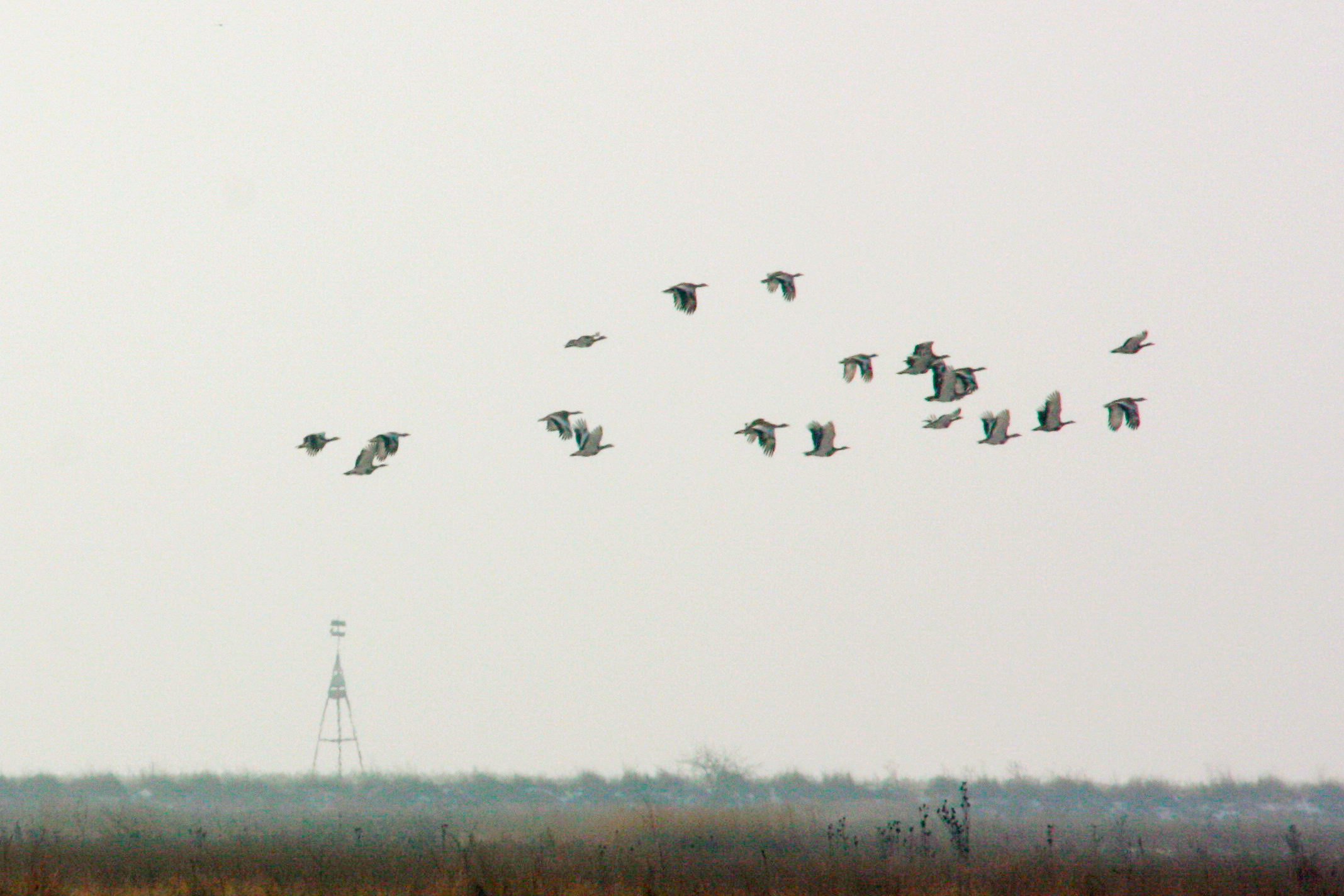
سرب حباري كبيرة يعبر سماء رومانيا متجهًا إلى الشام.

تستوطن الشام 3 أنواع من الحباري هي: حبارى ماكوين، الحبارى الصغيرة، والحبارى الكبيرة. تُعتبر الأولى أكثرها ندرة، فهي طائر صحراوي بصورة رئيسية، تعيش في الصحاري المكشوفة ذات الآجام والأعشاب القصيرة، ويمكن العثور عليها في وسط وشمال صحراء النقب ووادي عربة. أما الحبارى الصغيرة، فهي زائر شتوي نادر، تعبر من أوروبا إلى أفريقيا ويمكن رؤيتها في القسم المتوسطي من الشام بما فيه الساحل السوري ولبنان وشمال إسرائيل، وهي تقطن الأراضي العشبية المكشوفة. أيضًا فإن الحبارى الكبيرة، وهي أثقل الطيور القادرة على الطيران، تعدّ زائرة شتوية نادرة، يمكن رؤيتها بشكل رئيسي في ذات المناطق التي تهاجر إليها قريبتها الصغيرة.
تتخذ عدّة أنواع من المخوضات من الشام موطنًا لها، ومنها: دجاجة الماء المألوفة، والفرفر، وديك الماء، والغرة السوداء، والصفرد، وأنواع عديدة من التفالق والبلاشين. وللأخيرة جالية عظيمة التنوع في الشام، لكن أغلب أفرادها مهاجر، ولا يُفرخ منها إلا نوعان هما: الواق الصغير وبلشون الليل أسود التاج، أما الأنواع الباقية فإما تعبر سماء البلاد أو تمضي فيه الشتاء قبل أن تتحرك شمالاً مجددًا.

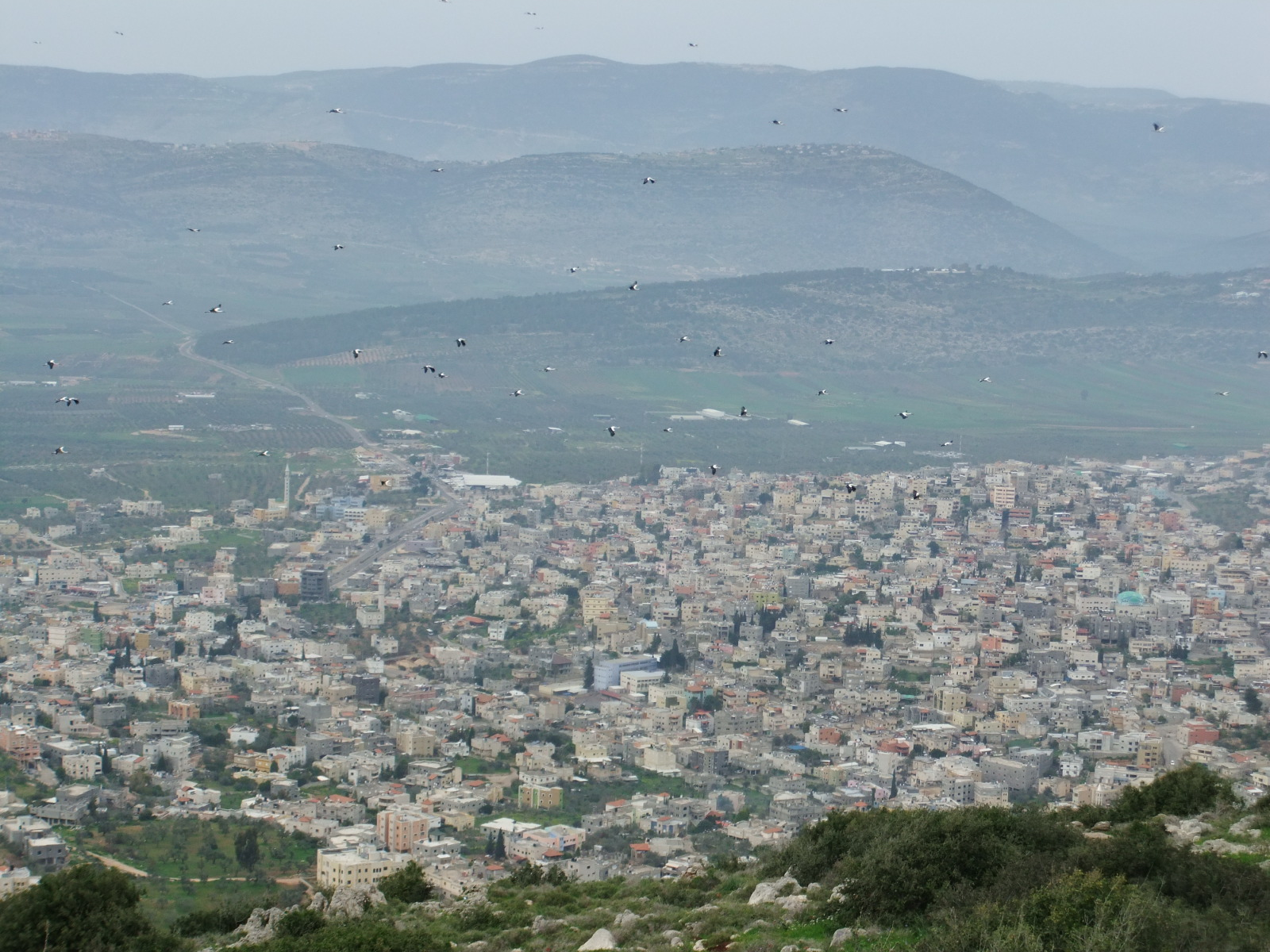
سرب من اللقالق البيضاء يعبر سماء قرية عرابة في فلسطين.

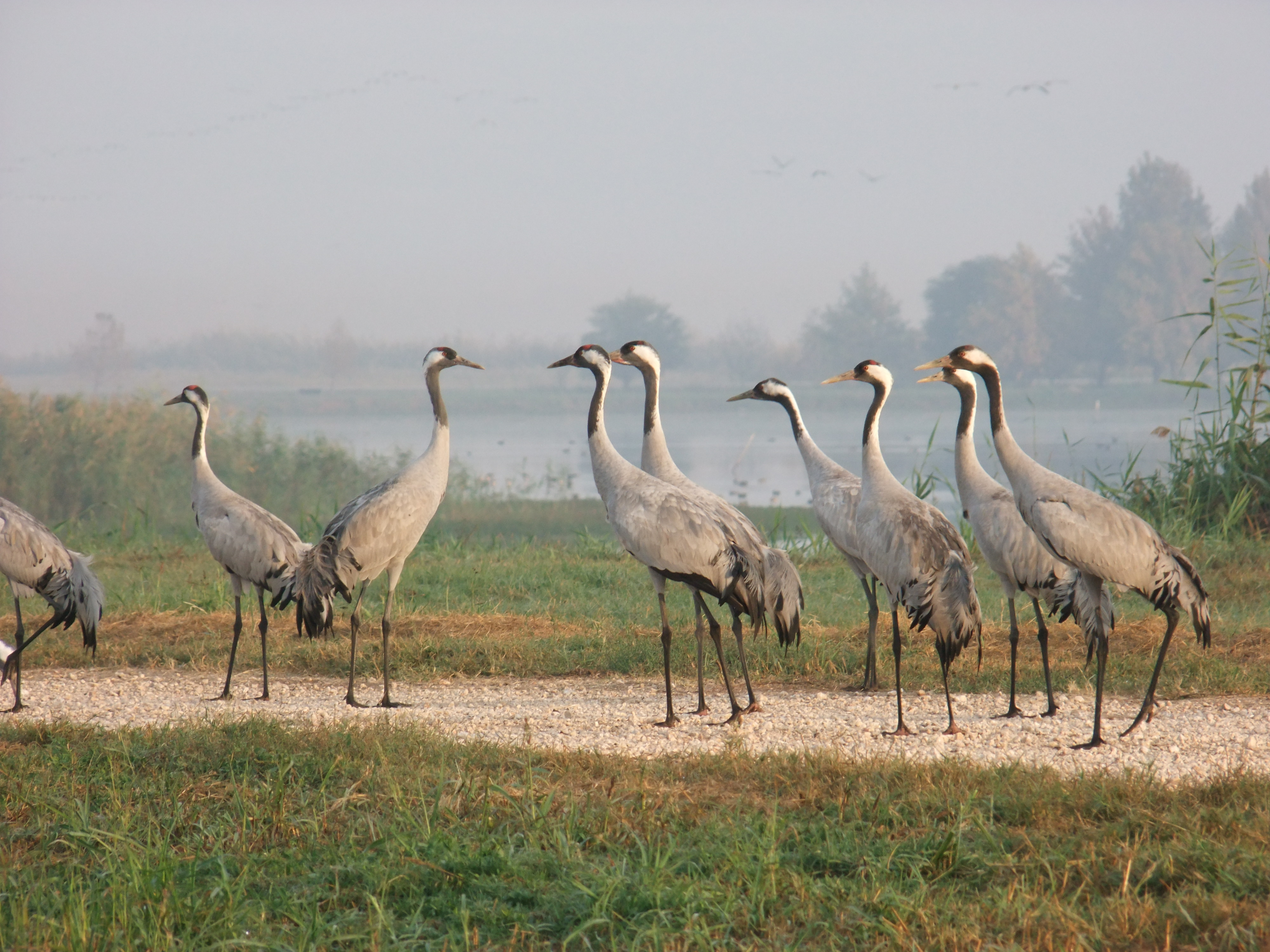
سرب من الكراكي المألوفة في بحيرة الحولة.

من أبرز المخوضات المهاجرة عابرة سماء الشام نوعان من اللقالق: اللقلق الأبيض واللقلق الأسود. تعبر آلاف اللقالق البيضاء والسوداء سماء الشام سنويًا خلال فصل الربيع، وهي تبدو للناظر وكأنها سرب حشرات ضخم للوهلة الأولى، لكنها سرعان ما تظهر على حقيقتها. تُعتبر هجرة اللقالق إحدى أروع المظاهر الطبيعية في بلاد الشام، ويُعتقد أن السواد الأعظم من جمهرة أوروبا الشرقية من هذه الطيور يعبر سماء الشام سنويًا خلال فصل الربيع، ويتوقف للاستراحة لفترة قصيرة قبل متابعة طريقه عبر وادي النيل إلى جنوب الصحراء الكبرى. وقد تسببت بعض أسراب هذه الطيور بحوادث جويّة قاتلة، حيث اصطدمت عدّة أفراد بالعديد من الطائرات الحربية الإسرائيلية وعلقت في محركاتها، فأسقطتها على الفور. من زوّار الشام غزيرة العدد أيضًا، هناك الكركي المألوف الذي ينازع اللقالق البيضاء على المركز الأول من حيث عدد الأفراد العابرة، وهذه الطيور كما اللقالق، تتخذ من المستنقعات الشاميّة نقطة استراحة للتزود بالغذاء، ولعلّ أبرز المواقع حيث يمكن رؤيتها هي بحيرة الحولة في شمال إسرائيل، حيث تتجمع الآلاف من هذه الطيور سنويًا لتقتات على ما يرميه لها المزارعون من بقايا الخضار والحبوب، وقد لوحظ أن قسمًا كبيرًا منها أخذ يمضي كامل الشتاء في البحيرة ومحيطها بدل من أن يتابع طريقه نحو أفريقيا، لضمانه الحصول على المأوى والغذاء. يعبر الشام أيضًا نوعان من النحام، هما: النحام الأكبر والنحام الأصغر، بالإضافة لثلاث أنواع من البجع والغاقات وقرابة 35 نوعًا من البط والإوز، منها نوع واحد فقط دخيل، هو الإوزة المصرية.

### لاجواثم أخرى

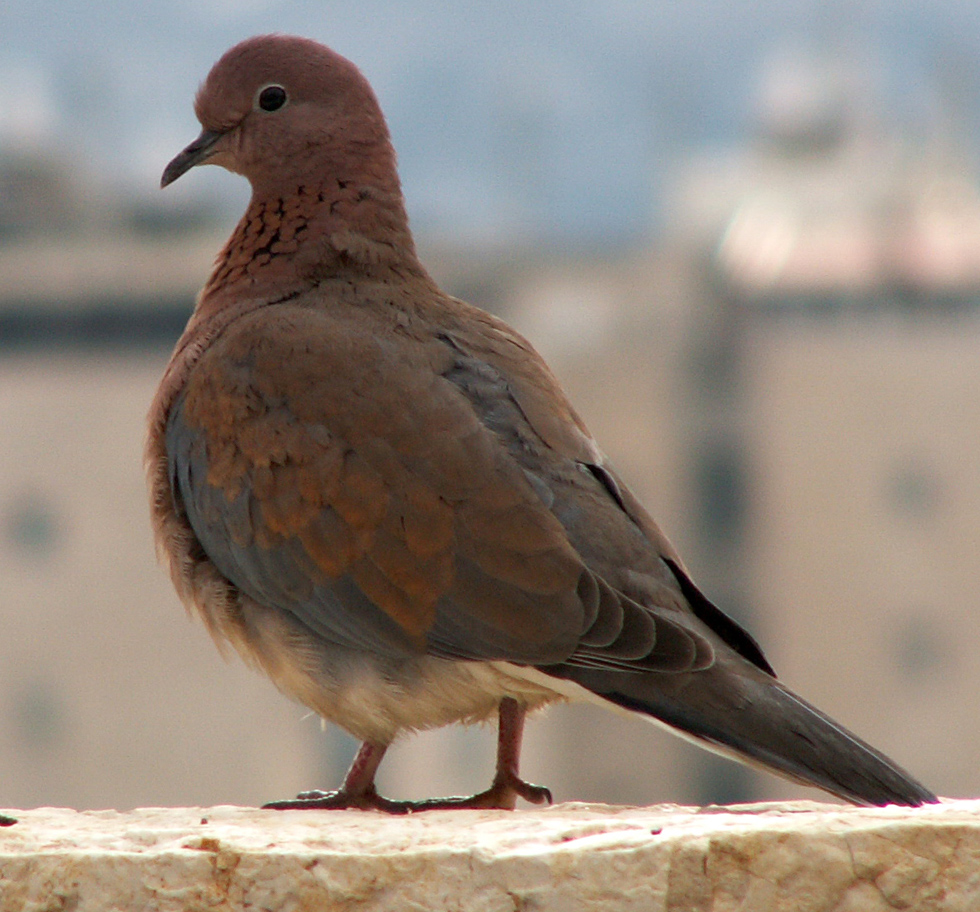
يمامة ضاحكة من القدس.

تقطن الشام عدّة أنواع من الحماميات، منها ما هو مهاجر، ومنها ما هو مفرخ. تعتبر الحمامة الطورانية، سلف الحمام المستأنس، أبرز أنواع الحمام الشامي، وتدل المستحثات أن هذا النوع بالذات نشأ وتطور في جنوب غرب آسيا، حيث عُثر على بضعة هياكل عظمية وبقايا متحجرة في إسرائيل، تفيد بأن هذه الحمائم نشأت في المنطقة منذ ما يُقارب 300,000 سنة. ولا تقتصر الحمائم الطورانية الشامية على الشكل البري فقط في الشام، إذ أن هناك عدّة جمهرات وحشية أيضًا تقطن الأرياف والمدن. من أبرز أنواع الحماميات الشامية الأخرى: الورشان، والقمرية الأوراسية، والقمرية المشرقية، واليمامة المطوقة الأوراسية، واليمامة المطوقة الأفريقية، واليمامة الضاحكة. لعلّ أكثر حمام الشام فرادةً هي يمامة ناماكوا، فهذه طيور صغيرة الحجم يصل طولها إلى 22 سنتيمتر فقط، وذيلها طويل بارز، ولا يمكن العثور عليها إلا في جنوب إسرائيل في الأراضي الصحراوية ذات أشجار السنط. أدخل البشر نوعان من الببغاوات إلى بلاد الشام عن طريق الخطأ، وهي: الپاراكيت وردي الطوق والپاراكيت الراهب، وقد أدخل هذا النوعان في بداية الأمر لغرض تجارة طيور الأقفاص، لكن عدّة أفراد تمكنت من الأفلات من الأسر وعاشت حياة وحشية في البرية، وتأقلمت بسرعة مع المناخ المحلي وتكاثرت.
تأوي الشام أيضًا 4 أنواع من الوقواقات، وعدّة أنواع من البوم، لعلّ أبرزها وأكثرها تميزًا هو البومة السمّاكة البنية، وهذه من البومات القلائل التي تعيش على السمك بشكل حصري تقريبًا، ومنها سلالة واحدة، هي السلالة الغربية، التي يقول بعض الباحثين أنها قد تشكل نوعًا مستقلاً بذاته. يُحتمل أن هذه البومات قد انقرضت من الشام بفعل تدمير موائلها الطبيعية وتقلصها. يعيش في الشام نوع واحد من نقّارات الخشب، هو النقّار السوري، وهو شديد الشبة بالنقّار المرقط الكبير قاطن أوروبا، ويسهل الخلط بينهما بسهولة، ولا يميزه عنه سوى منقاره الأطول وانعدام البياض على ذيله. أيضًا هناك 3 أنواع من الوروارات التي تفرخ في الأراضي الشاميّة، ألا وهي: الوروار الأوروبي والوروار أزرق الوجنتين والوروار الأخضر.

### الجواثم

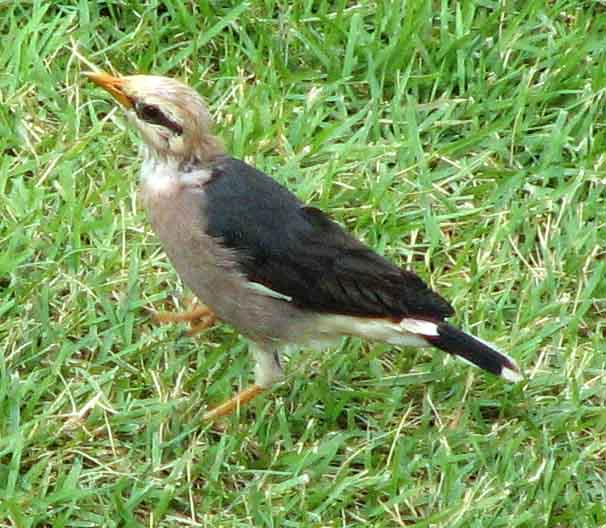
زرزور خمري الصدر في إسرائيل.

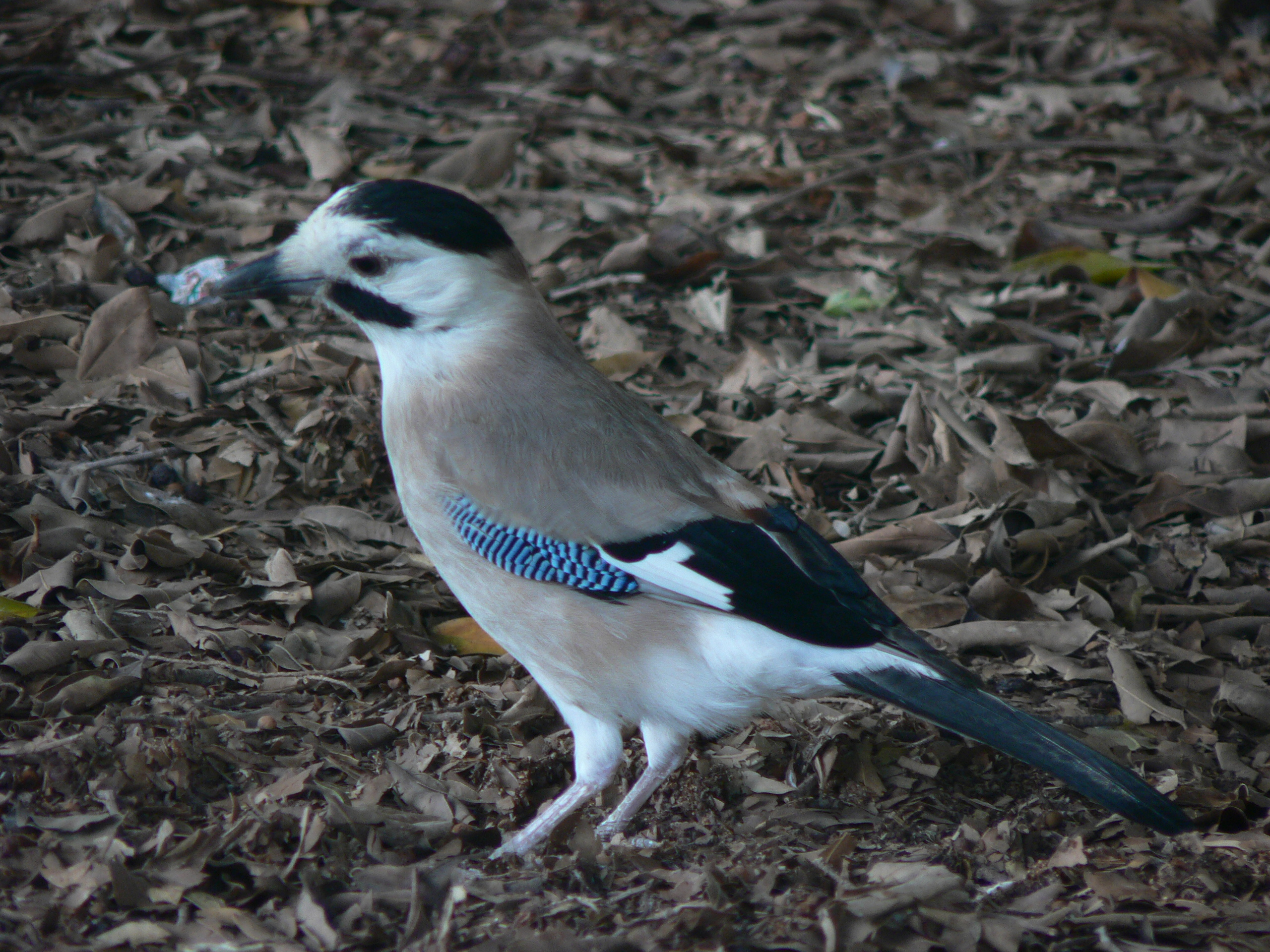
قيق أوراسي في إسرائيل.

جالية الشام من الجواثم عظيمة التنوع والجمال، أكبرها قدًا هي أعضاء فصيلة الغرابيات، ومنها 10 أنواع في الشام، لعلّ أبرزها هو الزاغ المقلنس والقيق الأوراسي، والأول كان يُعتبر سلالة من الزاغ الجيفي حتى سنة 2002، عندما اعتبر نوعًا مستقلاً بذاته، وهذه الطيور شديدة الذكاء وفائقة التأقلم، إذ يمكن العثور عليها في جميع الموائل الطبيعية في الشام تقريبًا، بما فيها المدن. أما القيق الأوراسي، فهو أحد أهم أنواع الطيور في النظام البيئي الشامي، ذلك لأنه يعيش على اقتيات ثمار الجوز والبلوط والصنوبر، ودائمًا ما يقوم بتخزين عدد كبير منها في الأرض ليقتات عليه خلال الشتاء، وقسم كبير من هذه الثمار يبقى مدفونًا وينموا ليصبح أشجارًا، فتكون هذه الطيور بمثابة محرّجة الريف الشامي الطبيعية. تعتبر الشرشوريات وأنسباؤها أكثر جواثم الشام تزوقًا ومتعةً للنظر بفضل ريشها البهي اللمّاع، وتغريدها العذب الرقراق، ومن أشهرها التمير الفلسطيني قاطن المناطق الجافة حتى ارتفاع 3200 متر، وهذه طيور صغيرة الحجم تقتات على الحشرات ونكتار الأزهار، وقد اقترح بعض المسؤولين الفلسطينين جعلها الطائر الوطني لدولة فلسطين مستقبلاً. من أغزر الجواثم الشامية عددًا: الحسون الأوراسي والعصفور الدوري والزرزور الأوروبي، والأخير يُشكل مصدر غذاء مهم للكثير من الكواسر، وقد أدخل البشر نوعان من الجواثم الأجنبية إلى الشام، هي: المينة المألوفة والزرزور خمري الصدر، وقد انتشر هذا النوعان بشكل خاص في إسرائيل ولبنان، وبحسب الظاهر فإن جمهرتها الحالية تتحدر من بضعة طيور هربت من الأسر من حديقة طيور في تل أبيب خلال العقدين الأخيرين من القرن العشرين.

### الطيور المنقرضة

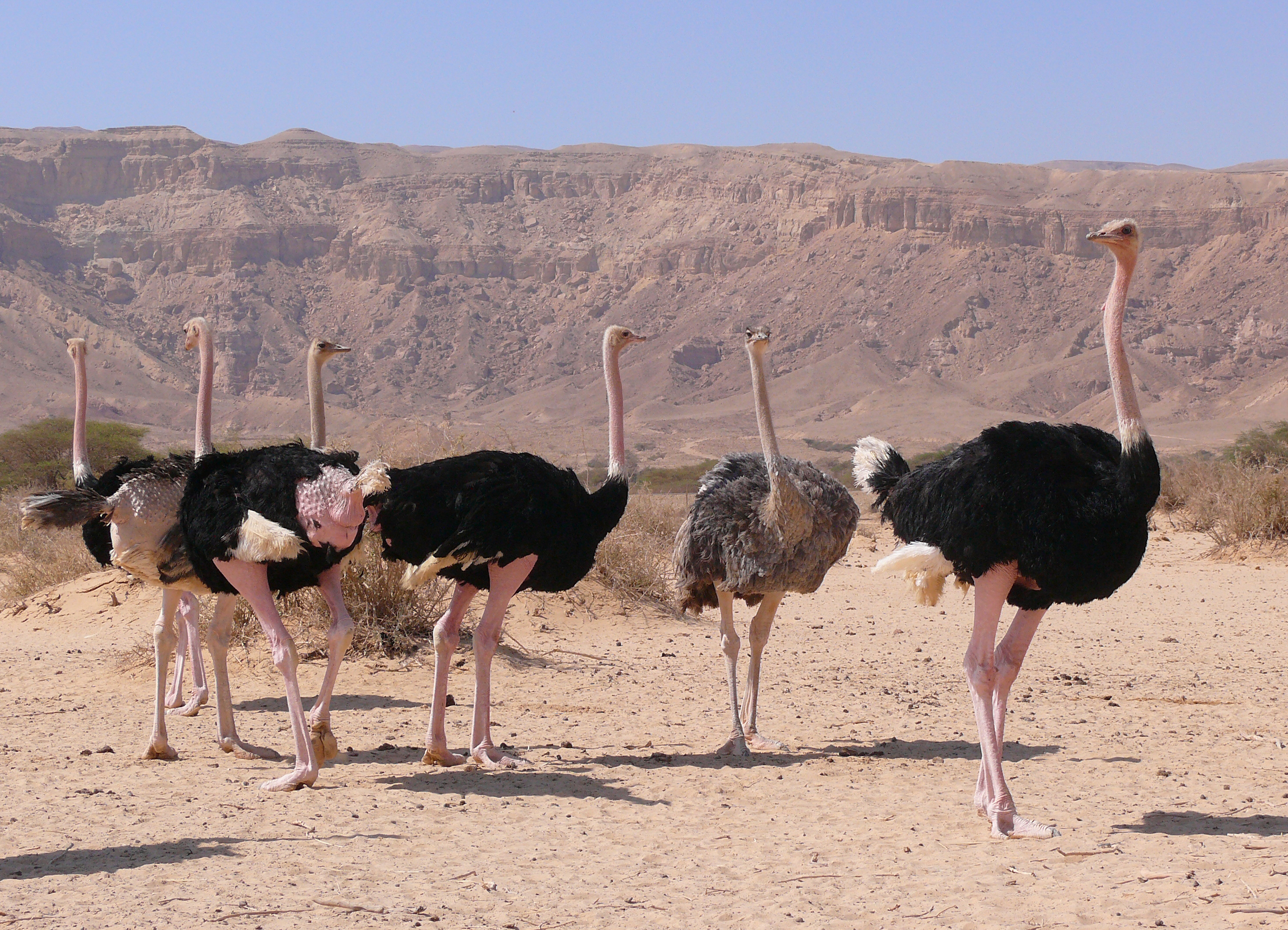
سرب من النعام أحمر العنق في محمية حاي بار يوطڤاتا الصحراوية.

يُصنّف الاتحاد العالمي للحفاظ على الطبيعة نوعين من الطيور على أنها منقرضة في الشام، النوع الأول اختفى في كل من سوريا ولبنان وإسرائيل والأراضي الفلسطينية والأردن، أما الثاني فلا يزال يعبر سوريا بأعداد قليلة. كانت النعامة تقطن كامل أنحاء الشام، وبشكل خاص السهول المنبسطة، وكان النعام الشامي ينتمي للسلالة السورية، أو العربية، التي شاعت أيضًا في شبه الجزيرة العربية والعراق، وقد تعرّضت هذه الكائنات، كغيرها من الطرائد الضخمة، للصيد بلا هوادة، حتى اندثرت كليًا من المنطقة بحلول عام 1966. أعيد إدخال النعام إلى جنوب إسرائيل كجزء من مشروع إعادة الحيوانات المذكورة في التوراة إلى أرض فلسطين، وقد استقدمت عدّة طيور من السلالة حمراء العنق الشمال أفريقية بما أنها أقرب السلالات إلى السلالة العربية، وتم إكثارها في محمية حاي بار يوطڤاتا للحياة البرية الصحراوية، وأطلقت بضعة أفراد منها في البرية.
كانت طيور أبي منجل الأصلع الشمالي تقطن كامل الشام في المناطق شبه الصحراوية وفي الجبال، لكن أعدادها تراجعت تراجعًا حادًا لأسباب متنوعة، منها اختفاء موائلها الطبيعية بعد أن استصلحت للزراعة والبناء، وبسبب التسمم بواسطة مبيدات الآفات، وقد تأكد العلماء من السبب الأخير بعد أن عُثر على ثلاثة طيور نافقة من هذا النوع في الصحراء الأردنية كانت تهاجر جنوبًا من تركيا. كان السكّان المحليون يعتقدون أن هذه الطيور تُرشد قوافل حجاج البيت الحرام، لذا فقد أحيطت بهالة من الورع والتقدير خلال القدم. لا تزال هناك جمهرتان صغيرتان من هذه الطيور تقطن جنوب تركيا وشمال سوريا، والأولى تهاجر عبر سوريا الداخلية نحو شبه الجزيرة العربية والقرن الإفريقي، لكنها مهددة بشكل كبيرة، وتكاد تكون في عداد المنقرضة. قامت وزارة الزراعة السورية بوضع هذه الطيور تحت الحماية المطلقة وموائلها الطبيعية، وحظرت صيدها والإتجار بها بأي شكل من الأشكال، ويقول الخبراء أن هجرة الطيور التركية عبر سوريا يتوقع لها أن تساهم في التنوع المورثي للجمهرتين سالفتي الذكر.

## الزواحف والبرمائيات

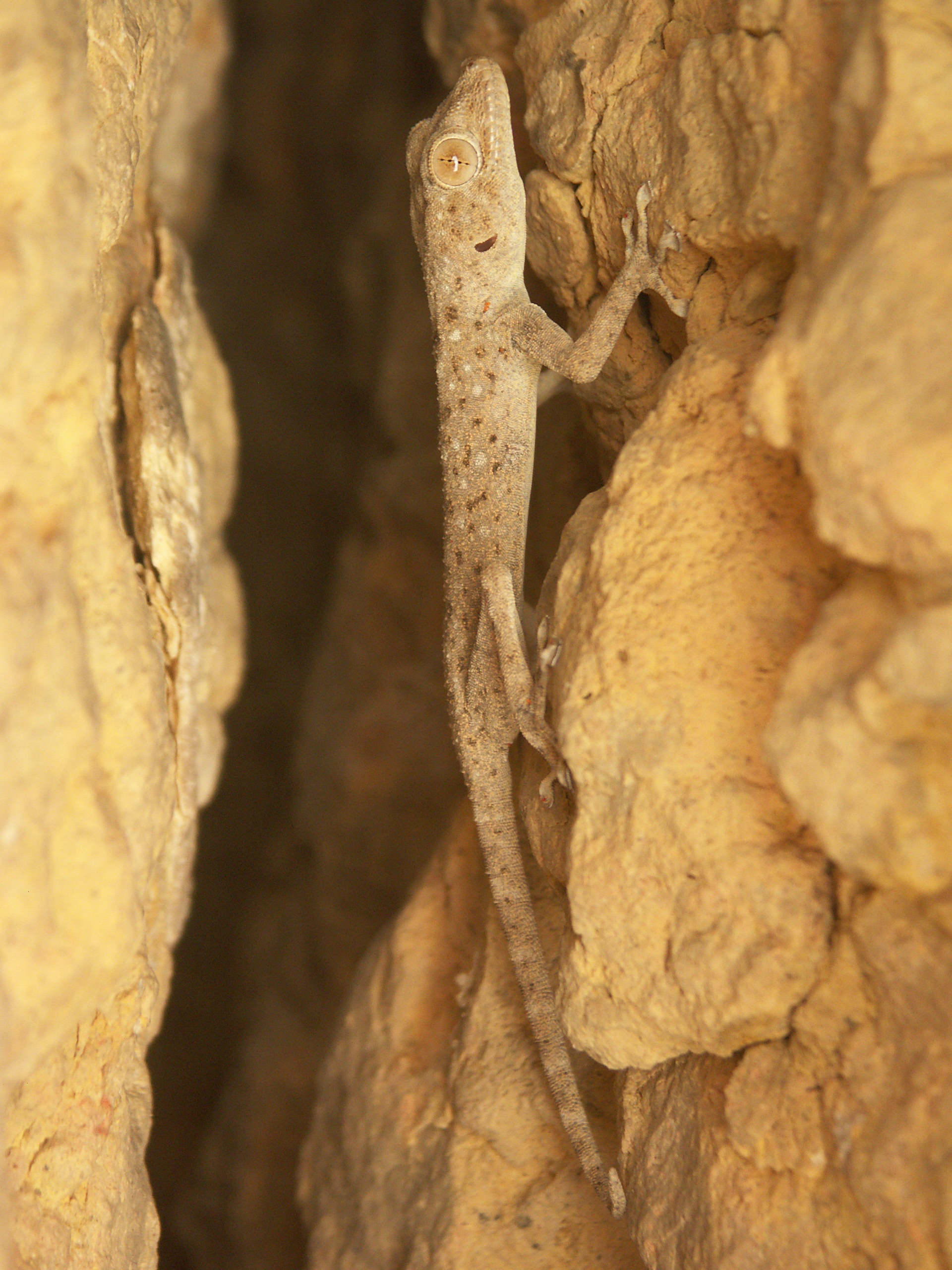
وزغ سينائي عريض الأصابع في محمية ضانا، الأردن. تُعرف هذه الكائنات محليًا في بلاد الشام باسم «أبو بريص».

يعيش في الشام ما يزيد عن مائة نوع من الزواحف، أغلبها يقطن المناطق الصحراوية، وقسم منها يعيش في المناطق المعتدلة المتوسطية. يعتبر معدّل انقراض الزواحف في القطر الشامي معدلاً منخفضًا للغاية، إذ أن معظم الأنواع الباقية وضعها مستقر، وتلك التي اندثرت لم تختف إلا في بداية القرن العشرين، ومنها: تمساح النيل الذي كان يمكن العثور عليه في فلسطين والأردن، ولجأة البرك الأوروبية، والصل المشرقي. من الزواحف الدخيلة على الشام: حمسة البرك حمراء الأذنين، والوزغ خشن الذيل.
تراجعت أعداد البرمائيات الشاميّة تراجعًا حادًا منذ بداية القرن العشرين، ويرجع ذلك بشكل رئيسي إلى تجفيف الكثير من المستنقعات المحلية لغرض استصلاح الأراضي، ولعلّ الضرر الأكبر أصاب برمائيات فلسطين، إذ أن مجمل الأنواع في تلك البلاد يصل إلى ستة، واحدة منها فقط غير مهددة. فقد تراجعت أعداد أنواع كثيرة منذ بداية الاستيطان اليهودي، عندما قام الكثير من المزارعين بتجفيف معظم مستنقعات الشمال لزراعة الأرض وبناء المستوطنات فيها، وقد انقرض بسبب ذلك نوع واحد من البرمائيات هو ضفدع الحولة المطلي، على الرغم من أن بعض خبراء الزواحف والبرمائيات في لبنان يقولون بأن هذه الضفادع ما زالت تعيش في مستنقع عمّيق الواقع على سفح جبل الباروك في سهل البقاع، مع أنه لم يُعثر على أي منها حتى الآن.

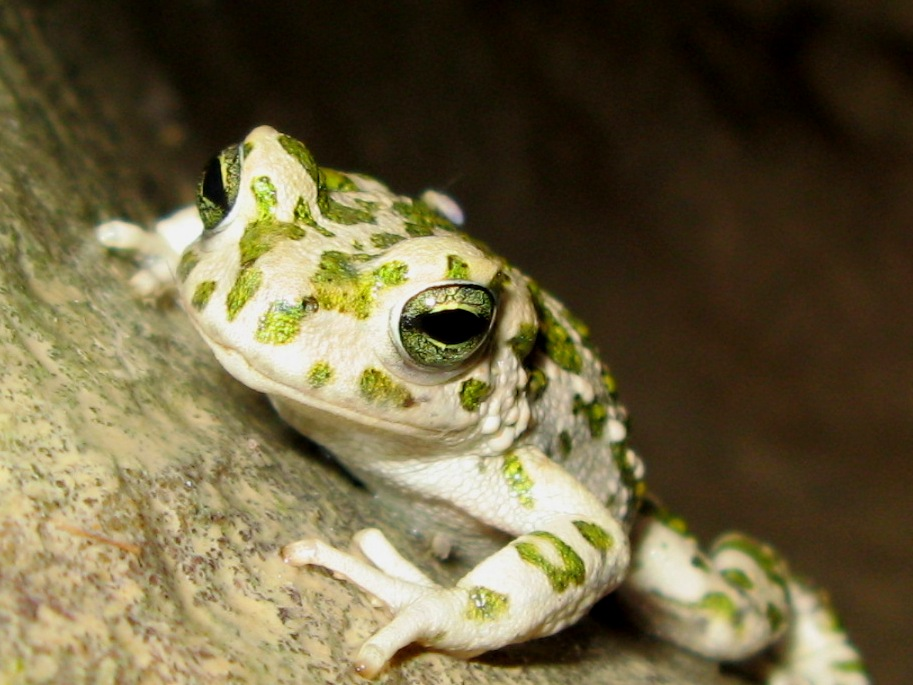
أنثى علجوم أخضر في الأردن.

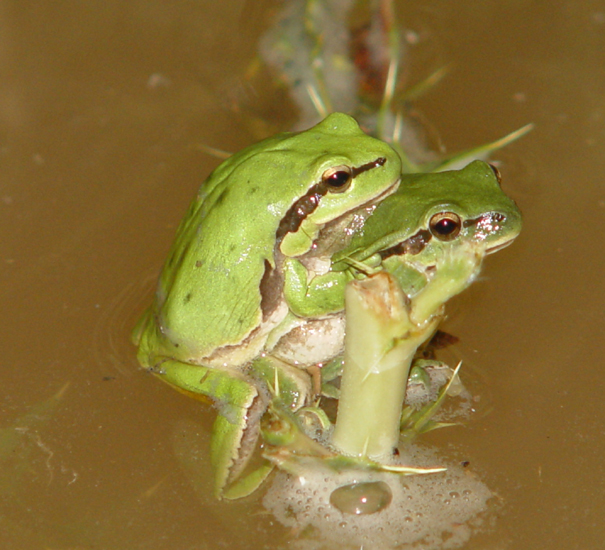
ضفدعا شجر شرقيان يتزاوجان.

تضم قائمة البرمائيات الشاميّة بضعة أنواع من الضفادع وأقاربها، هي: ضفدع المستنقعات الأوروبي، وضفدع الأشجار الشرقي، والعلجوم الأخضر، والعلجوم الشرقي مجرفي القدم، بالإضافة إلى السمندر الناري وسمندل الماء المخطط الجنوبي، وهذا الأخير بالإضافة إلى العلجوم الشرقي مجرفي القدم مهددان بدرجة قصوى. يُعدّ العلجوم الأخضر أكثر برمائيات الشام انتشارًا، حيث يمكن العثور عليها في كامل المناطق الساحلية المتوسطية تقريبًا، وعلى الرغم من أن وجودها يرتبط بوجود مصدر دائم للمياه، فإن قسم من الجمهرات أخذ ينتشر في المناطق الأكثر جفافًا. لاحظ العلماء تراجعًا بنسبة 55% في مناطق تفريخ هذه الكائنات في إسرائيل، مع أنها لا تزال أكثر برمائياتها انتشارًا، ويُرجّح أن سبب تراجع أعدادها هو تلوّث المياه وعزل الموائل عن بعضها عبر شق الطرق ومدّ السكك الحديدية. تعيش العلاجيم الشرقية مجرفية القدم في المنطقة الساحلية الإسرائيلية شمال حولون وأشدود وصولاً إلى لبنان شمالاً، وهي منقرضة محليًا في الأردن. لا يزال هناك بضعة مئات من هذه الحيوانات في إسرائيل ولبنان، وسبب تراجع أعدادها هو انفصال موائلها الطبيعية عن بعضها وتدمير بعضها الآخر، وتعلّق العلاجيم بموئلها وعدم استغنائها عنها بسهولة. تحظى هذه العلاجيم بالحماية القانونية الكاملة في إسرائيل. تعيش سماندل الماء المخططة في كامل القسم الساحلي المتوسطي من الشام، من الحدود التركية وصولاً إلى عسقلان، وموئلها المفضل هو البرك الربيعية. كانت بعض الجمهرات من هذه الكائنات تعيش إلى جنوب عسقلان أيضًا، لكنها اختفت جميعها بسبب تلوث مياه تلك المناطق. يختلف موسم تزاوج هذه الكائنات باختلاف موطنها، فهو يمتد من كانون الثاني/يناير إلى شباط/فبراير في الساحل، ومن شباط/فبراير إلى آذار/مارس في الجليل. تحظى هذه الكائنات بالحماية القانونية الكاملة في إسرائيل بما أنها مهددة بدرجة قصوى، حيث أن 5% فقط من أصل الجمهرة التي كانت موجودة في عقد الخمسينيات من القرن العشرين لا تزال باقية. تتميز السمندرات النارية الشامية عن تلك الأوروبية بقوائمها وأصابعها الأطول، بالإضافة إلى رؤسها الأكثر استدارة، وهي من البرمائيات النادرة في هذا القطر، لكن جمهراتها الحالية مستقرة. تعيش ضفادع المستنقعات بقرب البرك والمستنقعات بشكل حصري تقريبًا، ويُلاحظ أن الجمهرات الشامية أصغر حجمًا وأخف وزنًا من الجمهرات الأوروبية. أما ضفادع الأشجار الشرقية فهي أكثر برمائيات الشام شيوعًا، على الرغم من أن موائلها الطبيعية انحسرت عمّا كانت عليه سابقًا، وهي تنتشر عبر كامل هذا القطر وصولاً إلى شمال النقب، وقد وسّعت موطنها حتى بلغ هذا الحد، إذ كان سابقًا يصل إلى حدود البحر الميت. تُقدّر الجمهرة الشامية من ضفادع الأشجار ببضعة آلاف.

## أحياء أخرى

### الأسماك

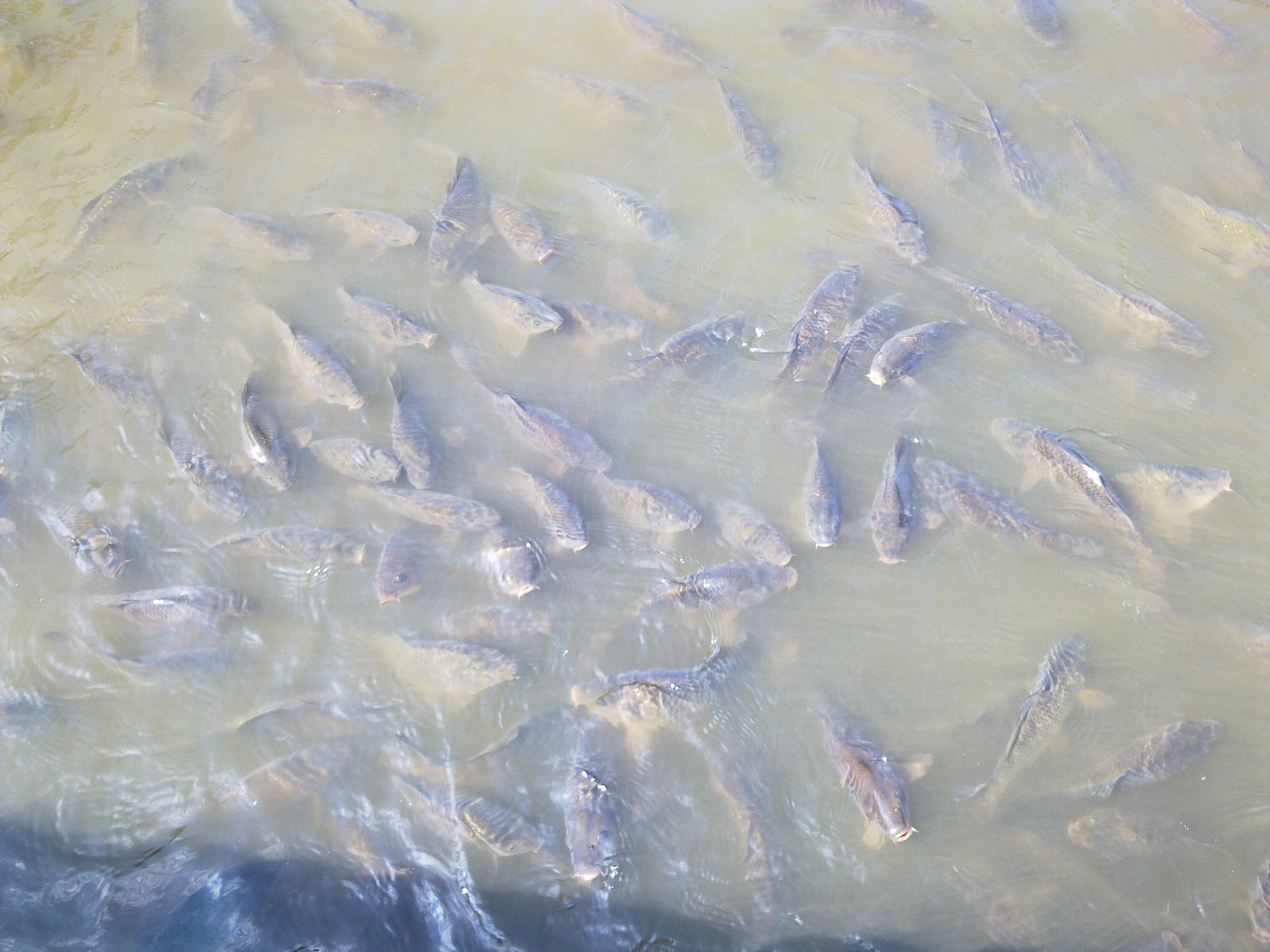
سرب من أسماك الشبوط المألوف، أحد أنواع الأسماك الدخيلة على الشام.

تأوي الشام ما يزيد عن 1,728 نوعًا من الأسماك، منها حوالي 410 أنواع تعيش في البحر المتوسط، و1,270 نوعًا تعيش في البحر الأحمر. أما الأنواع الباقية فكلها تقطن المياه العذبة، وقد تراجعت أعدادها بشكل ملحوظ بسبب تجفيف البحيرات والمستنقعات وتلوثها، وبعض الأنواع مثل السمك الأبيض اليركوني انقرض في البرية، والبعض الآخر مثل السمك الأبيض الحولي انقرض كليًا، وسُجلت رؤية آخر سمكة منها عام 1975. ويعود سبب انقراض الأخيرة إلى أنها كانت تستوطن بحيرة الحولة بشكل حصري، ولما استوطن المهاجرون اليهود المنطقة، قاموا بتجفيف قسم كبير من تلك المستنقعات لزراعة الأرض، فنفق كل ما كان فيها من أسماك. عُثر في سلسلة جبال لبنان الغربية، وما زال العلماء يعثرون، على أنواع كثيرة جدًا من الأسماك المنقرضة بصورة أحافير، وأبرز المواقع التي ظهرت فيها هذه المستحثات، القرى المحيطة بمدينة جبيل.

### اللافقاريات
يعيش في الشام ما يزيد عن 30,000 نوع من اللافقاريات، منها قرابة 22,500 نوعًا من الحشرات و3,900 نوعًا من مفصليات الأرجل الأخرى. تضم قائمة اللافقاريات الشامية أنواعًا عديدة من الرخويات، منها 230 نوعًا بريًا، و850 نوعًا يعيش في البحر المتوسط، و1,120 نوعًا في البحر الأحمر. تنتشر الحشرات في كامل الأقاليم البيئية الشاميّة، لكن معظمها يعيش في المناطق المتوسطية المعتدلة، وتلك قاطنة الشام تنتمي إلى 27 رتبة، من أصل 29 رتبة معروفة.

## حماية الحياة البرية الشاميّة

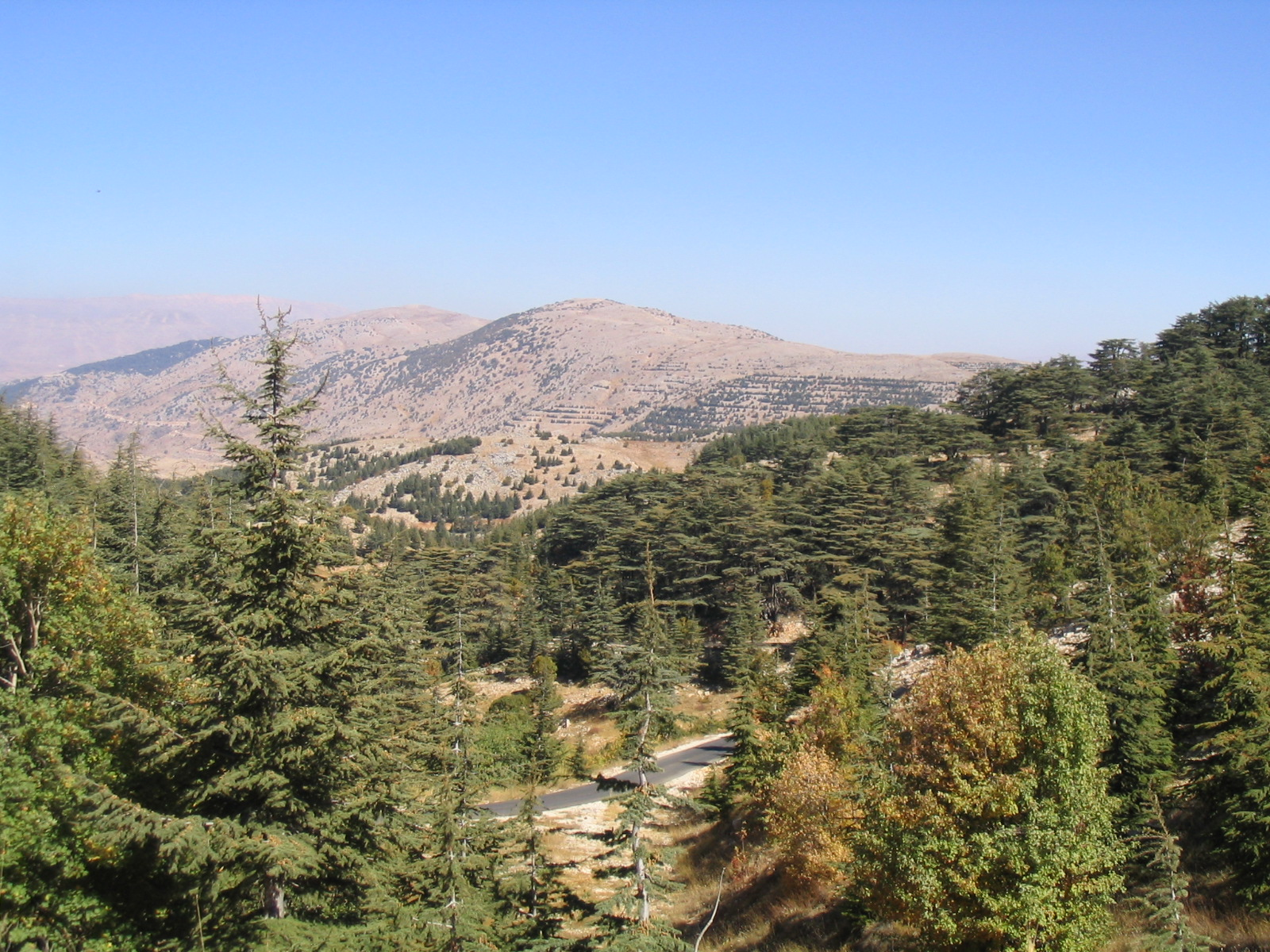
جبال الباروك، محمية أرز الشوف.

أسست الحكومات الشاميّة عدّة محميات طبيعية بارزة منذ أن قسمت سورية الطبيعية وحتى الآن، وقد أصاب بعض هذه المحميات نجاحًا باهرًا في الحفاظ على أنواع معينة من الحيوانات وإنقاذها من الانقراض المحلي، فيما تمكن بعضها الآخر من الحفاظ على الحياة البرية بدرجة أقل، ذلك أن انتهاك حرمتها ظل من الأمور الشائع حصولها بين الحين والآخر. كذلك هناك عدّة جمعيات خاصة تقوم بحماية الحياة البرية، وتعتمد في ذلك على تبرعات محبي الحيوانات والطبيعة وغيرهم من فاعلي الخير.

### لبنان
تأسست جمعية حماية الحياة البرية في لبنان سنة 1986 وحصلت على رخصة مزاولة عملها من وزارة الداخلية بالمرسوم رقم 6 بتاريخ 8 يناير/كانون الثاني 1986. تهدف هذه الجمعية إلى الحفاظ على البيئة والتنوع الحيوي في لبنان، وهي شريك دولي للمجلس العالمي للطيور (بالإنگليزية: BirdLife International)، وتولي هذه الجمعية الطيور اهتمامًا خاصًا، ذلك لأن وضعها، كما يقول الخبراء، يدل على مدى ازدهار النظام البيئي في دولة ما. تقوم هذه الجمعية بالكثير من الأبحاث الميدانية في عدّة مناطق لبنانية لتحديد المواقع الأبرز التي تلجأ إليها الطيور المهاجرة والبلدية، وقد ساعدت الجمعية، كونها عضوًا في الاتحاد العالمي للحفاظ على الطبيعة، ساعدت على تطوير وإنشاء أول مشروع تنوع حيوي في لبنان، ألا وهو «مشروع المناطق المحمية»، كما وعملت على رفع وتنمية الوعي البيئي لدى سكّان القرى بالذات، والمزارعين والفلاحين خصوصًا، كونهم أكثر من يحتك مع الحياة البرية.

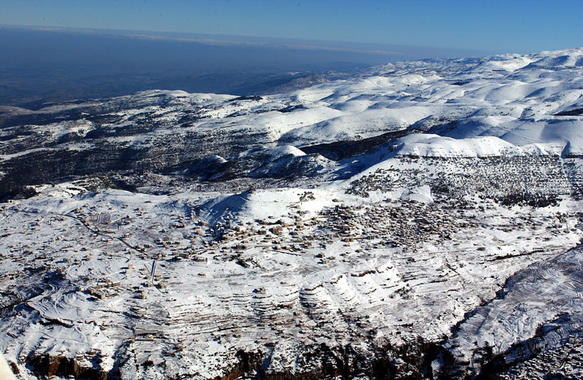
صورة جويّة لمحمية حرج إهدن خلال الشتاء.

بالإضافة إلى الجمعية سالفة الذكر، أقدم جمعيات الحفاظ على الحياة البرية في لبنان، تأُسست جمعية أروشا لبنان للبيئة عام 1996، بهدف الحفاظ على الحياة البرية وحماية البيئة، لكن مهمتها الرئيسية تبقى الحفاظ على مياه مستنقعات عمّيق من التجفيف، وهذه المستنقعات تُعتبر من أهمِّ مستنقعات المياه العذبة المتبقية في لبنان، وواحدة من القلائلِ في منطقة الشرق الأوسط. وبفضل الجهود المضنية والمستمرة لهذه الجمعية، تم الحفاظِ على هذه المستنقعات من الاضمحلال لتستمرَ مساكنًا آمنة تأوي إليها آلاف الطيور المهاجرة سنويًا. بالإضافة إلى عملها في مستنقعات عمّيق، تعمل أروشا لبنان في كافة أنحاء البلاد، بالنيابة عن مؤسسات حكومية، ومحميات طبيعية ومؤسسات الدولية للمحميات الطبيعية، في إجراء الدراسات العلمية وصيانة الموارد الطبيعية بشكل عملي وتثقيف السكان المحليين. يتمحور الإنجاز الكبير لهذه الجمعية حول إعادة إحياء بعض المناطق الزراعية الجافة وتحويلها إلى مستنقعات تصلح لسكنى الكائنات الحية، فقد تم إغلاق عدد من قنوات تصريف المياه، مما ساعد على انحباس كميات أكبر من المياه في المنطقة، وحُفرت أربع برك جديدة لتوفير مناطق تتواجد فيها المياه بشكل دائم. وبعد المفاوضات مع المزارعين تم وضع برنامج يمنع العمل في المناطق الحساسة من المستنقعات وقد تم تطبيق هذا البرنامج من خلال بناء الفواصل الحجرية ووضع البوابات وحفر قنوات صغيرة مما حدَّ من عمليات الصيد ووصول السيارات الكبيرة إلى داخل المستنقعات. أخيرًا، تقلّص عدد الأغنام في المنطقة وحُددت مناطق معينة للرعي ضمن نظام معين لاستخدام المستنقعات. أما بالنسبة للجهود الحكومية، ففي لبنان 3 محميات «نموذجية» تأسست بموجب مراسيم وزارية عام 1996، وهذه المحميات هي: محمية أرز الشوف، محمية حرج إهدن، ومحمية جزر النخيل، وهناك محميات أخرى أصغر حجمًا، مثل محمية بتناعل ومحمية أرز تنورين ومحمية اليمّونة ومحمية غابة القمّوعة ومحمية شاطئ صور.
كما في لبنان، تأسست في باقي مناطق الشام الكثير من الجمعيات لحماية الحياة البرية والبيئة، ففي إسرائيل تأسست الجمعية الأمريكية للحفاظ على الحياة البرية في إسرائيل (بالإنگليزية: American Society for the Protection of Nature in Israel) عام 1986، للمساعدة على توعية الناس وتثقيفهم بشأن القضايا البيئية المختلفة، وما زالت تمارس عملها منذ ذلك الحين، لتكون أقدم جمعيات الحياة البرية في البلاد. أما على الصعيد الحكومي، فإن مصلحة البيئة والمتنزهات القومية الإسرائيلية هي الهيئة الرسمية التي تقوم بصيانة وحماية الأنظمة البيئية المختلفة في البلاد بالإضافة إلى التنوع الحيوي، كما وتتولى تثقيف المزارعين حول أهمية الحفاظ على الموارد الطبيعية للأجيال القادمة. وقد ولدت هذه الهيئة في سنة 1963 بعد إصدار الكنيست قرارًا بتشكيل هيئة لصيانة ما تبقى من الغابات والصحاري قبل أن تمتد إليها يد الإنسان، وقد أنشأت الهيئة عددًا ضخمًا من المحميات في إسرائيل، كان أولها محمية الحولة التي فتحت أبوابها للعموم سنة 1964، وعُمل خلال السنوات اللاحقة على إعادة تأهيل أراضيها حتى أصبحت ملائمة لاستضافة أعداد الطيور الهائلة المهاجرة عبر سماء الشام، وقد نجحت هذه المحمية نجاحًا باهرًا في الحفاظ على الطيور المهاجرة والمقيمة، بالإضافة للأسماك النهرية والحشرات وبعض أنواع الثدييات، وبلغ من درجة نجاحها أن بعض أنواع الطيور المهاجرة أخذت تستقر فيها طيلة الربيع والخريف دون أن تتابع طريقها جنوبًا نحو أفريقيا، خاصةً بعد تشجيع المزارعين على رمي الحبوب والخضار بشكل مستمر لإطعام الطيور.
من المحميات البارزة الأخرى في إسرائيل، محميتا حاي بار، الكرمليّة ويوطڤاتا الصحراوية، وقد تأسست منظمة «حاي بار» خلال عقد الستينيات من القرن العشرين، على يد إبراهيم يوفي، الذي وضع نصب عينيه الحفاظ على ما تبقى من الحياة البرية في أرض فلسطين، وإعادة إدخال ما انقرض منها، وقد أصابت المحمية الكرملية نجاحًا كبيرًا في الحفاظ على الأيائل السمراء الفارسية وأعيد إدخالها إلى البرية، كما بذلت جهودًا في حماية نسور الفتخاء الأوراسية، وأعادت اليحمور الأوروبي والأروية الأناضولية إلى البلاد. أما محمية حاي بار يوطڤاتا الصحراوية، فتُعنى بحماية وإكثار الحيوانات المذكورة في التوراة والتي قيل أنها سكنت أرض فلسطين في الأزمان الغابرة، وقد تمكن الخبراء في تلك المحمية من إعادة إدخال الحمر البرية الآسيوية والمها العربية إلى صحراء النقب، كما يقومون بإكثار عدد آخر من الحيوانات الشاميّة والأفريقية الصحراوية، مثل النمور العربية ومها أبو حراب.
توجد في الضفة الغربية 48 محمية طبيعية، بعضها أعلن كمحميات في أثناء فترة الانتداب البريطاني على فلسطين بينما أعلنت السلطات الإسرائيلية خلال سنوات وجودها المتعاقبة عن البقية. تبلغ مساحة المحميات مجتمعة 330700 دونم (أكثر من 330 كم2)، وهو ما يشكل 5.6% من مساحة الضفة الغربية. توجد معظم هذه المحميات في مناطق المنحدرات الشرقية وغور الأردن. كان الهدف الرئيس من هذه المحميات تسهيل الاستيلاء عليها لإقامة مستعمرات جديدة، ومع ذلك، ساهمت بعض هذه المناطق المحمية في حماية الحياة النباتية.
محمية شوباش هي أكبر المحميات بمساحة تزيد على 55 كم2. بينما أجملها محمية وادي الباذان الواقعة على بعد 5 كم إلى الشمال الشرقي من نابلس. قامت السلطة الفلسطينية ببرامج تشجير وحماية للغابات بالتعاون مع هيئات محلية وأجنبية. شملت تلك الجهود قيام عدة مؤسسات غير حكومية في داخل وخارج فلسطين بمشاريع تتضمن إعادة زراعة الأشجار التي اقتلعت من أراض فلسطينية جرفتها قوات الاحتلال الإسرائيلي في الضفة الغربية وقطاع غزة المحتلين لبناء أو توسيع المستوطنات اليهودية والطرق المؤدية إليها وإنشاء جدار الفصل العنصري. ويجري حاليا زراعة مئات آلاف أشجار الزيتون وأشجار الفواكه والنخيل في مواقع مختلفة.

### سوريا

اللوحة الإعلانية على مدخل محمية التليلة.

قامت الحكومة السورية، ومنذ أوائل عقد التسعينيات من القرن العشرين، بتسمية بعض المناطق في سوريا كمحميات طبيعية، وزادت عليها على مر الزمان وذلك ضمن إطار برامجها لحماية البيئة والمحيط البيئي الوطني والمحلي وحماية التنوع الأحيائي والتنوع الحيوي النباتي والحيواني وأيضًا لأغراض البحث العلمي. تأسست أولى المحميات الطبيعية في سوريا، وهي محمية التليلة، بقرار من وزير الزراعة والإصلاح الزراعي السوري بتاريخ 22 يوليو سنة 1991. تقع المحمية في قلب البادية السورية شرق مدينة تدمر، وهي من المحميات المهمة، بسبب أنها المعقل الأخير لطيور أبي منجل الأقرع الشمالي في بلاد الشام، وثاني المعاقل المتبقية في الشرق الأوسط بكامله لهذه الطيور. وتلعب هذه المحمية دورًا بارزًا في إكثار الريم والمها العربية، التي أعيد إدخالها إليها من الأردن والسعودية، منذ عام 1996، فقد قدمت المملكة العربية السعودية 30 غزالاً كهدية للمحمية الناشئة، جرى العمل خلال السنوات اللاحقة على إكثارها حتى قارب عددها 600 غزال بحلول سنة 2009، وقد قامت المحمية بتقديم بعض منها إلى محمية العضامي المحدثة في محافظة حلب. كذلك حصلت المحمية على 8 رؤوس من المها العربية تم تقديمها كهدية من المملكة الأردنية الهاشمية، وجرى العمل على إكثارها حتى وصل عددها إلى 125 رأسا عام 2009. من أبرز المحميات الأخرى في سوريا، محمية الشوح والأرز، وهي أهم المحميات المتوسطية في البلاد. تأسست هذه المحمية بقرار من وزير الزراعة والإصلاح الزراعي بتاريخ 22 يوليو/تموز سنة 1996، وهي تقع في ناحية صلنفة التابعة لمحافظة اللاذقية.
إضافة إلى محمية جبل النبي متى تقع على السفحين الغربي والشرقي لقمة جبل النبي متّى الواقع في ناحية الدريكيش، طرطوس. أنشأت الحكومة السورية 21 محمية أخرى إلى جانب المحميات سالفة الذكر، متنوعة النظم البيئية من غابات وأراضٍ رطبة وشواطئ وبحار وبادية، وذلك وفقًا للمعايير والشروط الوطنية للمحميات التي تم إعدادها من قبل فريق وطني وذلك اعتمادًا على المعايير الدولية التي يعتمدها الإتحاد العالمي للحفاظ على الطبيعة، وعلى الاحتياجات الوطنية، ومن هذه المحميات: محمية جزيرة الثورة في بحيرة الأسد ومحمية أم الطيور ومحمية اللذاب. وتشكل المحميات المعلنة حتى الآن نصف الهدف الاستراتيجي الوارد في الإستراتيجية الوطنية للتنوع الحيوي والذي يضمن 49 موقعًا مقترحًا كمحميات طبيعية في مختلف المحافظات السورية.

### الأردن

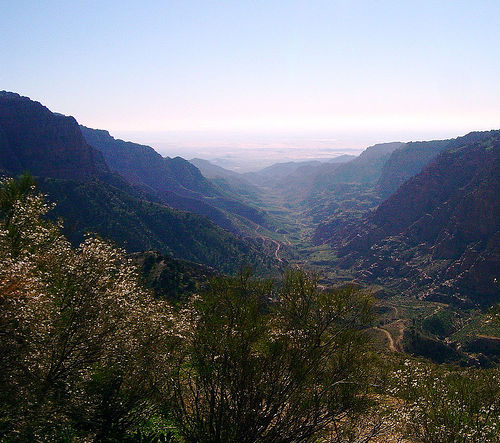
ممر جبلي ضيق في محمية ضانا الطبيعية.

أما في الأردن، فقد تأسست الجمعية الملكية لحماية الطبيعة تحت رعاية الملك الحسين بن طلال كجمعية غير حكومية مكرسة لحماية الحياة البرية وموائلها عام 1966، ثم أعطيت الجمعية تفويضًا من الحكومة الأردنية لإنشاء وإدارة المحميات الطبيعية. وفي عام 1974 قامت مجموعة من الإتحاد العالمي للحفاظ على الطبيعة والصندوق الدولي للحفاظ على الحياة البرية بزيارة البلاد لدعم مسيرة الحفاظ على الحياة البرية فيها، وفي تلك الفترة أنشئت أول محمية في الأردن وهي محمية الشومري لإعادة المها العربية للمنطقة. قامت الحكومة الأردنية في عام 1994 بالتوقيع على اتفاقية التنوع الحيوي المنبثقة عن قمة الأرض في ريو دي جانيرو سنة 1992، ممثلة بإنشاء محمية ضانا الطبيعية التي اكتسبت اعترافًا دوليًا وأعلنت محمية محيط حيوي فيما بعد. وفي عام 1997 أجريت دراسة مراجعة وتقييم وتحديث لشبكة محميات مقترحة، كما اقترح إضافة منظومة محميات جديدة، وفي عام 2005 تم تحضير وثيقة لمشروع الإدارة المتكاملة للنظم البيئية في وادي الأردن يتضمن إنشاء عدة محميات مقترحة جديدة. من أبرز المحميات الأردنية حاليًا، إلى جانب ضانا: محمية غابات عجلون، ومحمية وادي رم، ومحمية الأزرق.
توجد في بلاد الشام ثماني مناطق رطبة مصنفة ضمن قائمة اتفاقية رامسار لحماية المناطق الرطبة في العالم. هذه المناطق هي سبخة الجبول وعين أفق والحولة والأزرق وجزر النخيل وشاطئ صور ودير النورية وعمّيق.